# Duomo di Trento
La cattedrale di San Vigilio, ossia il duomo di Trento (in dialetto trentino Dòm), è la chiesa principale della città. È la cattedrale dell'arcidiocesi tridentina, ed è stata elevata al rango di basilica minore da papa Pio X il 18 marzo 1913 e annoverata tra i monumenti nazionali italiani con regio decreto nel 1940.
L'edificio, in origine basilica cimiteriale, venne fondato nel IV secolo da san Vigilio per accogliere i corpi dei santi martiri d'Anaunia, e ha attraversato diverse fasi costruttive. Si ricorda in particolare la completa ricostruzione voluta dal principe vescovo Federico Vanga, cominciata all'inizio del Duecento e protrattasi fino al Cinquecento, da cui discendono le attuali forme romanico-gotiche; a tale rifacimento si sommano interventi successivi. I resti dell'antica basilica paleocristiana si trovano ancora, musealizzati, sotto all'attuale piano pavimentale.
Situata nel centro cittadino, la cattedrale delimita con il proprio fianco sinistro il lato meridionale di piazza Duomo, mentre sul lato sinistro del presbiterio è annessa al Palazzo Pretorio. All'esterno sono di particolare interesse i due rosoni (uno in facciata, l'altro sul prospetto nord del transetto) e il maestoso protiro settentrionale, mentre all'interno sono presenti diverse sepolture monumentali, i capolavori barocchi dell'altare maggiore e della cappella del Crocifisso e diversi affreschi due e trecenteschi in gran parte frammentari, fra cui spicca il ciclo con la vita di san Giuliano l'ospitaliere.

## Storia

### Fondazione

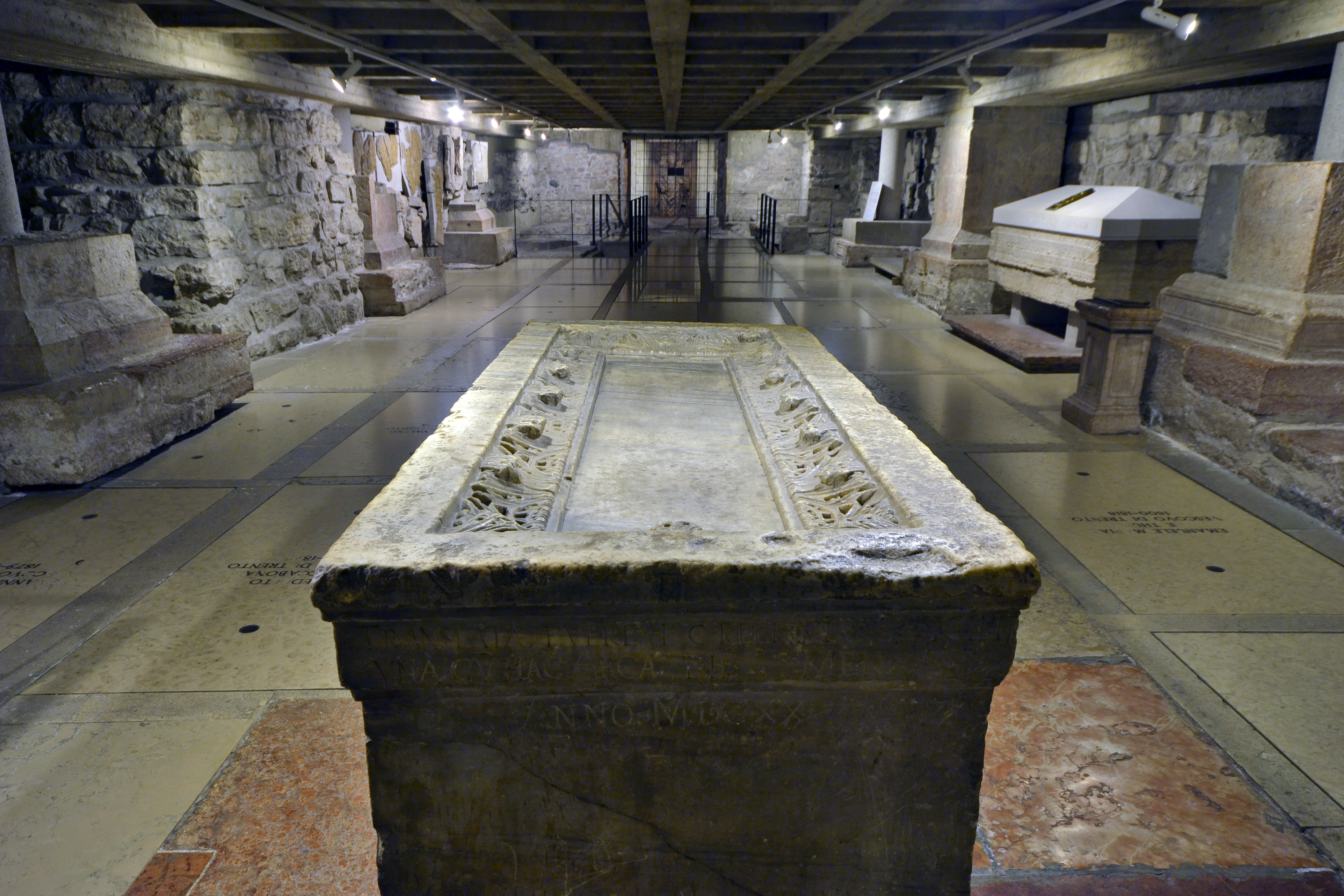
La basilica paleocristiana sottostante l'attuale duomo, vista dall'arca di San Vigilio.

Scavi archeologici condotti dalla seconda metà del Novecento hanno rivelato che la zona dove sorge il duomo, che era al di fuori delle mura dell'antica Tridentum nei pressi della Porta Veronensis (situata in corrispondenza della Torre Civica), era stata urbanizzata tra il I e il II secolo con strutture di natura principalmente commerciale. Nel tardo III secolo queste erano in stato di abbandono, e nel secolo successivo vennero in parte reimpiegate per la costruzione della prima basilica sul posto.
Secondo la Passio Sancti Vigilii (composta tra la fine del VII secolo e l'inizio dell'VIII) fu il vescovo di Trento Vigilio a farla edificare: egli vi avrebbe deposto i corpi dei santi martiri d'Anaunia (uccisi nel 397), per poi esservi sepolto a sua volta alla morte, sopraggiunta nel 400 o nel 405. All'epoca il ruolo di cattedrale era già ricoperto da un altro tempio, che si trovava in corrispondenza della chiesa di Santa Maria Maggiore, mentre l'odierno duomo nacque come chiesa cimiteriale: si stima che tra V e VI secolo fossero presenti oltre duecento sepolture pavimentali con epigrafi, di cui ne sono state ritrovate circa ottanta. Secondo alcune versioni la chiesa vigiliana sarebbe stata dedicata ai santi Gervasio e Protasio; l'intitolazione a san Vigilio sarebbe giunta sotto l'episcopato di Eugippio.
La prima struttura consisteva di una grande aula larga 14 metri e lunga oltre 43, conclusa da un'abside dalla forma non determinabile; la facciata, impostata su un muro di epoca romana, era aperta da un grande portale centrale, affiancato forse da due laterali; davanti ad essa insistevano un pronao e un atrio murato, pavimentato dapprima in terra battuta e poi con lastre di pietra. Entro il VI secolo il presbiterio venne rialzato di un gradino e reso accessibile tramite due cancelli laterali posti a circa 32,5 metri dalla facciata.
Dalla seconda metà del VI secolo, probabilmente sotto il vescovo Eugippio, le sepolture continuarono solo all'esterno del tempio e le tombe interne vennero coperte da un nuovo pavimento, almeno in parte decorato a mosaico; contestualmente nel presbiterio venne inserito un podio proteso verso la navata per circa due metri, delimitato da una recinzione con lastre e pilastri scolpiti e dotata di accesso centrale. Ai fianchi del presbiterio, e da questo accessibili, vennero eretti due sacelli funzionali all'area cimiteriale esterna: erano identici, a pianta quadrangolare e con absidi semicircolari, ciascuno col proprio altare e una nicchia colonnata ospitante un sarcofago (quello del sacello meridionale, di epoca longobarda e collocabile tra la fine del VII secolo e l'inizio del successivo, è giunto sino a noi).

### Dall'VIII al XII secolo

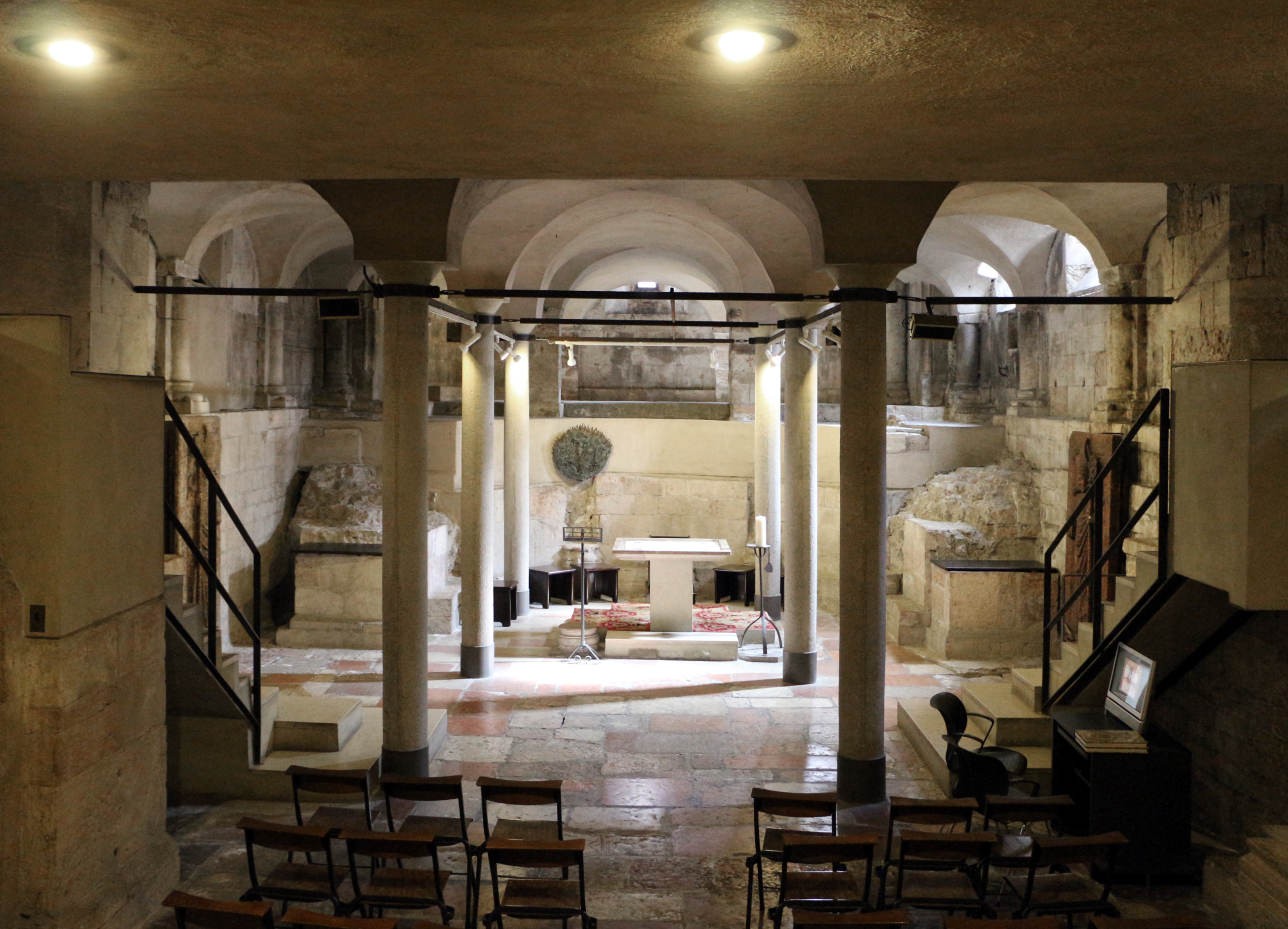
Ciò che resta della cripta, quasi totalmente demolita nel Settecento, ora incorporato nell'area archeologica della basilica paleocristiana. La cripta era situata appena 1,10 metri al di sotto del piano pavimentale della cattedrale, accessibile tramite tre grandi arcate frontali e altri ingressi laterali; sopra di essa, 4,30 metri più in alto rispetto alla navata, si trovava il presbiterio, dal quale vennero celebrate le sessioni solenni del concilio di Trento.

La differenza di quota tra navata e presbiterio venne azzerata tra il tardo VIII e il IX secolo, con la posa di un nuovo pavimento in lastre di pietra, e probabilmente l'interno venne diviso in più navate; venne anche modificata la facciata, murando i portali laterali ed erigendo un avancorpo a tre fornici con arcate poggianti su pilastri, che forse sorreggevano un loggiato. Il promotore di questi interventi potrebbe essere stato Iltigario, primo vescovo di Trento di origine franco-germanica, a cui per certo va attribuita l'erezione di un nuovo altare nella chiesa. Tra il IX e il X secolo venne costruita la nuova residenza episcopale (l'attuale Castelletto del Palazzo Pretorio) nell'area tra la Porta Veronensis e la basilica, e quest'ultima divenne quindi la cattedrale della diocesi.
Altre modifiche all'assetto del tempio giunsero nella prima metà dell'XI secolo, durante l'episcopato di Udalrico II (1022-1055): l'aula venne ripartita in tre navate, delimitate da coppie di pilastri e di lesene, con campate quadrate nella principale e rettangolari nelle laterali. I due sacelli vennero incorporati nell'aula demolendo il muro che li separava dal presbiterio, diventando bracci di transetto. In testa alla navata principale venne impostato un presbiterio rialzato con scalinate frontali, con una cripta sottostante accessibile da scale laterali. Tutti gli ambienti vennero ripavimentati, livellando la differenza di quota tra interno ed esterno, che era aumentata nei secoli per via dei materiali portati a valle dal Fersina, che al tempo scorreva non molto distante.
Nel XII secolo fu la volta del vescovo Altemanno di apportare altre modifiche alla chiesa: la parte terminale della struttura venne ricostruita con tre absidi, che assieme alle due del transetto (quelle due ex sacelli sepolcrali) portarono il totale a cinque. Venne inoltre rifatta la cripta, ingrandendola e dandole una pianta a croce, con un'aula centrale suddivisa in tre piccole navate voltate a vela e due ali laterali absidate. A conclusione di questi lavori, il 18 novembre 1145, vi fu la riconsacrazione della basilica, concelebranti il patriarca di Aquileia Pellegrino e il vescovo di Concordia Gervico. Altemanno dedicò la cripta a santa Massenzia, presunta madre di san Vigilio, facendovi traslare le sue ceneri da Maiano (l'odierna Santa Massenza, frazione di Vallelaghi).

### Dal Duecento al Cinquecento: la ricostruzione vanghiana e il Concilio

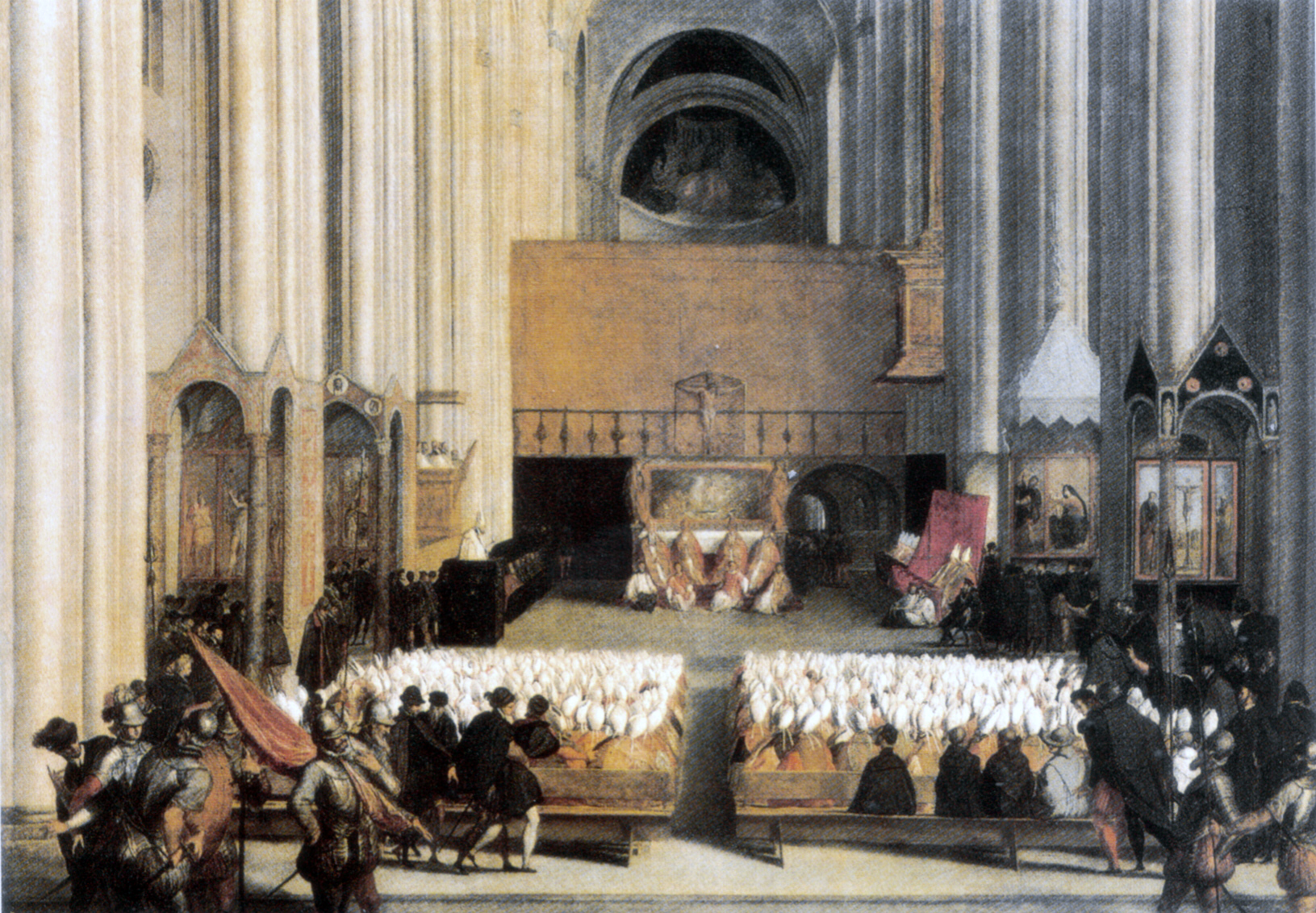
Il concilio di Trento in duomo, dipinto attribuito a Tiziano e conservato al Louvre; si notano gli altari laterali appoggiati ai pilastri, poi fatti spostare da Carlo Gaudenzio Madruzzo, e le arcate d'accesso alla cripta.

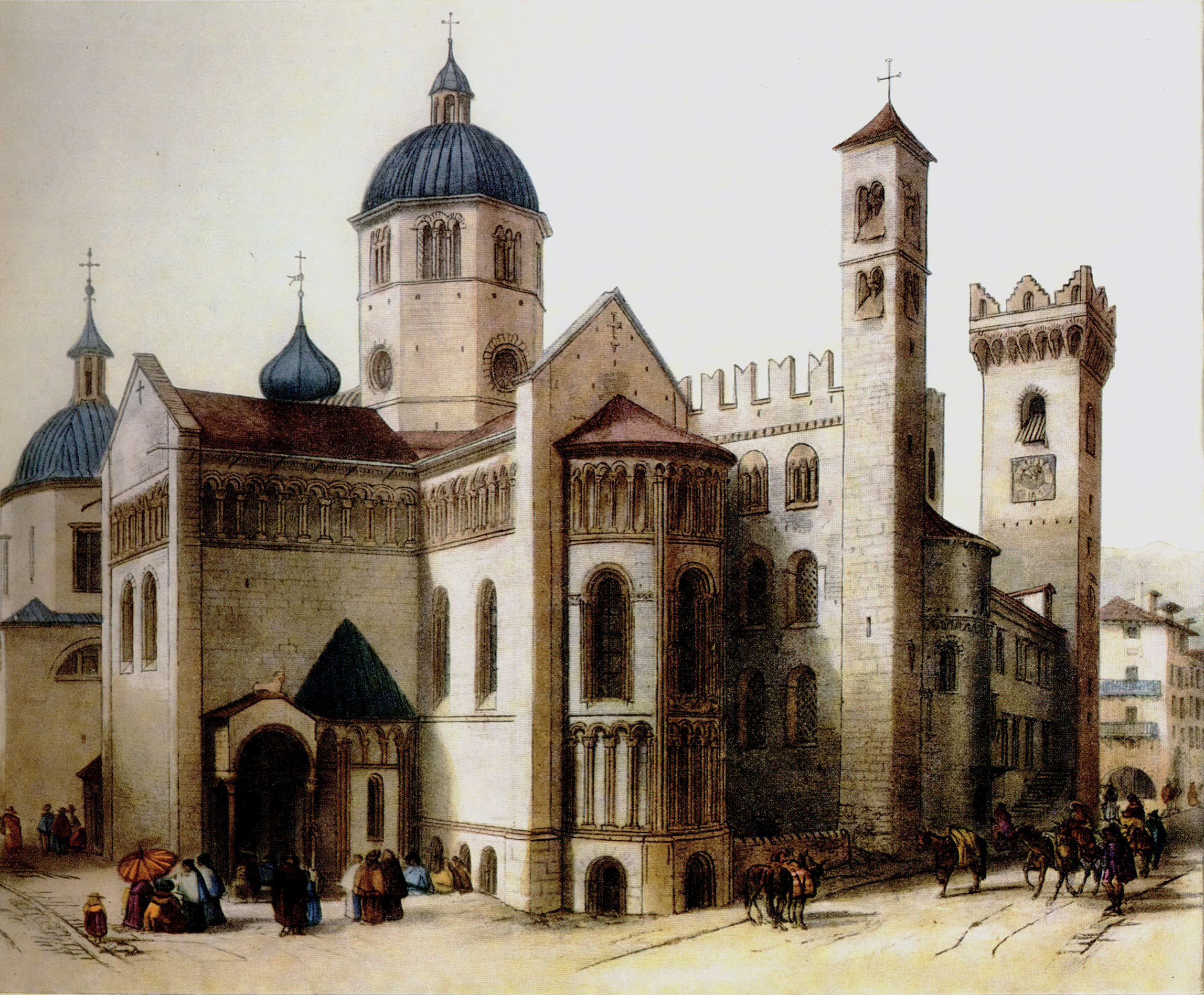
Il retro della cattedrale in una litografia di Day & Haghe del 1820.

Neanche un secolo dopo il principe vescovo Federico Vanga, insediatosi nel 1207, decise di ricostruire completamente la cattedrale, affidando il progetto al maestro comacino ticinese Adamo d'Arogno. La posa della prima pietra avvenne già il 29 febbraio 1212, mentre non si conosce la data precisa di termine dei lavori (che continuarono per oltre un secolo), né quella della consacrazione che dovette seguirla. Il Vanga ad ogni modo non poté vedere che l'inizio dei lavori, dato che morì in Terrasanta nel 1218 durante la quinta crociata, lasciando il proseguimento dell'opera ai suoi successori; la sua dipartita provocò peraltro un significativo rallentamento del cantiere.
L'innalzamento della nuova struttura, le cui fondazioni perimetrali dovevano già essere state definite nei primissimi anni, cominciò dalla zona absidale, procedendo man mano verso la facciata e senza demolire, almeno inizialmente, la struttura più antica; il grosso dei lavori di costruzione dovette essere terminato all'inizio degli anni 1230. Verso il 1236 morì Adamo d'Arogno e gli succedettero alla guida del cantiere i discendenti, tra cui il figlio Enrico e i figli di questi Zanibono e Adamo. Dalla seconda metà del Duecento prese avvio l'affrescatura degli spazi interni, che si protrasse fino al secolo successivo, con interventi di vari artisti provenienti soprattutto da ambienti veronesi, bolognesi e lombardi.
Il cantiere proseguì tra numerose modifiche progettuali in corso d'opera: in particolare, con l'arrivo di Egidio da Campione (documentato come capocantiere dal 1305) e sotto l'episcopato di Enrico di Metz (1310-1336) si passò dall'impostazione architettonica lombarda avviata da Adamo d'Arogno a una gotica di stampo carolingio, generando un netto contrasto tra la parte frontale della cattedrale e quella absidale. Con Egidio da Campione vennero terminati il fianco sud e la facciata fino al rosone, nonché la parte più bassa del campanile. Nei lavori sul prospetto frontale si distinse il mecenatismo di Guglielmo da Castelbarco. La cattedrale avrebbe dovuto avere due torri campanarie gemelle, ma solo quella settentrionale venne portata a compimento; l'altra restò incompleta, sia per ragioni strutturali ed economiche, sia per le mutate esigenze stilistiche; di essa rimane la parte bassa del fusto.
La parte superiore della facciata e la volta della prima campata furono completate probabilmente sotto l'episcopato di Giorgio Hack (1446-1465); quattrocenteschi sono anche l'innalzamento di due livelli del campanile e il muro che nasconde l'abside settentrionale, eretto allo scopo di "proteggerne il decoro" e di uniformare il prospetto nelle vicinanze del Castelletto. Forse nello stesso periodo venne eseguita la prima decorazione delle volte con un motivo a cielo stellato.
Nel 1490 venne ingaggiato Domenico di Taio per rifare il tetto della navata centrale, e lo stesso anno venne affidata a Bernardo Frisoni da Laino la costruzione del tiburio, ma i lavori si protrassero fin dopo la sua morte, concludendosi nel 1515, appena dopo l'inizio dell'episcopato di Bernardo Clesio (per cui era detto "cupola clesiana"); in epoca clesiana si colloca anche il rifacimento del protiro settentrionale. Nel corso del Cinquecento si hanno anche la costruzione dell'organo (1506-09), la copertura del tetto con lastre di piombo (1515) e infine un ulteriore innalzamento della torre campanaria (1521), che all'epoca superava di poco la soglia del tetto: questi ultimi lavori furono particolarmente travagliati, tanto che nel 1523 i canonici fecero arrestare due dei tre maestri che ne erano responsabili, liberandoli solo dopo aver preso "in ostaggio" i loro figli per assicurarsi che li portassero a termine. Sicuramente il campanile era completato nel 1562-63, quando viene raffigurato nella mappa del Vavassore con un tetto a quattro spioventi.

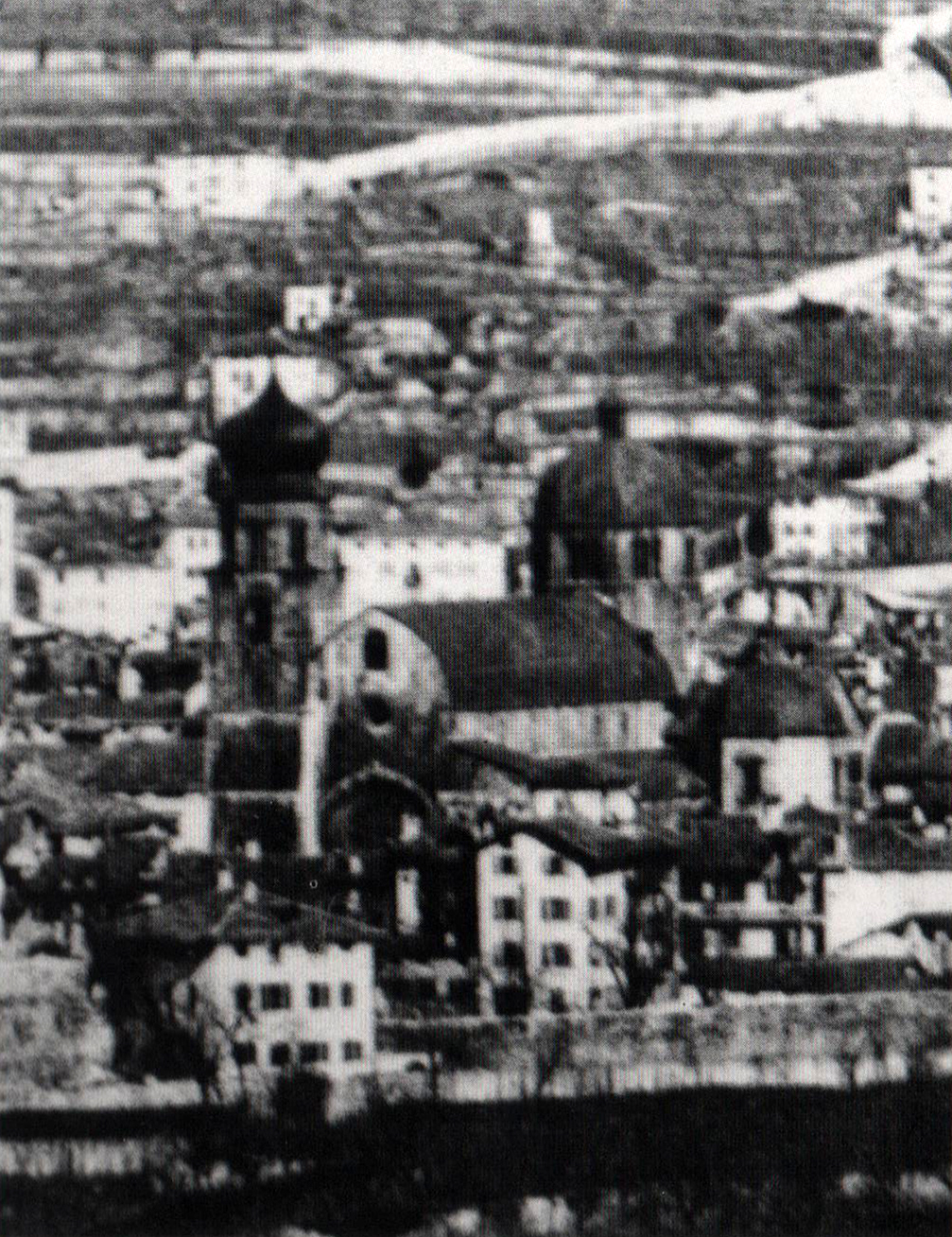
Fotografia ottocentesca del duomo: si notano il tetto a carena, la "cupola clesiana" e la parte sommitale della facciata priva dell'attuale galleria scalare.

Il Cinquecento fu testimone di due eventi storici in cattedrale: il 4 febbraio 1508 Massimiliano I d'Asburgo, diretto a Roma per essere proclamato imperatore dal papa, trovò la strada sbarrata dai veneziani, e quindi la cerimonia ebbe luogo nel duomo di Trento, officiata del cancelliere cardinal Matthäus Lang von Wellenburg; fu la prima incoronazione imperiale nella storia ad essere approvata da un papa ma non effettuata dal medesimo. Soprattutto, tra il 1545 e il 1563 la cattedrale ospitò alcune sessioni solenni del concilio di Trento, indetto da papa Paolo III per rispondere alla riforma protestante: le prime otto sessioni, inclusa quella di apertura del 13 dicembre 1545, si tennero nel coro della cattedrale e talvolta anche nella navata maggiore; il giorno dopo l'ottava, svoltasi il 10 marzo 1547, il Concilio venne sospeso e trasferito a Bologna per timore di un'epidemia. Il 30 aprile 1551 l'undicesima sessione si tenne nuovamente nel coro del duomo di Trento, ma il 28 aprile 1552 il Concilio fu nuovamente interrotto; le sedute ripresero soltanto il 18 gennaio 1561, ma a questo punto fu la chiesa di Santa Maria Maggiore a ospitarne i partecipanti, tranne per le ultime due, la ventiquattresima e la venticinquesima, avvenute rispettivamente l'11 novembre e il 3 dicembre 1563.

### Dal Seicento all'Ottocento

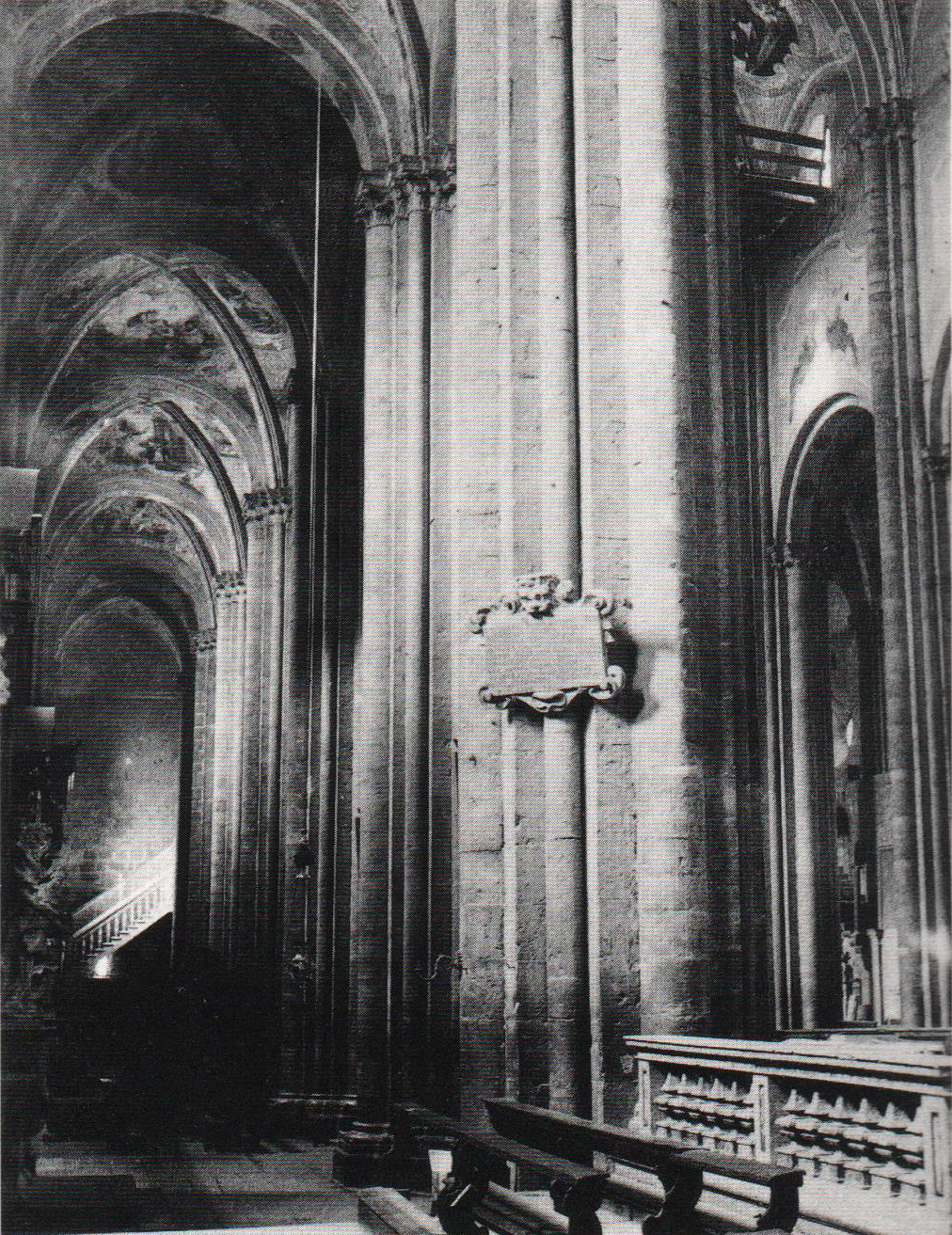
Vista dal transetto verso la navata meridionale, prima dei lavori di fine Ottocento: si notano gli affreschi barocchi sulle volte e la scala per la cantoria, entrambi distrutti.

Il Seicento si apre con lo spostamento degli altari laterali nel 1618 e dell'altare maggiore nel 1629, voluto da Carlo Gaudenzio Madruzzo, proseguendo con la demolizione (1660-73) di un pontile a tre fornici che si trovava tra il coro dei canonici e la navata maggiore. L'intervento più sostanziale di questo secolo è però la costruzione della cappella del Crocifisso, o cappella Alberti, annessa al fianco meridionale della cattedrale e ultimata nel 1687; la prima pietra venne posata il 6 aprile 1682 con la benedizione del vescovo Francesco Alberti Poja, del quale doveva essere cappella funeraria.
Nel Settecento ebbe luogo un grosso intervento decorativo nella cattedrale, a scioglimento di un voto fatto dalla popolazione durante l'assedio di Trento del 1703: le pareti della navata e le volte vennero affrescate da Louis Dorigny, Giuseppe Antonio Caccioli e Gasparantonio Baroni, modificando anche la cupola per l'occasione. Vennero inoltre realizzati il coro ligneo dei Santi Angeli nell'abside principale e l'imponente altare maggiore a baldacchino, che per essere inserito necessitò dell'abbassamento di circa quattro metri del presbiterio, con conseguente demolizione della cripta duecentesca (ciò che ne resta è incorporato nell'area archeologica della basilica paleocristiana). Inoltre entro il 1717 la copertura piramidale del campanile venne sostituita con una a cipolla.
L'Ottocento vide la modifica e la sistemazione di vari spazi attorno al duomo: nel 1828 presero avvio gli scavi per riportare alla luce la modanatura perimetrale che col tempo era finita interrata; nel 1835 venne demolita la cappella della Madonna, realizzata nel Seicento, che si trovava tra il protiro settentrionale e lo spigolo del transetto; nel 1840-1842 venne abbassato il piano pavimentale di piazza della Legna (oggi piazza d'Arogno) a sud, aggiungendo la scalinata per via Borgonuovo (oggi via Garibaldi). Nel 1888 furono abbattute le case gotiche trecentesche che fronteggiavano la facciata del duomo, aprendo il sagrato, prima piccolissimo, verso l'odierna via Verdi. La cupola, già restaurata nel 1817, dovette essere completamente rifatta dal 1824: i lavori proseguirono fino al 1845 circa, coinvolgendo anche il resto delle coperture. Nel 1844-1845 Giovanni Nepomuceno de Tschiderer fece restaurare la cappella del Crocifisso.
Nel 1858 venne convocato il viennese August Essenwein per un restauro completo del duomo: l'architetto propose un progetto di radicale trasformazione, che prevedeva tra l'altro il reinserimento della cripta, la rimozione della cupola, il cambiamento del campanile esistente e il completamento del gemello mai realizzato. Esso però non venne mai compiuto, all'infuori dei disegni per le vetrate del rosone ovest e per i battenti in legno delle porte principali (questi eseguiti da Tommaso Campi nel 1863).

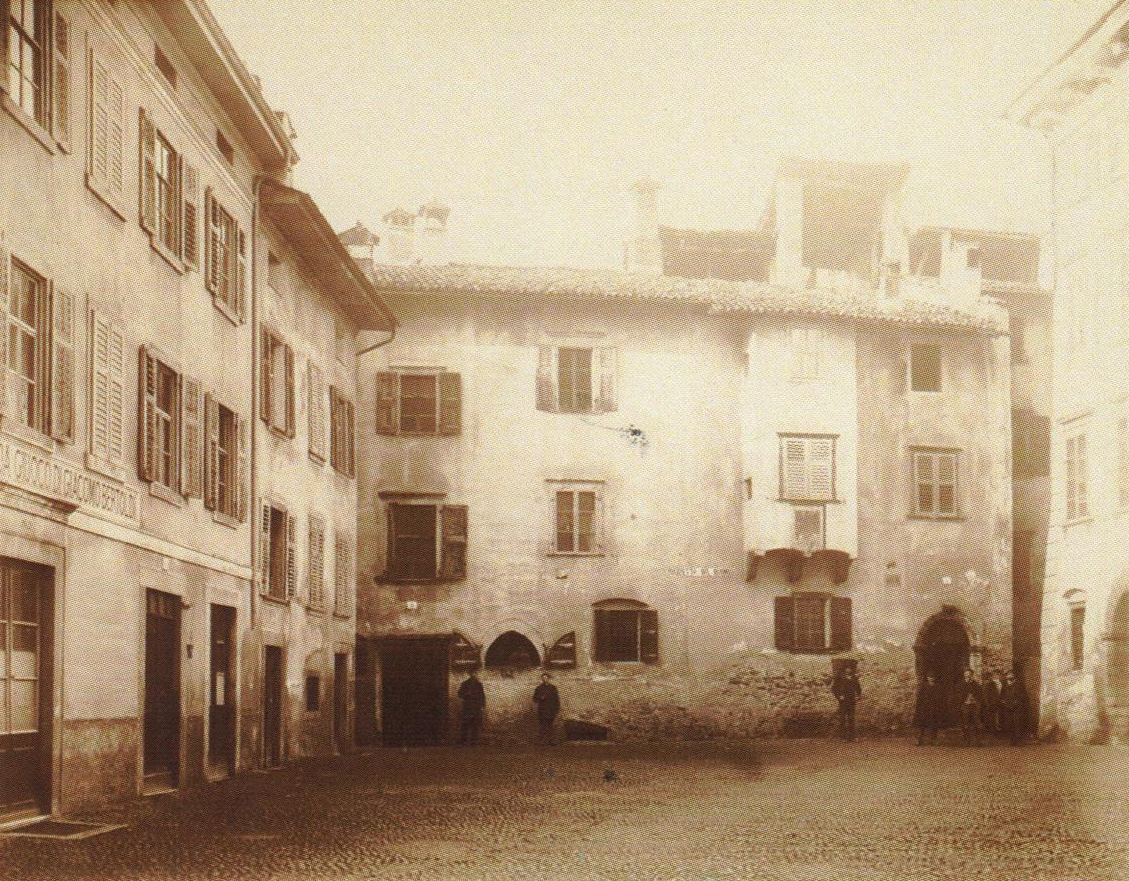
Le case trecentesche di fronte al duomo, abbattute nel 1888.

L'edificio aveva comunque bisogno di interventi urgenti, tanto che la navata principale venne chiusa tra il 1878 e il 1879; nel 1882 partirono quindi i lavori di ristrutturazione, su progetto e direzione di Enrico Nordio. Tra le altre cose, vennero eliminati gli affreschi barocchi nelle navate, ridecorate a cielo stellato da Giuseppe Lona, vennero completamente ricostruiti il tiburio e la cupola, e il tetto venne rifatto a due spioventi anziché a carena com'era prima. Nordio abbandonò Trento in circostanze mai chiarite nel 1888, e l'anno seguente il cantiere venne preso in mano da Ludwig Pulsator: questi supervisionò la decorazione del catino absidale e delle volte del coro, delle crociere e della cupola da parte di Luigi Spreafico, fino al termine dei lavori nel 1890. Nel 1893 venne quindi sostituito il pavimento per volontà del vescovo Valussi, rimuovendo le pietre tombali presenti, e nel 1896 venne rifatta la copertura delle navate minori.

### Prima metà del Novecento

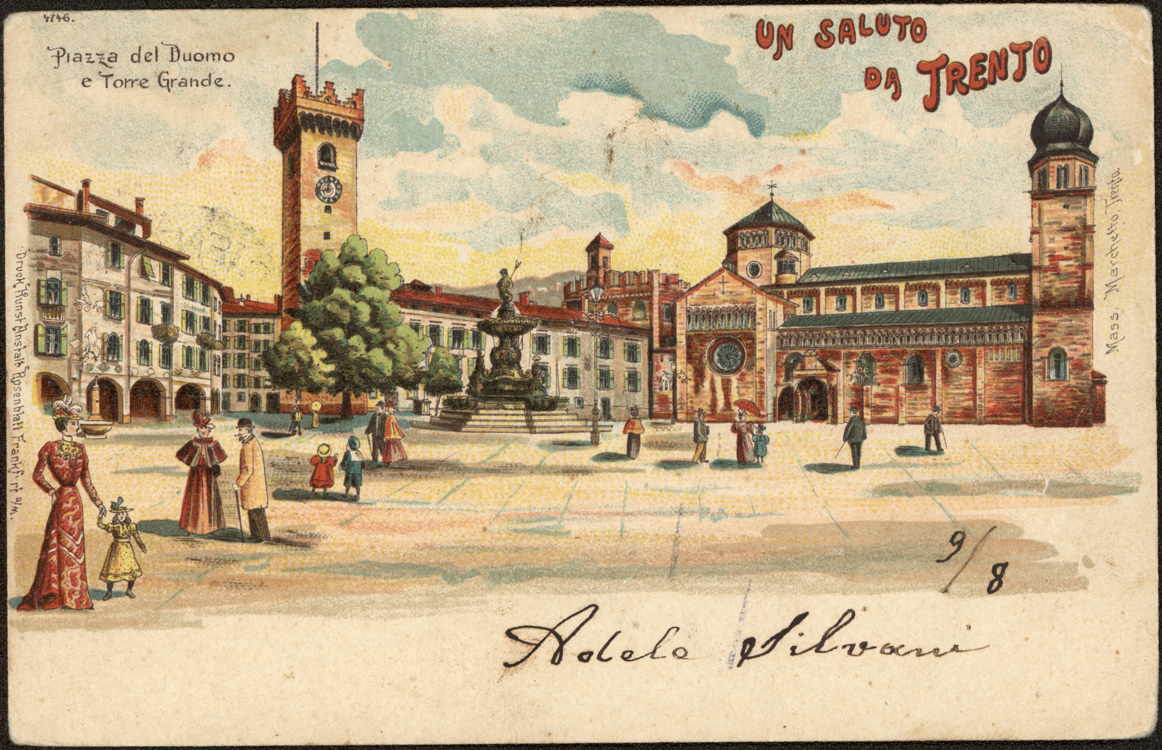
Piazza Duomo, con la Torre Civica e il Palazzo Pretorio a sinistra, il duomo a destra e la fontana del Nettuno al centro, in una cartolina databile tra il 1890 e il 1900.

Tra il 1903 e il 1906 ci fu una serie di lavori di restauro dei timpani, delle gallerie, dei prospetti e della base del campanile, diretti da Natale Tommasi. Seguì nel 1910 il restauro degli affreschi del transetto, con il quale si portarono anche alla luce quelli che erano coperti dalle pietre tombali dei vescovi, prima addossate alle pareti.
La prima guerra mondiale comportò la rimozione dei tetti della cattedrale per riutilizzarne il rame, avvenuta nel 1915, con un indennizzo alla fabbriceria di 1700 corone in titoli Prestito di guerra; al loro posto vennero messe delle lamiere di ferro zincato, dipinte a finto rame, di qualità scadente, che sarebbero state causa di infiltrazioni d'acqua più volte fino alla loro rimozione decenni dopo. Vennero altresì requisite quasi tutte le campane.
Tra il 1918 e il 1938, durante il periodo di Giuseppe Gerola alla Soprintendenza, si colloca una serie di interventi eterogenei: il restauro della cella campanaria (1919) e la fusione di sei nuove campane (1920); il parziale restauro degli stucchi della cappella del Crocifisso da parte di Camillo Bernardi (1924); la manutenzione del tetto (1928 e poi ancora 1939); la posa del nuovo organo Mascioni e uno scavo nella ex cappella di San Giovanni sotto alla sagrestia delle reliquie, che ne abbassò il livello di oltre un metro distruggendo i pavimenti antichi (1931).

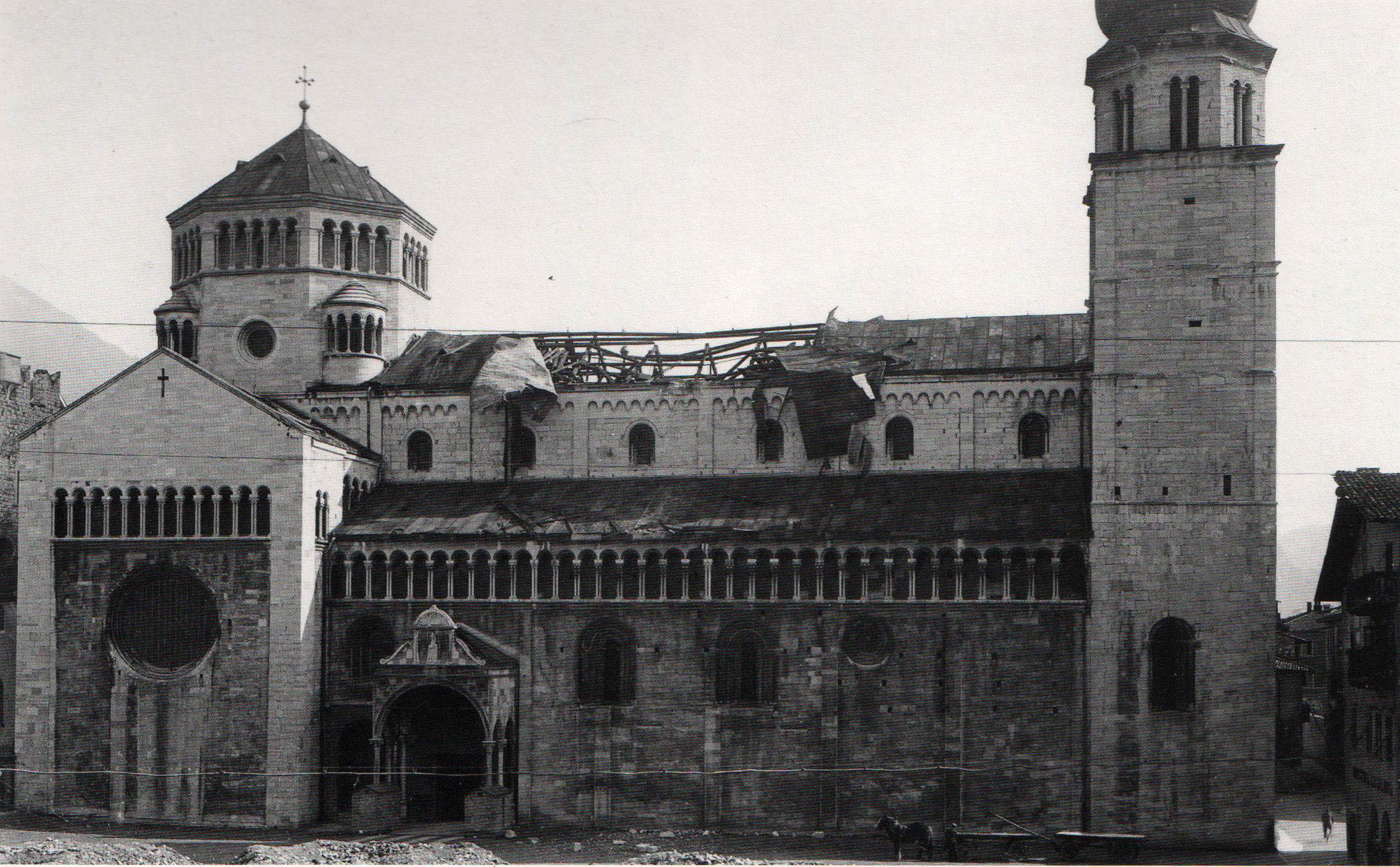
Il duomo danneggiato dal bombardamento del 13 maggio 1944.

Con l'avvicinarsi della seconda guerra mondiale, nel 1941 il soprintendente Rusconi si occupò degli interventi per la protezione antiaerea e portò al sicuro le opere d’arte. Durante uno dei bombardamenti peggiori subiti dalla città, il 13 maggio 1944, un ordigno centrò la cattedrale, distruggendo la copertura della navata centrale, causando danni anche alla volta sottostante, e danneggiando il tetto e la cella del campanile: gli interventi di riparazione più urgenti vennero effettuati già nel 1946-48, e nel contempo si provvide anche a sostituire le vetrate, a cura di Scipione Ballardini.

### Seconda metà del Novecento

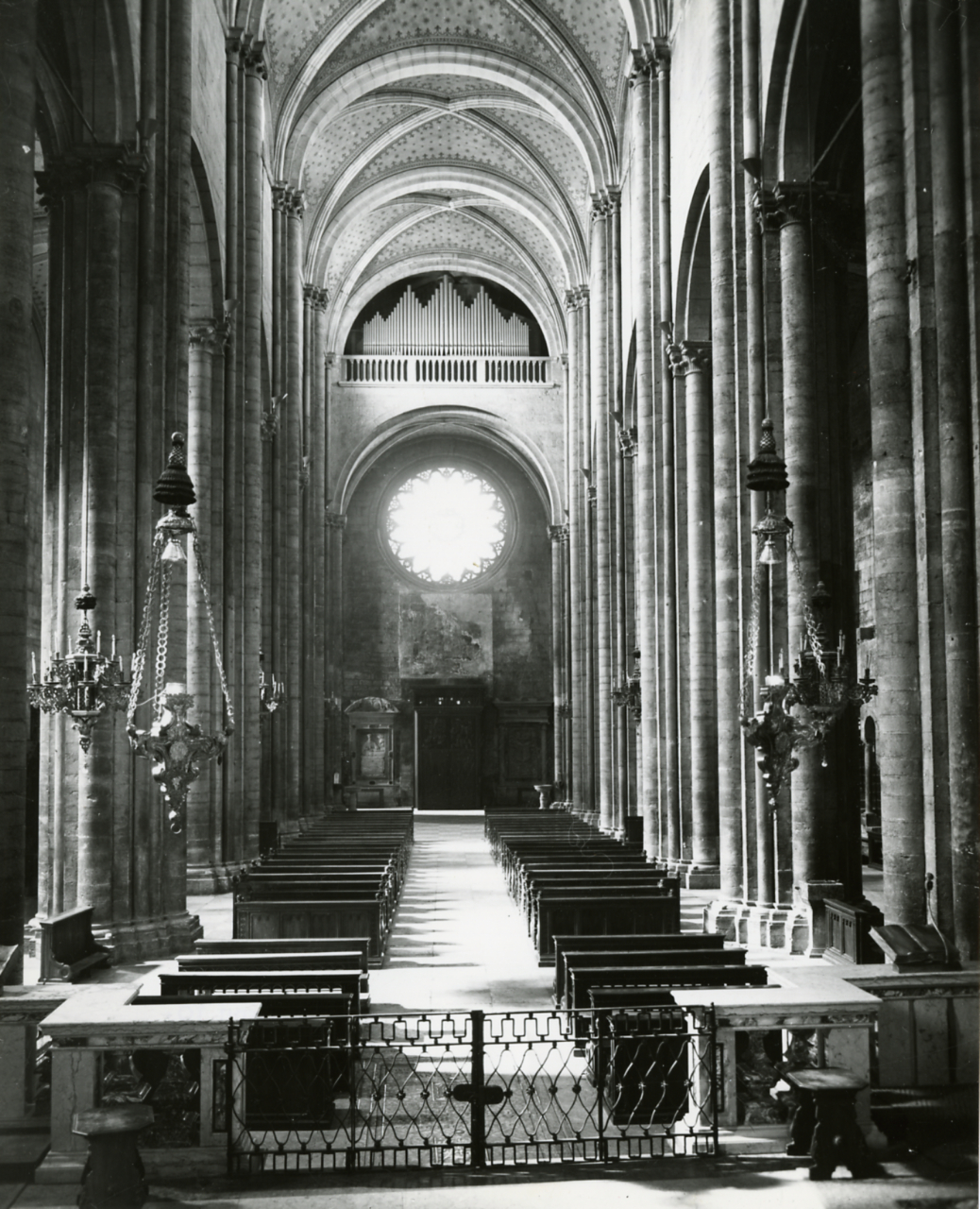
Vista dal presbiterio verso la controfacciata, in una foto di Paolo Monti del 1965; in alto è visibile la volta con la decorazione stellata.

Vari interventi si susseguirono negli anni 1950 a cura del soprintendente Guiotto: restauri nella cappella del Crocifisso (1950-52), sostituzione delle coperture con lamiere di rame (1952), rifacimento degli intonaci interni ed esterni (1954), sostituzione del castello campanario ed elettrificazione delle campane (1954-56), sistemazione liturgica del presbiterio con l'aggiunta di due nuovi amboni in pietra e bronzo (1955), restauro degli affreschi con le storie di san Giuliano (1959).
Nel 1963 divenne arcivescovo Alessandro Maria Gottardi, che intraprese immediatamente una campagna di restauri seguendo le indicazioni che un'apposita commissione aveva fornito già negli anni precedenti; vennero riaperte le finestre delle absidi laterali e rimossi i rispettivi altari, valorizzando i rilievi duecenteschi e riscoprendo frammenti di affreschi basso-medievali; nello stesso anno venne reso nuovamente accessibile l'ingresso adiacente la cappella del Crocifisso (che era chiuso da quando era stata costruita) e si riorganizzarono l'arredo del presbiterio e gli impianti di illuminazione e amplificazione (quest'ultimo totalmente rinnovato l'anno seguente).
Nel 1964 vennero sistemate le sagrestie, puliti pilastri e pareti, sostituite le bussole e i confessionali e rimossa la via Crucis, ma soprattutto vennero scialbate le pitture ottocentesche che ornavano le volte e il catino absidale. Nel 1965 continuarono i restauri all'esterno, durante i quali vennero sostituite (e andarono perse) le vetrate del rosone occidentale progettate da Essenwein.
Parallelamente partirono anche gli studi archeologici all'interno della cattedrale: dai primi sondaggi nella zona del coro si arrivò, entro il 1966, a scavare nel presbiterio e nel transetto: qui venne riabbassato il piano pavimentale, ripristinando gli accessi a ciò che restava della cripta e ricostruendo la scala per il presbiterio. Gli scavi ripresero nel 1973 dal braccio meridionale del transetto, terminando nel 1975 con la navata centrale. Nel 1976 si procedette all'adeguamento liturgico del presbiterio, e il 24 giugno 1977 venne celebrata una messa funebre per i vescovi che erano stati esumati durante i lavori, i cui resti vennero nuovamente sepolti nella basilica paleocristiana. Negli ultimi due decenni del Novecento si susseguirono vari altri lavori di restauro e sistemazione, in particolare di alcuni affreschi nel 1981 e delle sculture esterne tra il 1986 e il 1998.

### Dal Duemila in poi
In vista del Giubileo del 2000 l'arcidiocesi decise di avviare un restauro complessivo della cattedrale, affidato nel 1998 a Maria Antonietta Crippa e preceduto da profonde analisi geologiche e strutturali: un primo blocco di lavori, concluso nel 2008, ha interessato le coperture, tutti i prospetti eccetto quello orientale e gli interni della cappella del Crocifisso. Altri interventi di minore entità sono stati apportati all'interno tra il 2011 e il 2015 quindi, dal 2017 al 2022, si è proceduto al restauro e alla pulizia totale degli spazi interni, delle vetrate, dell'organo e degli arredi lignei del coro, riscoprendo tra l'altro affreschi prima celati. Nel frattempo, a ottobre 2016 sono state installate le stazioni di una nuova via Crucis in bronzo, realizzate dal gardenese Paul Moroder.

## Descrizione

### Contesto urbano e stile

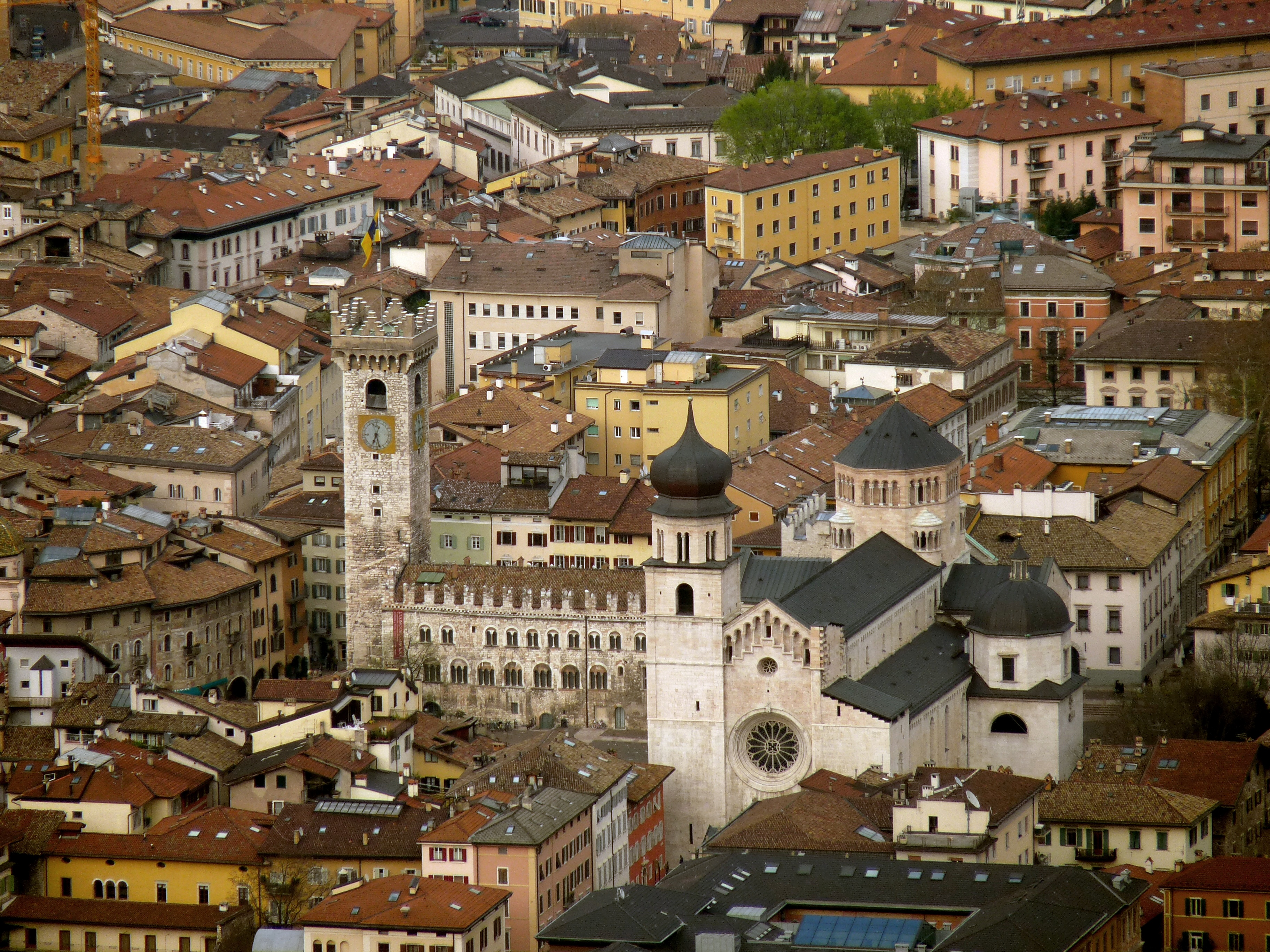
Il duomo e il Palazzo Pretorio visti da Sardagna.

La cattedrale, orientata verso est e con pianta a croce latina leggermente asimmetrica, è realizzata in pietra ammonitica locale, con tetti costituiti da scheletro ligneo coperto da lamiera di rame. Si trova nella parte meridionale del centro storico cittadino, in un'area che era appena fuori dalle mura della Tridentum romana: la facciata si staglia su via Giuseppe Verdi, rivolta verso l'Adige, e si presenta strettamente inquadrata dalle file di case e dominata dal grande rosone e dal campanile svettante sulla sinistra. Sul lato destro dell'edificio si trova piazza Adamo d'Arogno, con le vecchie case canonicali sul margine meridionale; in un'aiuola è presente una statua bronzea di san Vigilio realizzata nel 1933 da Stefano Zuech.
Il fianco sinistro del duomo, rivolto verso la parte più antica e più "nobile" della città, è non a caso quello più monumentale: esso costituisce il lato sud di Piazza Duomo e, nell'angolo più orientale, si unisce al Palazzo Pretorio (già palazzo del Vescovo) tramite il cosiddetto Castelletto, articolandosi in un'unica struttura. Sul retro della cattedrale e del palazzo, tra l'accesso da piazza Duomo e quello da Piazza d'Arogno, corre via Giuseppe Garibaldi.
Di particolare interesse è la questione stilistica, poiché la classificazione architettonica del duomo non è facile ed è stata oggetto di dispute: è stato definito tardoromanico, oppure gotico (o "paragotico", o "gotico alternativo"), oppure appartenente a uno stile ibrido, di transizione. Nella planimetria del romanico le chiese a più navate avevano un presbiterio impostato su un quadrato, ripreso uguale nel coro, nei bracci del transetto e, ripetuto tre volte, nella navata principale, mentre le campate delle navate laterali erano a base rettangolare oppure avevano due volte quadrate ciascuna sorretta da un pilastro intermedio: nella cattedrale vanghiana questo schema viene rispettato in coro, presbiterio e transetto, che sono le parti più antiche, mentre le navate, erette quasi un secolo dopo, sono marcatamente gotiche: la principale ha infatti campate rettangolari, mentre le laterali hanno campate quadrate. Anche l'elevazione degli archi, sebbene non siano acuti, corrisponde allo stile slanciato del gotico, così come molti elementi scultorei (capitelli a crochet, decorazioni vegetali, e via dicendo). La cattedrale raccoglie poi in sé influenze non solo italiane, ma anche ultramontane: la tripartitura della parete esterna dell'abside maggiore è di chiara derivazione renana, mentre gli onnipresenti capitelli gemmati sono d'ispirazione gotica francese.

### Esterno

#### Facciata

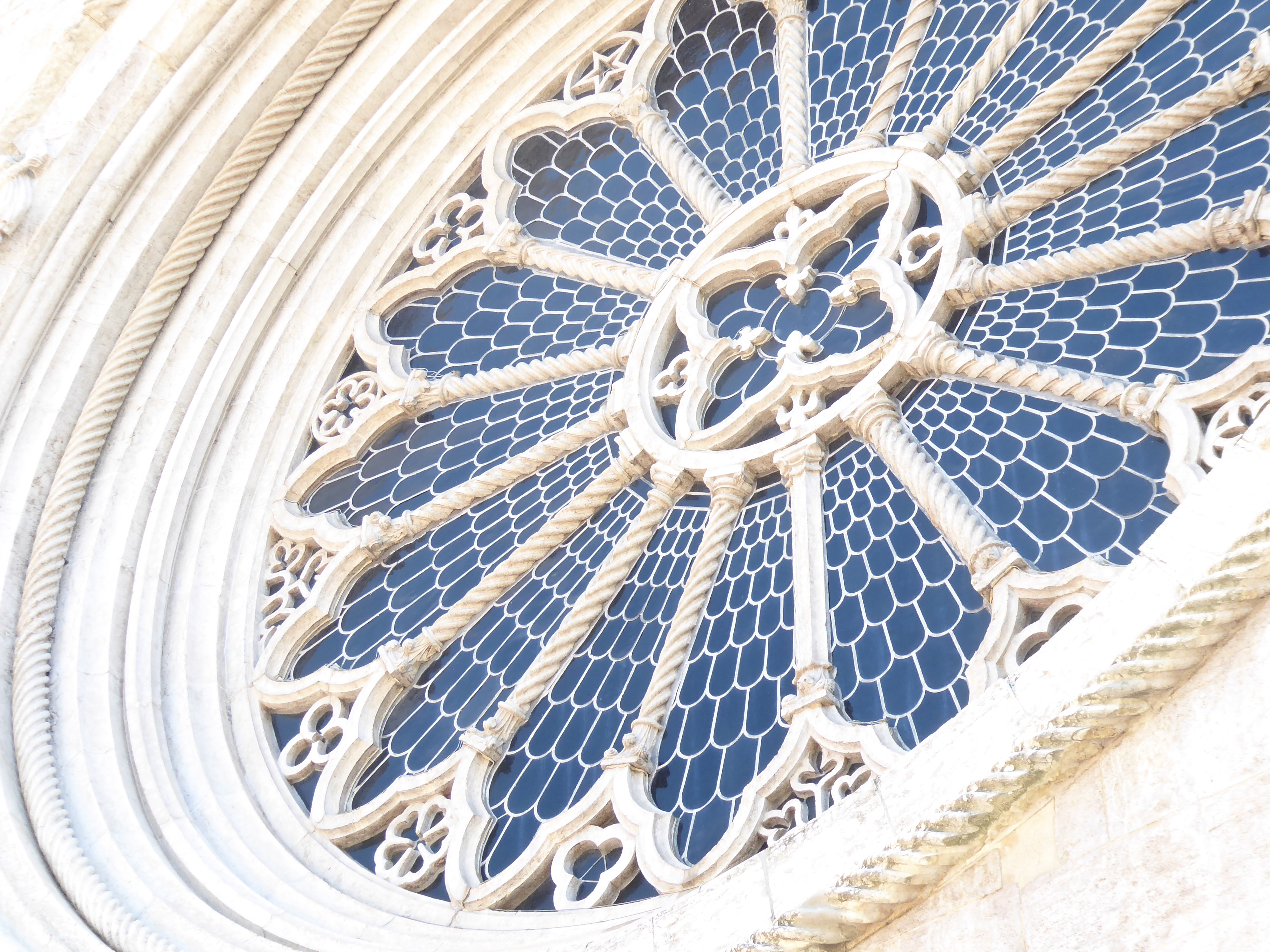
Vista ravvicinata del rosone di facciata.

Piantina semplificata del duomo:
A: portale principale
B: protiro settentrionale
C: protiro meridionale
D: accesso secondario meridionale
E: campanile
F: cappella del Crocifisso
G: presbiterio
H: coro e abside maggiore
I: abside di san Giovanni
J: abside di santo Stefano
K: sagrestia dei canonici
L: sagrestia delle reliquie
M: altare di sant'Antonio
N: altare dell'Assunta
O: altare dell'Addolorata
P: altare di sant'Anna
Q: accesso all’area archeologica
R: rosone con la ruota della fortuna
S: nicchia della Madonna degli Annegati

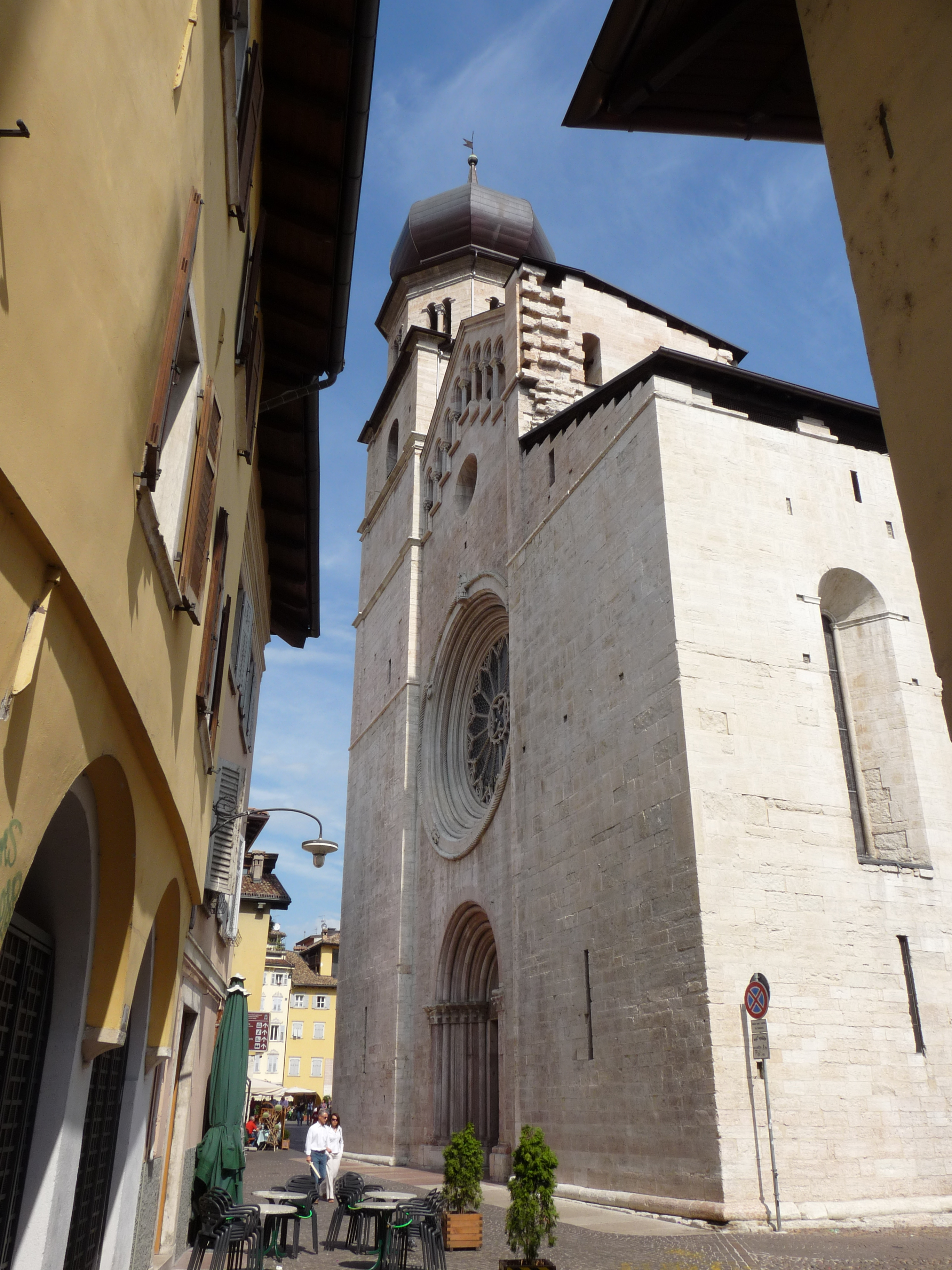
La facciata vista dall'angolo meridionale, con il fusto del secondo campanile mai completato in primo piano.

La cattedrale ha facciata a capanna, alta e stretta, progettata per essere guardata da vicino, dato che, fino a metà Ottocento, il sagrato davanti all'ingresso era limitato da un gruppo di case poi demolito. Il portale d'accesso è fortemente strombato e ornato da bassorilievi a girali di viti sull'architrave: è sormontato da una lunetta cieca contenente un affresco della seconda metà del Trecento che raffigura la Madonna in trono con il Bambino, due santi (forse san Vigilio e sant'Antonio abate) e il committente inginocchiato, identificabile dagli abiti con un laico, certamente di alto rango data l'importante posizione dell'immagine.
Il timpano, rifatto a fine Ottocento, è decorato al centro da un piccolo oculo traforato a rosetta ed è coronato da una galleria scalare praticabile che segue il profilo degli spioventi, con nove archetti a tutto sesto poggianti su colonnine binate. Al centro della facciata si apre il grande rosone strombato in pietra bianca, realizzato nei primi decenni del Trecento da Egidio da Campione: è decorato da sedici raggi con variegati trafori al centro e alle estremità, e da cinque sculture lungo l'anello esterno, raffiguranti il Cristo Pantocratore e i quattro simboli del tetramorfo rappresentanti gli evangelisti.

#### Campanile

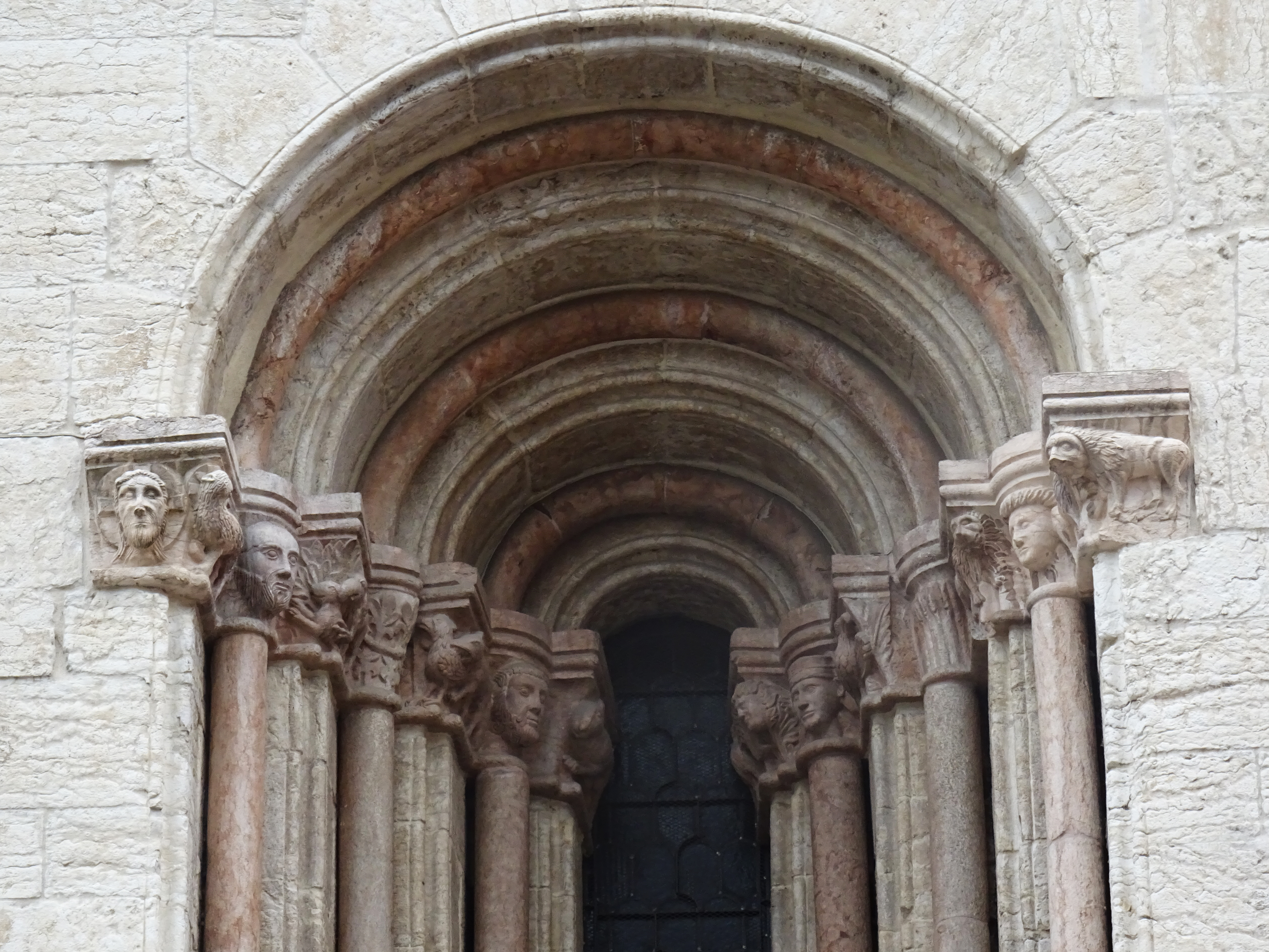
La monofora con i capitelli scolpiti alla base del campanile.

Da progetto la cattedrale vanghiana avrebbe dovuto avere due torri campanarie gemelle, ma quella meridionale non venne mai portata a termine: di essa rimane solo la base del fusto, che assieme al campanile settentrionale comprime visivamente la facciata, e una profilatura dentellata protetta da uno spiovente; sulla parte alta è presente un'epigrafe datata 1309 che elogia la generosità di Guglielmo da Castelbarco. Anche se certamente si può ricercare una motivazione economica per il mancato completamente della torre sud, le ragioni principali sono sia strutturali, dovute a una serie di cambiamenti apportati in corso d'opera agli spazi interni dell'edificio, sia tempistiche e stilistiche: il completamento dei campanili veniva infatti a collocarsi quasi tre secoli dopo l'inizio della ricostruzione della chiesa, e nella città ormai rinascimentale che si protendeva verso la piazza, la torre di progetto medievale a ridosso del cimitero non era più desiderabile.
L'unico campanile presente (non si conta quello di San Romedio, che fa parte del Palazzo Pretorio) è quindi quello settentrionale: esso è privo di una base propria, e sorge dalla prima campata della navata minore, appoggiandosi su due arcate. È caratterizzato da quattro cornici orizzontali, ciascuna delle quali individua una sopraelevazione successiva. La cella campanaria è ottagonale, illuminata da strette bifore centinate con colonnine centrali, che richiamavano le trifore della "cupola clesiana" poi demolita; il tetto è a cipolla, con globo, banderuola e croce apicali.
Lungo il fusto sono presenti due monofore centinate e strombate, una in alto sul lato ovest e l'altra in basso sul lato nord: quest'ultima è caratterizzata da sculture di animali e volti umani che sorreggono le arcature, realizzate da Egidio da Campione agli inizi del Trecento. Tra le immagini vi sono il volto di Cristo e l'agnello di Dio, un coniglio e una gallina predati rispettivamente da un grifo e da una volpe, leoni (di cui due scolpiti agli angoli dello stesso capitello, con la testa in comune) e aquile, tutte figure a cui è possibile attribuire significati allegorici.
Merita approfondimento la storia delle campane del duomo; la maggiore, detta "il Vigilio", è documentata dal 1426, quando il principe vescovo Alessandro di Masovia la commissionò a fonditori di Bressanone: essa venne rifusa più volte nel corso del Seicento, e quindi ancora nel 1752 da un tal Pietro Maffei. Durante l'Ottocento varie altre campane affiancarono il Vigilio, tutte realizzate dalla fonderia Chiappani di Trento e requisite allo scoppio della guerra; il "Vigilio" venne risparmiato, ma al termine del conflitto si decise comunque di non reimpiegarlo perché difficile da armonizzare, e venne così posto a un ingresso del seminario minore.
Nel 1920 venne commissionato alla fonderia Luigi Colbacchini di Trento un nuovo concerto di sei campane: alla spesa contribuì anche il comitato Beneficentia di Mantova, che organizzò una raccolta fondi di grande successo. Queste nuove campane vennero decorate da Angelo Campi e Stefano Zuech e vennero battezzate "Vigilio" (la maggiore), "Anselmina" (in omaggio a Mantova e al suo patrono sant'Anselmo), "Santissimo" ("erede" dell'ultima campana ottocentesca che era stata pagata dalla confraternita del Santissimo Sacramento), "Addolorata", "Celestina" (in onore di Celestino Endrici che era vescovo in quegli anni) e "Ave Maria". Negli anni cinquanta si decise di aggiungere altre due campane, e per realizzarle venne sacrificato il vecchio "Vigilio" settecentesco, il cui metallo venne reimpiegato dalla fonderia di Luigi Cavadini; i due nuovi bronzi vennero battezzati nel 1955 e dedicati uno a san Carlo Borromeo, l'altro ai Sacri Cuori di Maria e Gesù. Si arriva così ad avere un concerto di otto campane in scala diatonica maggiore di Lab2: le sei più antiche (le attuali prima, seconda, terza, quinta, sesta ed ottava: Lab2-Sib2-Do3-Mib3-Fa3-Lab3) e le due più recenti (quarta e settima, Reb3 e Sol3).

#### Fianco sinistro

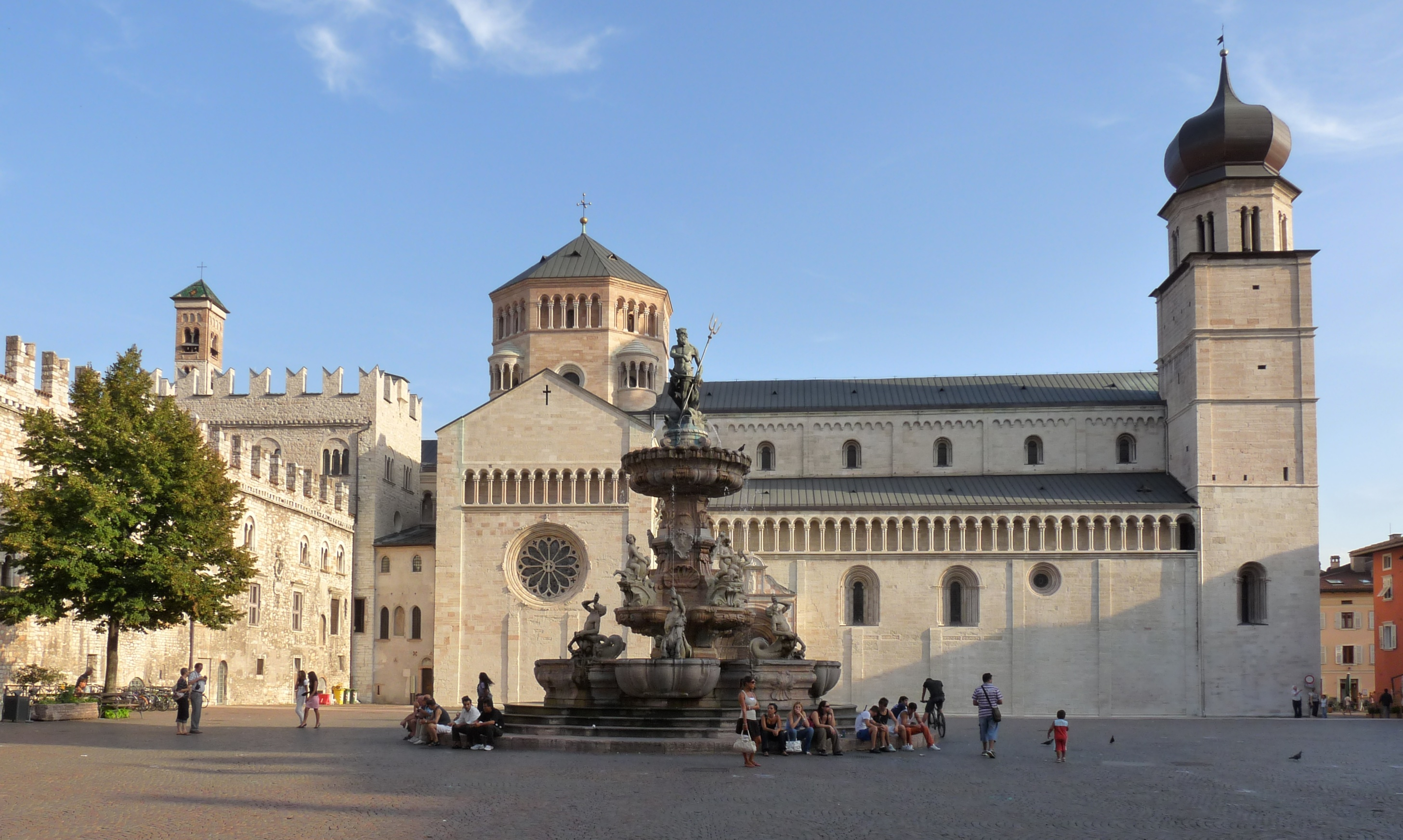
Il fianco sinistro della cattedrale visto da Piazza Duomo, con la fontana del Nettuno in primo piano.

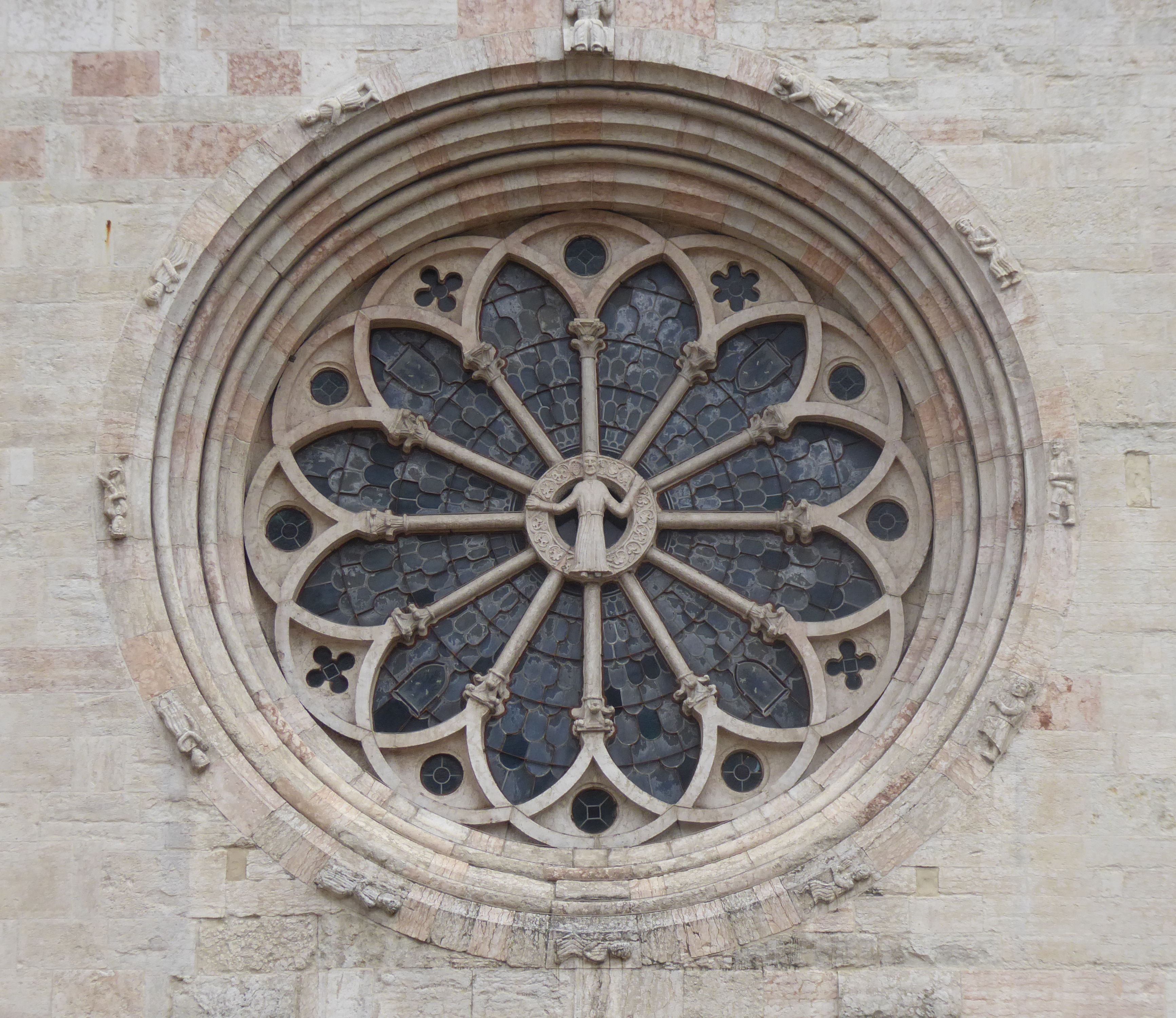
Il rosone con la ruota della Fortuna.

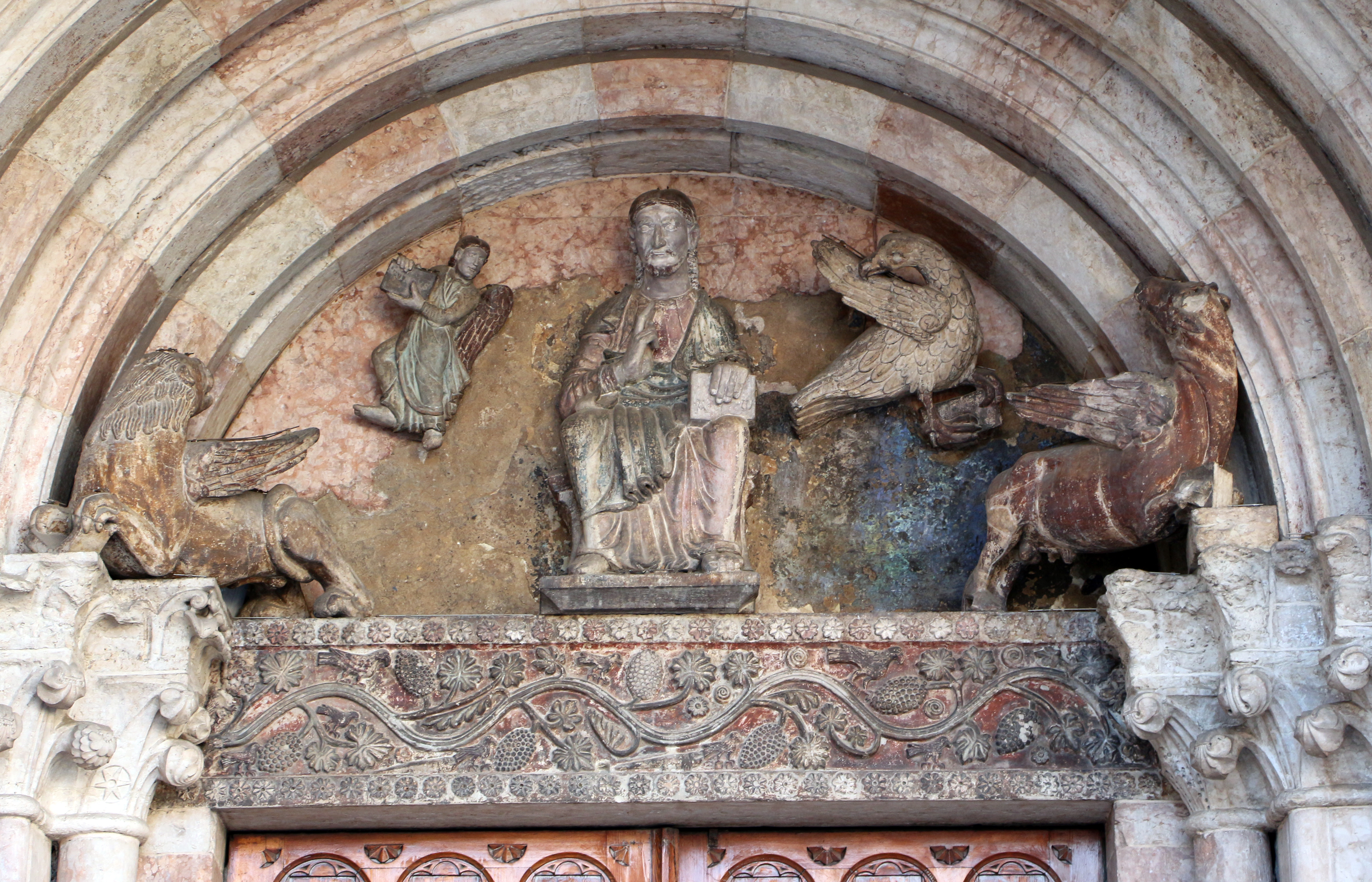
Le sculture della Maiestas Domini nella lunetta sopra alla "porta del vescovo".

Il fianco sinistro della cattedrale è quello più in vista, inserito nella cornice di Piazza Duomo, ma della sua parte terminale si vede solo uno spicchio della galleria del coro, dato che il resto, dall'absidiola minore in poi, è occultato dal Castelletto del Palazzo Pretorio e da una parete quattrocentesca costruita proprio per nasconderlo, armonizzando il prospetto murario. Tale parete presenta due ordini di monofore archiacute e sulla destra un portalino architravato che dà accesso all'andito davanti alla sagrestia; esso è sormontato da una piccola lunetta cieca con un affresco frammentario della prima metà del Quattrocento, raffigurante forse una Vesperbild di cui restano il volto dell'Addolorata e parti degli angeli che l'affiancavano. Il setto murario ospita anche un altro affresco, databile al 1460-70, in una nicchia tra le monofore più basse: si tratta della figura di san Vigilio ripreso nell'atto di benedire un fedele inginocchiato, forse un vescovo, nel qual caso è plausibile che sia un'immagine celebrativa riferita all'investitura di Johannes Hinderbach, avvenuta nel 1466.
Dopo il setto murario emerge il braccio nord del transetto, con tetto a due spioventi: il prospetto settentrionale, stretto tra pilastri angolari e con due basse lesene centrali, va a formare una specie di facciata in cui campeggia il grande rosone con la ruota della fortuna, un topos dell'arte medievale ripreso forse dalla basilica di San Zeno di Verona. Al centro del rosone si trova la personificazione della fortuna, che sta girando l'anello più interno, ornato con girali a foglie e grappoli d'uva; dalla ruota partono i dodici raggi del rosone, simboleggianti le ore del giorno o i mesi dell'anno, mentre sulla cornice esterna altrettante figure umane si rincorrono in senso antiorario, scendendo e risalendo a seconda del mutare della sorte benigna o avversa: quella in testa è assisa su un trono in posa trionfante, coronata e con due coppe in mano. Le figure sono di qualità modesta, realizzate probabilmente da un aiutante dell'anonimo maestro che scolpì i telamoni e il leone del protiro di sud-est. Sopra al rosone corre la galleria percorribile, che giunge qui dal coro e prosegue verso il campanile: è dotata di colonnine binate romaniche che formano archetti a tutto sesto. Alla base del muro sono incise alcune misure di lunghezza ad uso di mercato, come pertica, passo e braccio di Trento.
Appena a destra del transetto si trova una nicchia centinata sormontata da una monofora; in arcosolio al suo interno si trova l'altare della Madonna degli Annegati (la statua è una copia; l'originale è all'interno dal 1979). La nicchia è seguita dall'elegante accesso settentrionale, detto "porta del vescovo" perché da qui entravano i cortei episcopali che dal Buonconsiglio si dirigevano in cattedrale passando per l'odierna via Belenzani: esso è introdotto da un protiro, ricomposto nel Cinquecento con materiali di reimpiego, con arcata frontale a pieno centro e arcate acute ai lati, sostenute da tre paia di colonne di cui quelle anteriori poggianti su leoni stilofori, e l'immagine di san Vigilio scolpita nel timpano. Il portale strombato è sormontato da una lunetta contenente un gruppo scultoreo della Maiestas Domini, con Cristo Pantocratore e i simboli degli evangelisti, su cui si vedono resti di pittura policroma: le figure, realizzate dalla bottega di Adamo d'Arogno, sono disposte in maniera insolitamente centrifuga, forse perché riassemblate durante i lavori del Cinquecento, se non addirittura perché provenienti da un'altra sede (ad esempio il pontile-tramezzo all'interno).
La parte restante della parete della navata minore è ritmata da sei lesene, non tutte corrispondenti alle campate interne e probabilmente residue di un'impostazione abbandonata con l'inserimento delle finestre; di queste ultime, oltre a quella sopra alla nicchia della Madonna degli Annegati, vi sono altre due monofore strombate a pieno centro che interrompono altrettante lesene, e un oculo anch'esso strombato. Nella costruzione di questa parete vennero reimpiegate anche tre pietre scolpite di epoca romana, con fregi tra i quali appare anche il tridente. Sopra alle finestre continua la galleria percorribile, che va ad arrestarsi contro il campanile all'estremità destra. Dallo spiovente del tetto emerge la parete della navata maggiore, più regolare, divisa in sei settori profilati da archetti pensili e dotato ciascuno di una monofora.

#### Fianco destro e retro

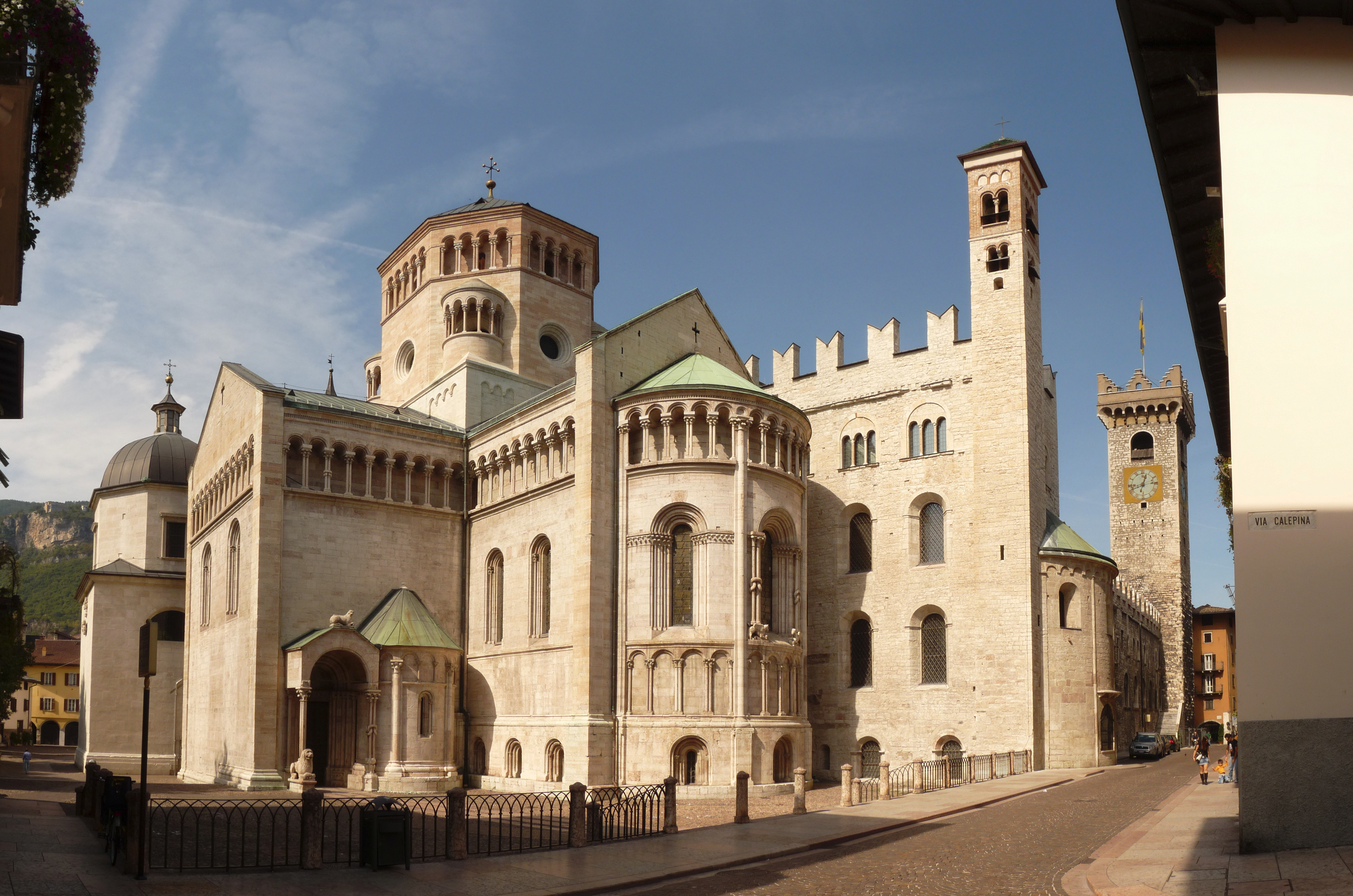
La cattedrale vista da sud-est; da sinistra: la cappella del Crocifisso, il transetto meridionale con protiro e absidiola, il tiburio, il coro con l'abside maggiore, il Castelletto del Vescovo con il campanile di san Romedio e l'abside della sagrestia e infine la Torre Civica al termine del Palazzo Pretorio.

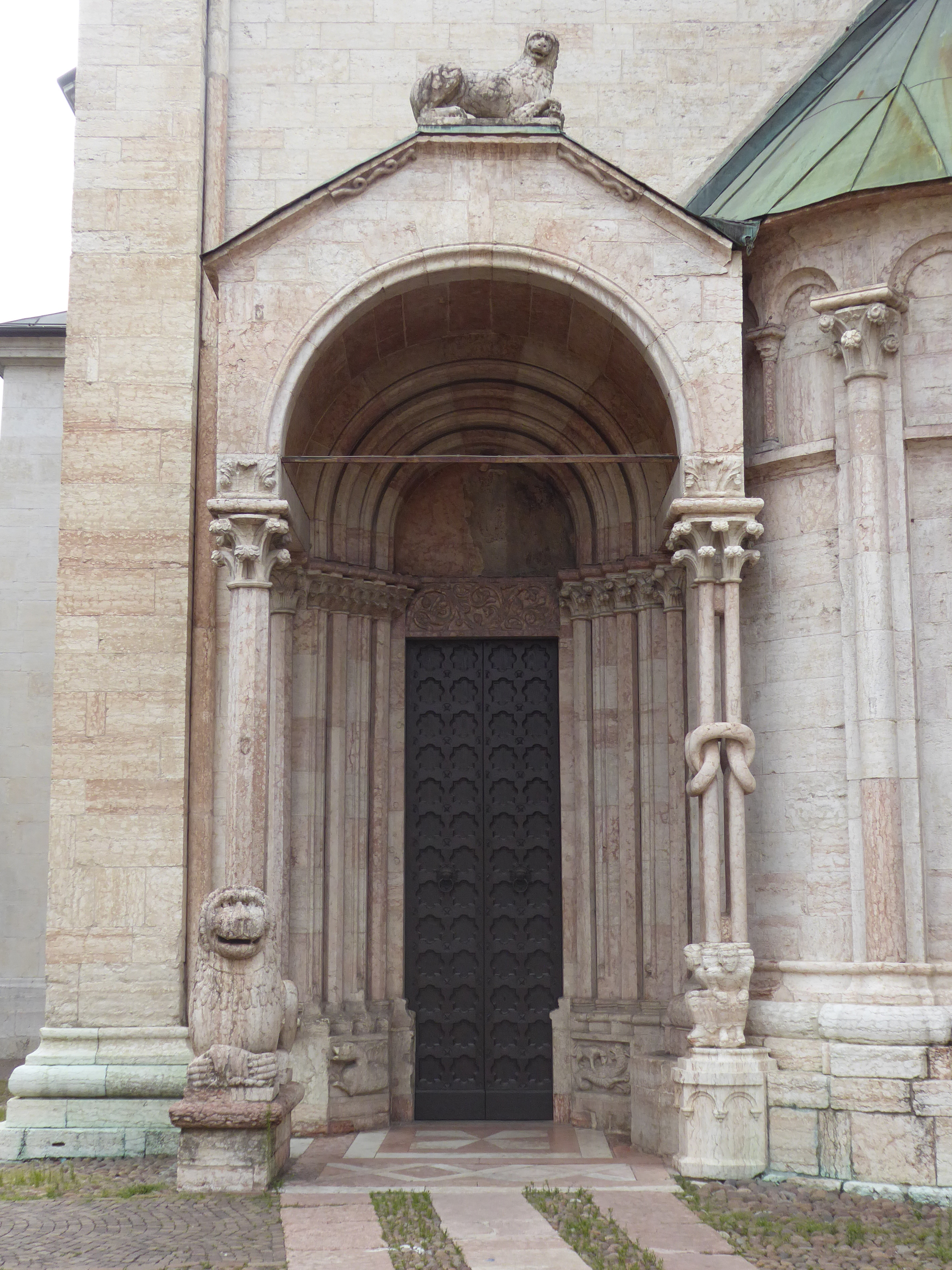
Il protiro meridionale.

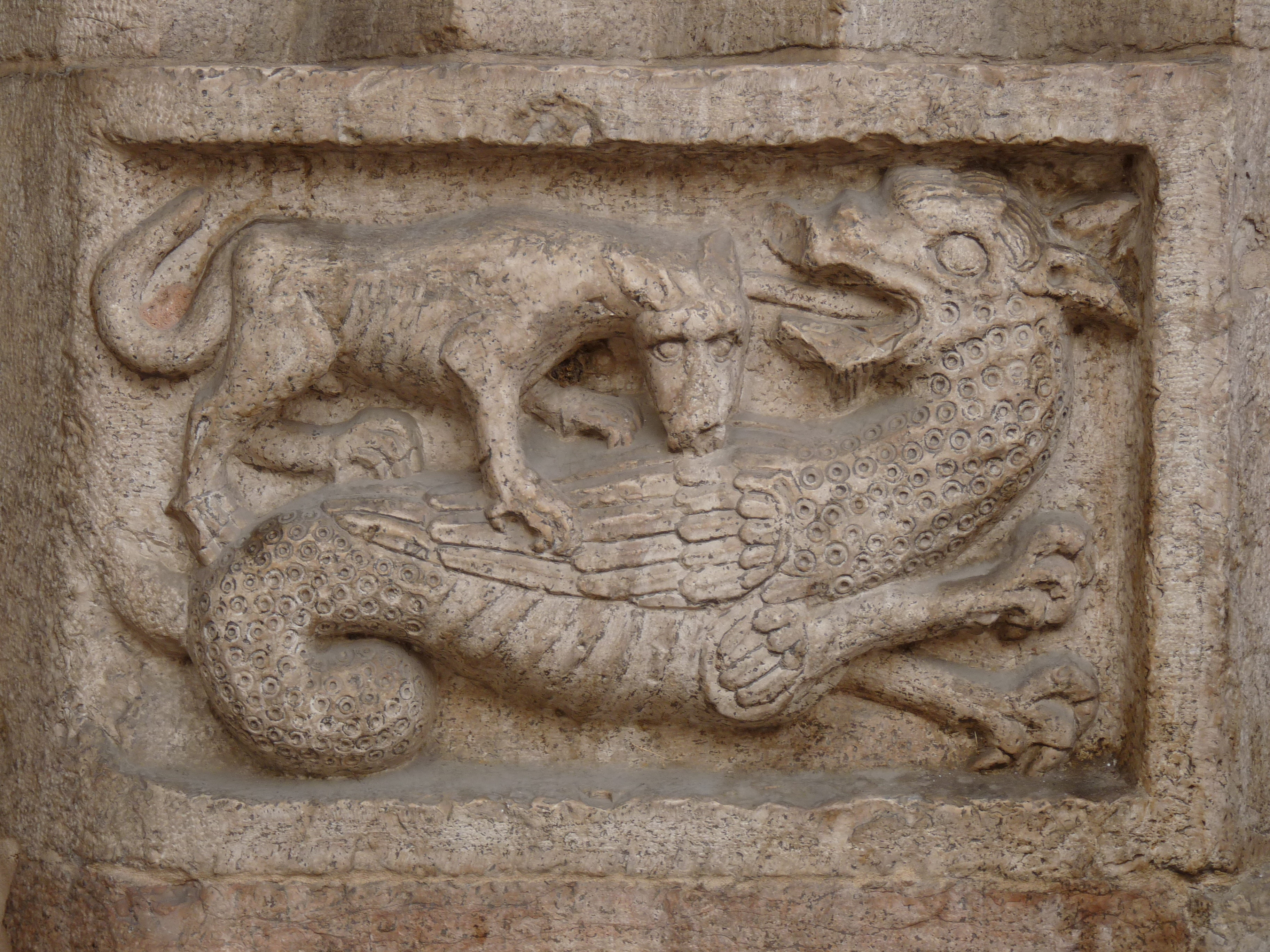
Rilievo con una viverna attaccata da un lupo o da un cane accanto al portale del protiro meridionale.

Sul fianco destro, la parete della navata minore è caratterizzata da una sequenza di lesene e archetti pensili con protomi animali e teste umane, e quattro monofore: una su quello che sarebbe stato il fusto del secondo campanile, e le altre in corrispondenza della terza, quarta e quinta campata: è presente anche un bassorilievo con lo stemma dei Castelbarco, raffigurante un leone. La muratura della navata maggiore è identica a come appare sul lato settentrionale della cattedrale.
In corrispondenza della sesta campata sporge il volume quadrato della cappella del Crocifisso, con finestre a lunetta sui lati est e ovest, tiburio ottagonale con tre finestre rettangolari sui lati est, sud e ovest, e una cupoletta con lanterna; la parte sommitale è simile a come appariva la "cupola clesiana" cinquecentesca. L'unico elemento ornato, affisso sulla parete meridionale, è un cartiglio con lo stemma vescovile del committente, Francesco Alberti Poja.
Quasi immediatamente dopo la cappella emerge il braccio meridionale del transetto, con galleria che corre fino all'abside e due monofore sul prospetto principale. A differenza del braccio settentrionale, qui è visibile l'absidiola laterale semicircolare, dotata di zoccolo gradonato e modanato e decorata da un motivo ad arcatelle sostenute da semicolonne, con un'unica monofora centrale, centinata e strombata. L'absidiola è comunque eclissata dal secondo protiro del duomo che si innesta nel transetto alla sua sinistra, dotato di un ricco impianto scultoreo attribuibile a una bottega comacina operante durante l'episcopato di Egnone d'Appiano: esso presenta una colonna ottagonale su un leone stiloforo, colonne ofitiche poggianti su tre telamoni, un leoncino sul colmo degli spioventi e bassorilievi con leoni e draghi accanto alla base del portale. Un terzo accesso laterale, di assetto romanico e con lunetta cieca, si trova schiacciato tra il transetto e la cappella del Crocifisso; le pareti circostanti sono profilate da lapidi (rimosse dal pavimento del duomo nell'Ottocento), bassorilievi e una grande epigrafe in caratteri gotici che ricorda Jacobus Comes, membro della famiglia degli Appiano. Anche la lunetta di questo portale è affrescata, con un'immagine della Madonna con Bambino della seconda metà del Trecento; essa venne coperta nel Quattrocento da un nuovo affresco dello stesso soggetto, staccato nel 1924-25 e ora conservato al Buonconsiglio.
Termina il prospetto il volume del coro, con due monofore sul lato sud e tetto a due spioventi, concluso dall'abside maggiore semicircolare. Questa è divisa verticalmente in tre settori da paraste con semicolonne addossate, e orizzontalmente in quattro livelli: quello inferiore è aperto da piccole monofore che danno sulla cripta; il secondo presenta un motivo ad arcatelle poggianti su colonnine binate con capitelli corinzi; nel terzo si trovano grandi monofore a tutto sesto, di cui quella centrale distinta da colonne ofitiche sorrette da grifi che agguantano la preda (realizzati dalla stessa mano che operò sul protiro meridionale); il quarto è occupato dalla solita galleria percorribile, che qui prosegue connettendo entrambi i bracci del transetto. Sono presenti due epigrafi, entrambe nell'angolo sudorientale: la prima ricorda l'arcidiacono Bonifacio di Castelbarco (m. 1238), la seconda il costruttore Adamo d'Arogno, e identificava il luogo della tomba di famiglia.

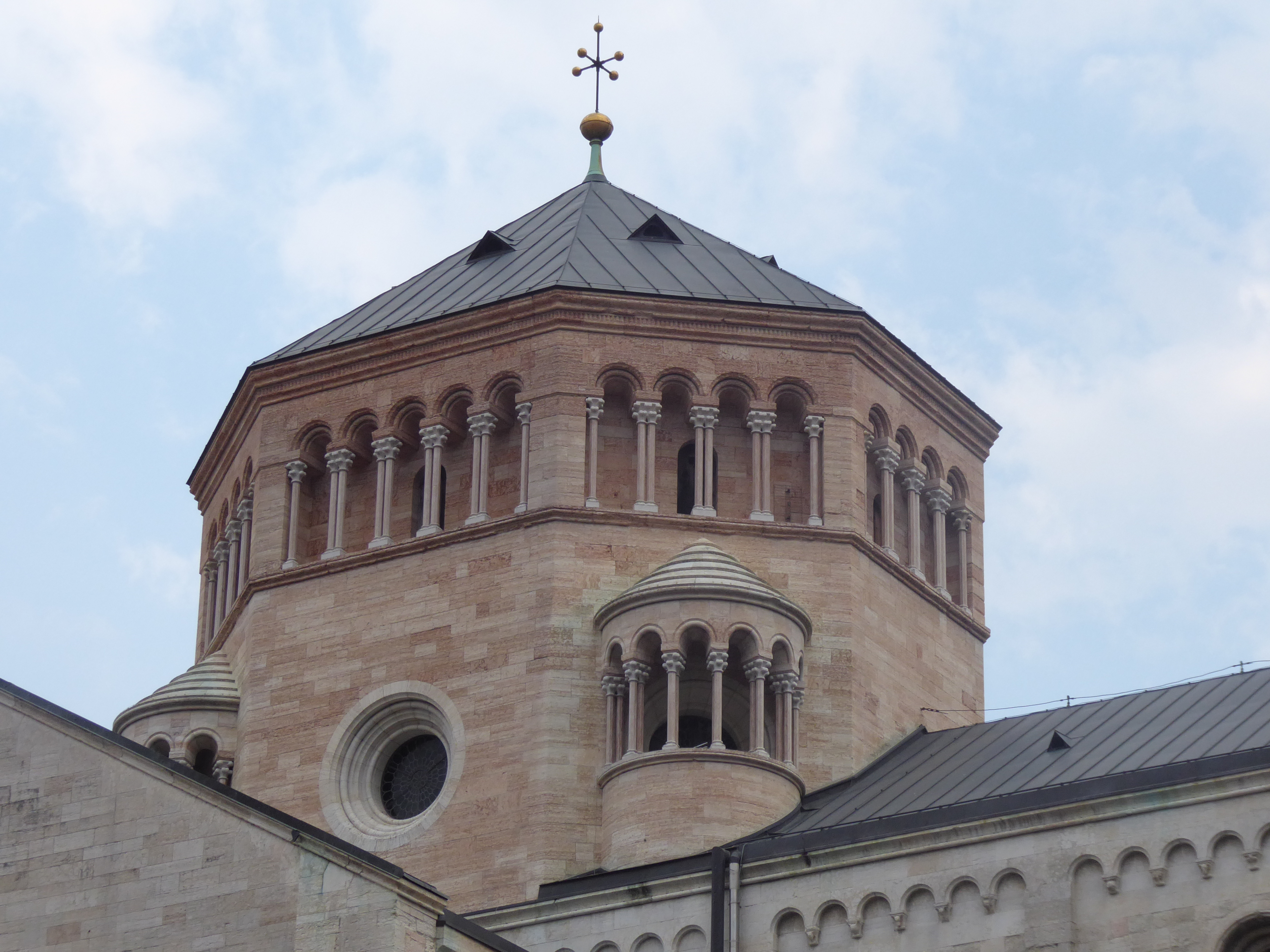
Il tiburio.

Oltre l'abside maggiore si eleva il Castelletto del Palazzo Pretorio, che include al suo interno le sagrestie del duomo, la cui unica parte visibile all'esterno è l'abside, appartenente all'antica cappella di San Biagio da cui è ricavata la sagrestia delle reliquie. Nella parete esterna dell'abside, affacciata su via Garibaldi, è inserita una nicchia chiusa da una cancellata metallica, con dentro un affresco della Madonna con Bambino fra due santi (o sante) non identificati: l'immagine venne ricalcata verso il 1860, rifacimento che venne rimosso nel 1989.

#### Tiburio
Tra i due bracci del transetto svetta il tiburio ottagonale che contiene la cupola, una struttura neoromanica di fine Ottocento che ha sostituito la cinquecentesca "cupola clesiana". La parte più bassa è forata da oculi strombati sui quattro lati cardinali, mentre da quelli obliqui emergono edicole semicircolari; gallerie colonnate corrono in cima alle edicole e anche lungo tutta la metà superiore del tiburio. Un cornicione plurimodanato sorregge il tetto a otto falde, con sfera e croce apicali.
La precedente "cupola clesiana", completata nel 1515, era sempre di forma ottagonale, ma senza le edicole e la galleria, e caratterizzata nella parte alta da un ordine di trifore su ogni lato, che facevano il paio con le bifore del campanile; il tetto era una calotta semisferica a spicchi sormontata da una lanterna contenente la "campana dei canonici". Quest'ultima era stata fusa nel 1463 per commemorare un pericolo scampato dalla città (Sigismondo d'Austria voleva infatti assaltare Trento per vendicare il vescovo Giorgio Hack, costretto alla fuga da una rivolta popolare, ma l'aggressione alla fine non avvenne), ed era in precedenza appesa tra i merli del Castelletto; sfuggita alle requisizioni della prima guerra mondiale in virtù della sua antichità, è ora conservata al museo diocesano.

### Interno

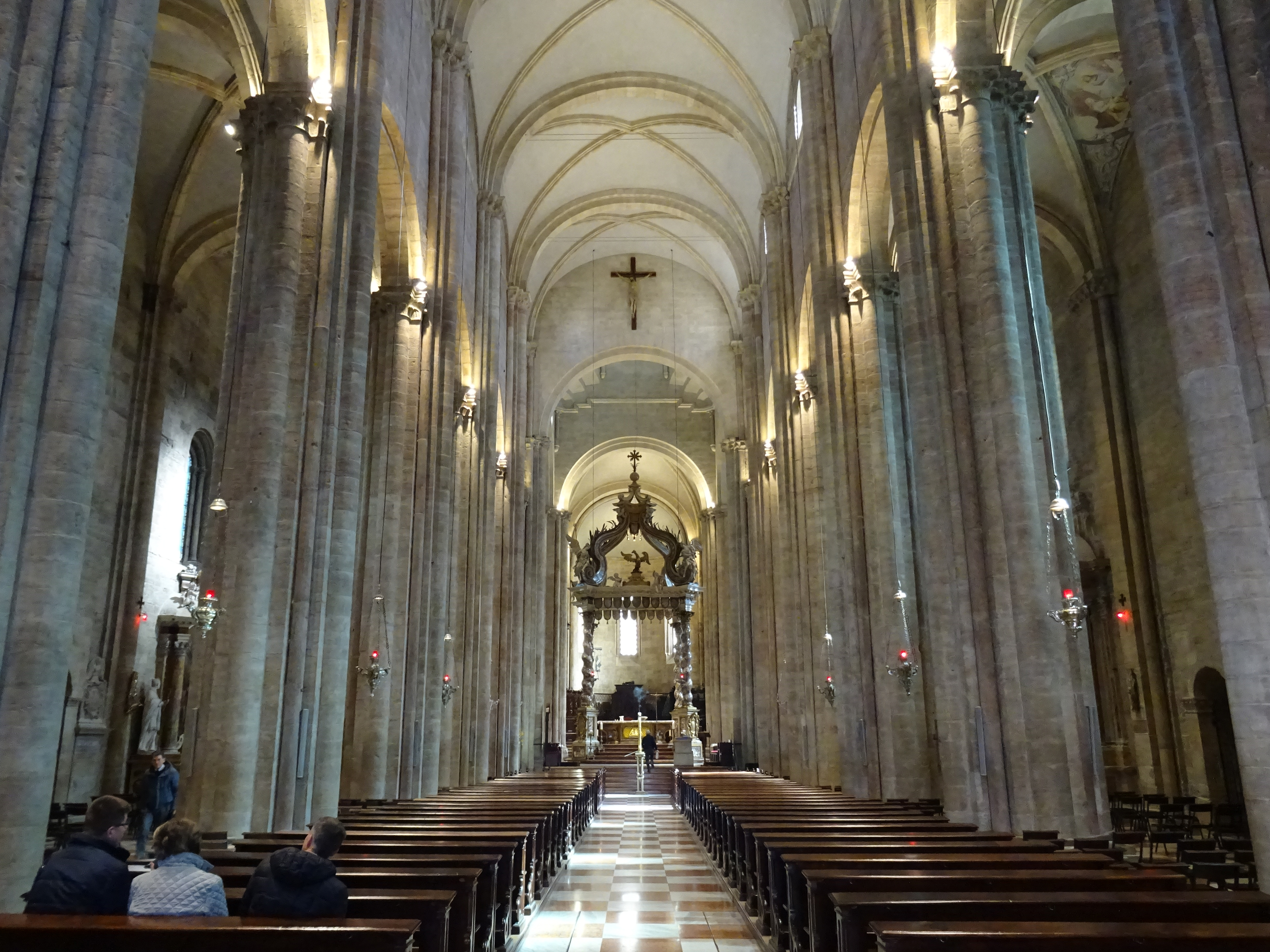
L'interno visto dall'ingresso principale.

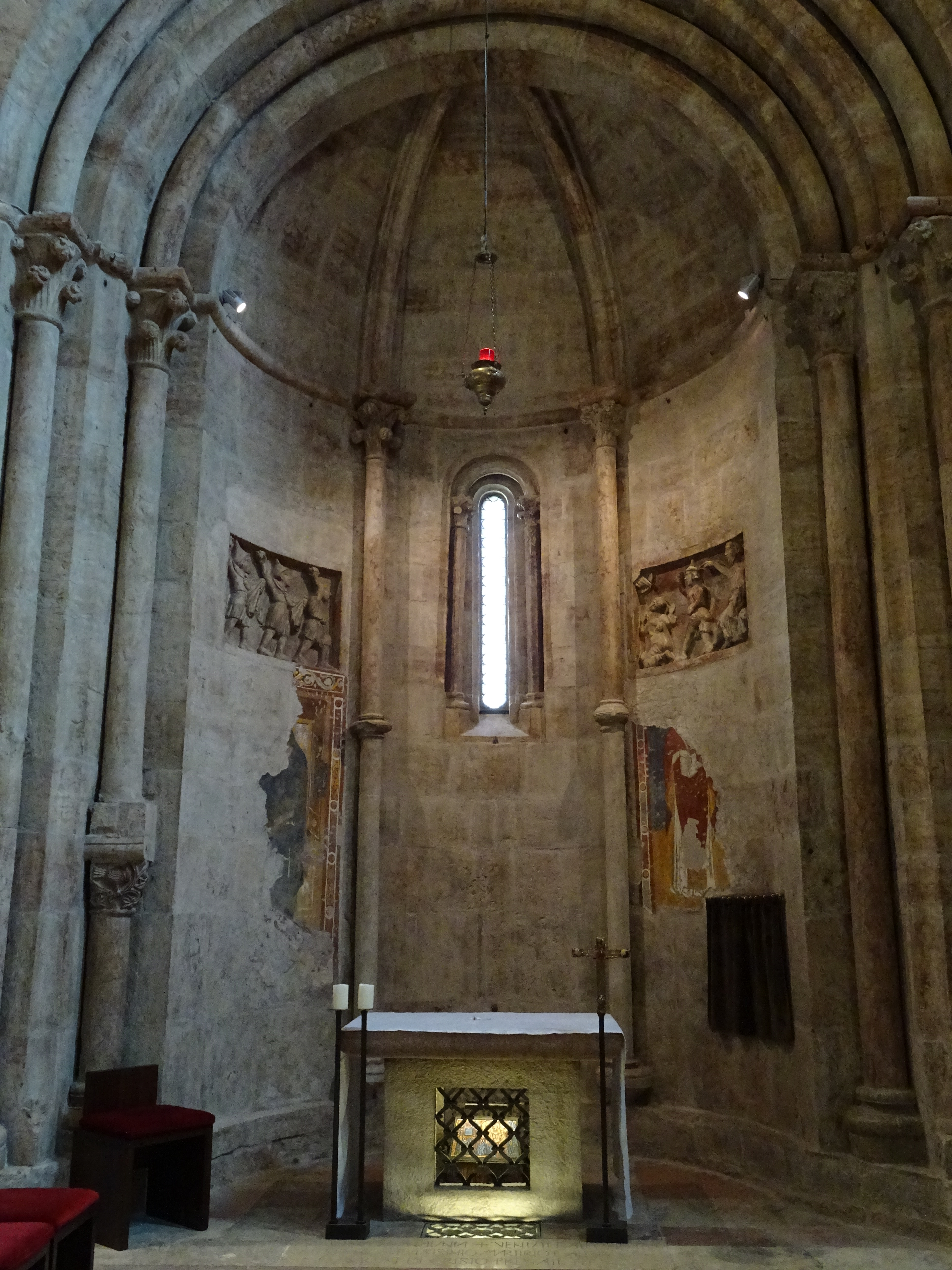
L'absidiola destra con l'altare dei santi martiri d'Anaunia.

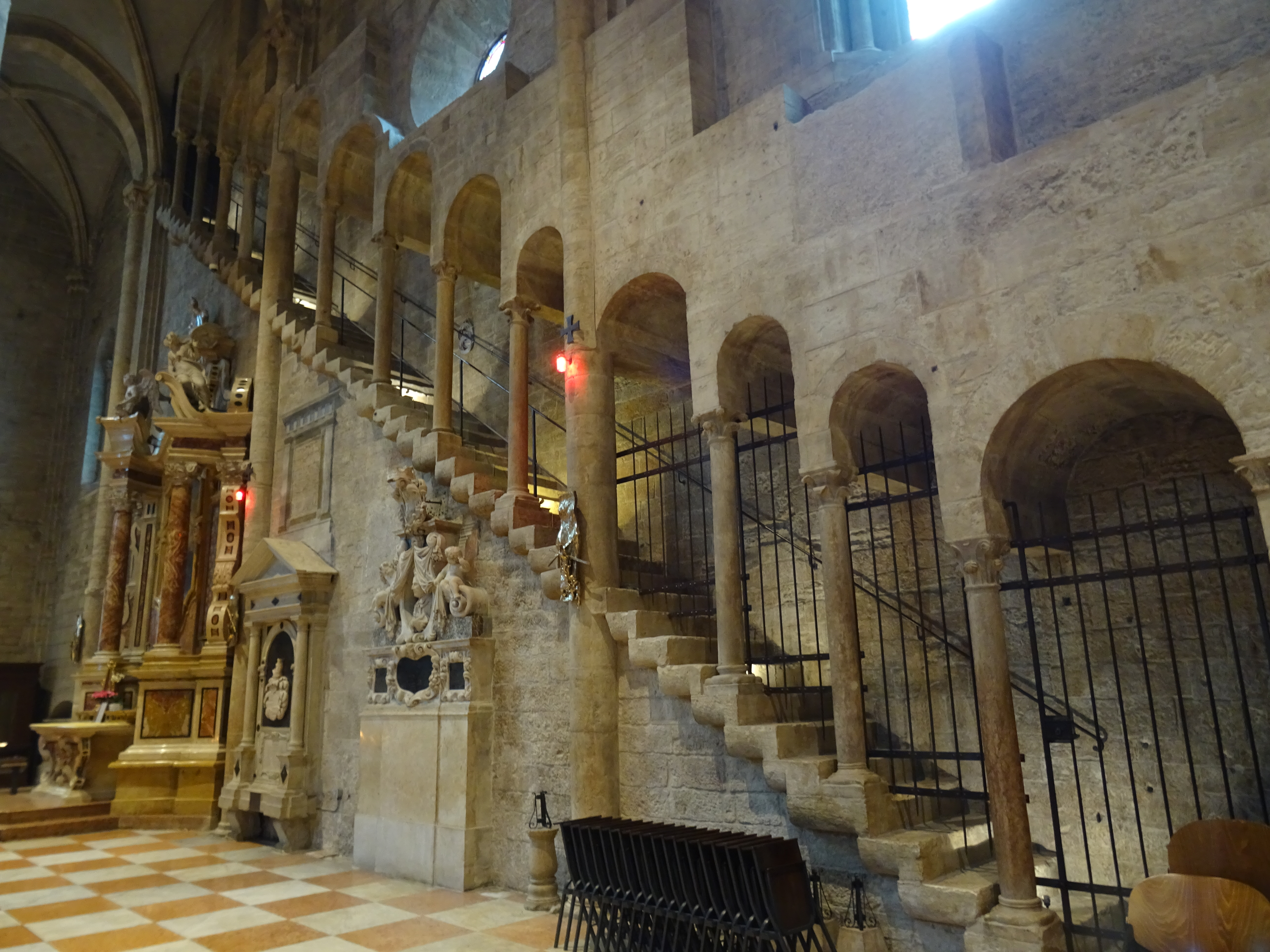
La scala per il campanile nella navata settentrionale.

Pur avendo preso forma nell'arco di un secolo, l'interno della cattedrale riunisce armoniosamente le originali forme romaniche con quelle gotiche che giunsero ad influenzare il cantiere. Lo spazio è articolato in tre navate di sette campate ciascuna, voltate a crociera. La navata centrale è delimitata da slanciati pilastri a fascio che sorreggono arcate ribassate, mentre quelle laterali, più basse, si raccordano alle fiancate con pilastri con semicolonne. Il progetto iniziale prevedeva probabilmente un ingresso più stretto, costituito da un nartece affiancato dai piedi dei due campanili, e invece già la prima campata si estende per tutta la larghezza dell'edificio: questa fu una delle ragioni che impedì di realizzare il secondo campanile, e ha reso necessaria l'aggiunta di un pontile con funzione statica addossato alla controfacciata.
Nelle navate minori sono presenti due insolite scale rampanti con archetti e colonnine, scavate nello spessore del muro, che salgono all'indietro dalla quarta alla prima campata; quella di sinistra conduce al campanile e alle gallerie dei prospetti esterni. Nella sesta campata della navata destra si apre la cappella del Crocifisso, e nella settima si trovano l'uscita meridionale e l'accesso per la scala a chiocciola che porta alle gallerie absidali, dal portalino lunettato col rilievo di un ariete balzante. Il pavimento delle navate è realizzato con piastrelle quadrate di pietra calcarea bianche e rosse, disposte a scacchiera, che si estendono anche al transetto, all'abside e a parte del coro. Sulle ultime due colonne della navata centrale, rivolte verso il presbiterio, sono fissate due targhe settecentesche: quella meridionale ricorda i lavori del 1739-40, quella settentrionale commemora (con alcune imprecisioni) il concilio di Trento.
Le navate terminano contro il transetto dai bracci piuttosto brevi, sempre voltati a crociera ed entrambi dotati di un'abside minore sulla parete orientale; l'ambiente del transetto è ricco di affreschi due e trecenteschi. Il braccio settentrionale, che ospita il fonte battesimale realizzato da Francesco Oradini, ha funzione di battistero, e vi si trova anche l'accesso all'area archeologica della basilica paleocristiana, nonché la statua originale della Madonna degli Annegati, qui spostata dalla nicchia esterna: questa scultura, attribuita ad Adamo d'Arogno, deve il suo nome al fatto che davanti ad essa erano esposti i corpi ripescati dall'Adige in attesa del riconoscimento.
L'absidina settentrionale è intitolata a san Giovanni Evangelista ed è dotata di una monofora, posizionata nella partitura sinistra perché lo spazio restante era già oscurato dal corpo del Castelletto: nella muratura sono inseriti due pannelli scolpiti raffiguranti il re Erode e il martirio di san Giovanni nell'olio bollente; in una nicchia nel muro a destra dell'altare si trova uno scrigno contenente una reliquia di santa Paolina Visintainer. 
L'abside del braccio meridionale, nettamente più piccola dell'altra, è dedicata a santo Stefano, il cui martirio per lapidazione viene rappresentato in due pannelli scolpiti ai lati della finestra, opere di gusto antelamico della prima metà del Duecento; sulla sinistra, a metà di una colonna, è reimpiegato un capitello proveniente dalla chiesa di Altemanno (1124-1149), con girali vegetali e un volatile. Nell'abside si trova un altare riservato alle funzioni feriali e intitolato ai tre santi martiri Sisinnio, Martirio e Alessandro: le loro reliquie sono conservate in due scrigni bronzei, uno dentro l'altare e l'altro in uno scomparto nel pavimento antistante, entrambi realizzati nel 1966 da don Luciano Carnessali (1928-2003).
Il presbiterio, dominato dall'imponente altare maggiore barocco, è rialzato di cinque-sei gradini, pavimentato con lastre rettangolari di pietra calcarea rossa e rosata, e si prolunga fino a occupare la parte centrale del transetto; da esso altri due gradini portano al coro e all'abside maggiore, tre invece conducono alle sagrestie. Dietro al presbiterio si apre lo spazio del coro, terminante con la grande abside maggiore; è arredato con due file di dodici sedili e il trono vescovile al centro, tutti settecenteschi e realizzati in legno di noce; sugli schienali degli scranni vi sono pannelli intagliati che raffigurano varie apparizioni di angeli narrate nella Bibbia.

#### Altari

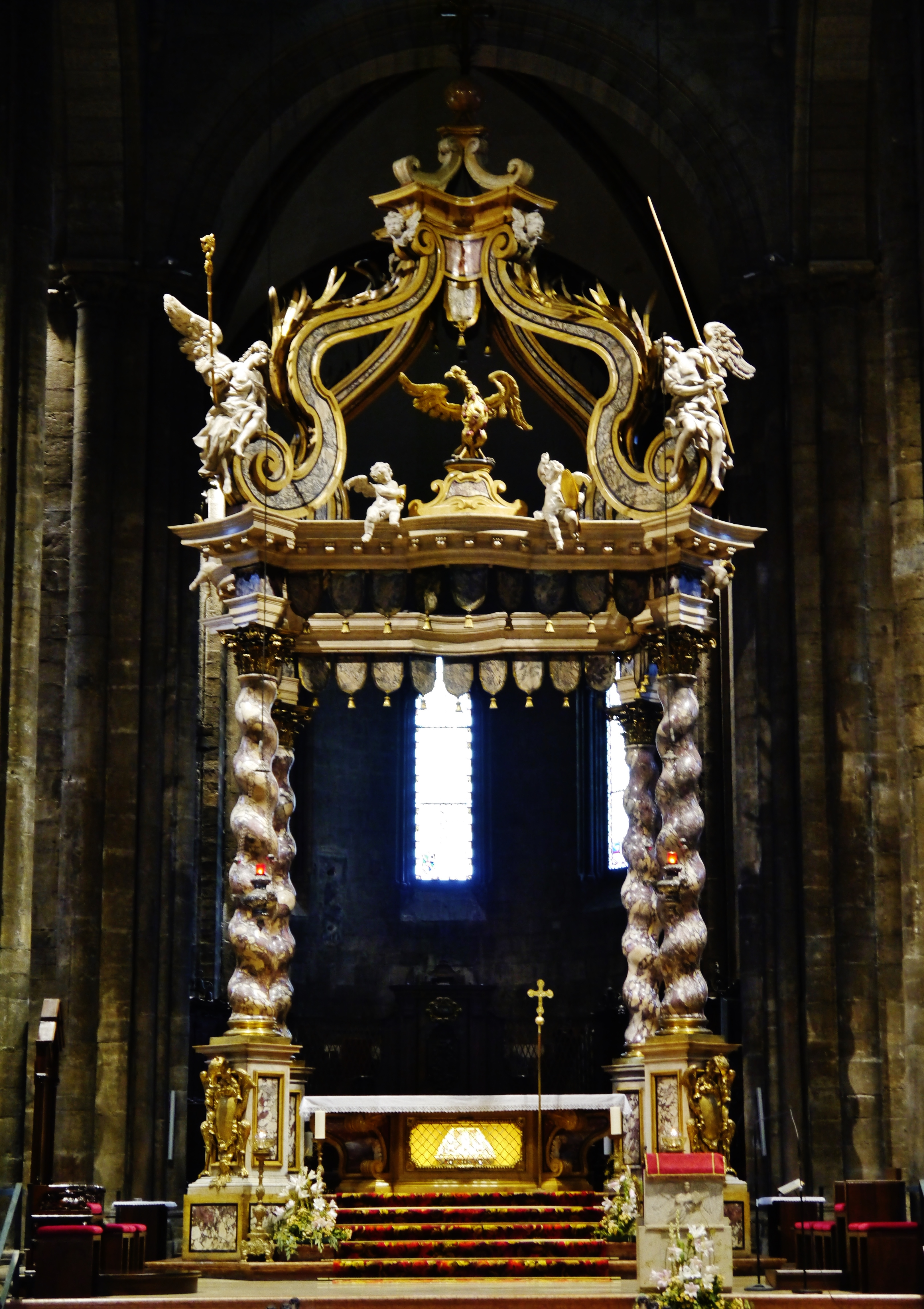
L'altare maggiore con il grande baldacchino barocco.

Nel duomo si trovano diversi altari: oltre al maggiore ve ne sono quattro nelle navate (due in quella destra e due in quella sinistra), più l'altare della cappella del Crocifisso e l'altarino dei santi martiri d'Anaunia nell'abside meridionale. Storicamente gli altari furono molti di più: i documenti del Trecento ne citano una dozzina (dedicati ai santi Agata, Agnese, Andrea, Caterina, Dorotea, Giorgio, Innocenti, Lorenzo, Massenza, martiri d'Anaunia, Trinità e Antonio); nel tardo Cinquecento ne sono attestati addirittura ventidue (maggiore, sant'Agnese, sant'Agostino, sant'Andrea, Annunciazione, sant'Antonio, Assunta, santa Caterina, san Cristoforo, santa Croce, santa Dorotea, san Fiorenzo, san Girolamo, san Gottardo, santi Innocenti, santa Massenza in Cripta, san Nicolò, santi Pietro e Paolo, san Sisinio, santo Stefano, santa Trinità, Tutti i Santi), e all'epoca le pareti erano talmente affollate di monumenti funebri che alcuni altari dovevano trovare posto appoggiati ai pilastri della navata centrale (e uno, quello della Santa Croce, al termine della stessa, davanti alle arcate d'accesso alla cripta). Dal Seicento il numero comincia a calare, anche se nel 1673 se ne contano comunque quattordici, e poi quindici nel 1734 (maggiore, santa Caterina, san Cristoforo, santo Crocifisso, san Domenico, san Fiorenzo, san Leonardo, santa Massenza, santo Stefano, Beata Vergine nel coro, Madonna del Battistero, Madonna della Colonna, Madonna delle Campane, Madonna dei Sette Dolori, santa Trinità).
Col tempo, molti altari storici sono stati semplicemente distrutti, recuperando e spostando le reliquie in essi contenute, ma alcuni sono passati ad altre chiese: è il caso di quelli delle absidi laterali, dedicati a santa Massenza e all'Immacolata, rimossi negli anni 1960 e ceduti alla chiesa della Santissima Trinità (sull'antipendio del secondo, settecentesco, appaiono due prospetti del duomo avente entrambi i campanili), e di quello della Madonna del Rosario, passato assieme con la sua pala alla parrocchiale della Madonna del Carmine alle Sarche.

##### Altare maggiore
L'altar maggiore è posto al centro del presbiterio, tra i due bracci del transetto: è un imponente complesso barocco settecentesco, una delle uniche testimonianze rimaste dell'ampliamento avvenuto a scioglimento del voto popolare fatto durante l'assedio del 1703. Il progetto dell'altare fu di Cristoforo Benedetti di Castione, che si ispirò chiaramente al baldacchino di San Pietro con alcuni dettagli ripresi da altre opere del Bernini, ma al momento dell'esecuzione don Francesco Sartori riuscì a far assegnare l'incarico alla propria famiglia: il lavoro venne quindi realizzato da Domenico e Antonio Sartori, coadiuvati da vari parenti, e il Benedetti non venne nemmeno citato nell'iscrizione attributiva che si trova all'interno della trabeazione del baldacchino.
La mensa d'altare, rialzata su cinque gradini di pietra rossa, contiene lo scrigno con le reliquie di san Vigilio; è simmetrica, così che già all'epoca il celebrante poteva essere rivolto anche verso l'assemblea. Il pezzo forte dell'altare è il maestoso baldacchino, per inserire il quale si abbassò appositamente il piano pavimentale del presbiterio demolendo l'antica cripta. La base è composta da quattro plinti posti agli angoli della scalinata, ognuno dei quali ha un'aquila dorata fissata sulla faccia più esterna: i volatili recano incise nel petto una scritta ciascuno: D.O.M. / IN HON. BBMM / VIGILII / ET / ADELPRETI / EPP. TRID. (nord ovest); OB URBEM / CONTRA / GALLOS / SERVATAM / AN. MDCCIII (nord est); VOTUM / PUB. / SOLVIT / LUBENS / MERITO (sud ovest); S.P.Q. / TRIDENT. / ANNO / DOMINI / MDCCXLIII (sud est). Dai plinti sorgono colonne tortili con capitelli corinzi; su di esse si appoggia la trabeazione, con "guazardoni" pendenti in marmo con cornici in rame dorato e, rivolta a ovest, l'aquila di San Venceslao, simbolo di Trento, scolpita da Francesco Oradini. Sopra al cornicione si imposta la cima del baldacchino, con guizzanti arcate a dorso di delfino che terminano in riccioli, percorse da rami di palma lignei dorati e unite in alto da un elemento mistilineo con sfera e croce apicali. Il baldacchino è ornato da varie sculture di angeli che reggono insegne vescovili, e putti che recano i simboli di san Vigilio e del beato Adelpreto; anche queste statue sono opera dell'Oradini, tranne i due puttini sul lato est, che sono di Giovan Battista Fattori.

##### Altari laterali

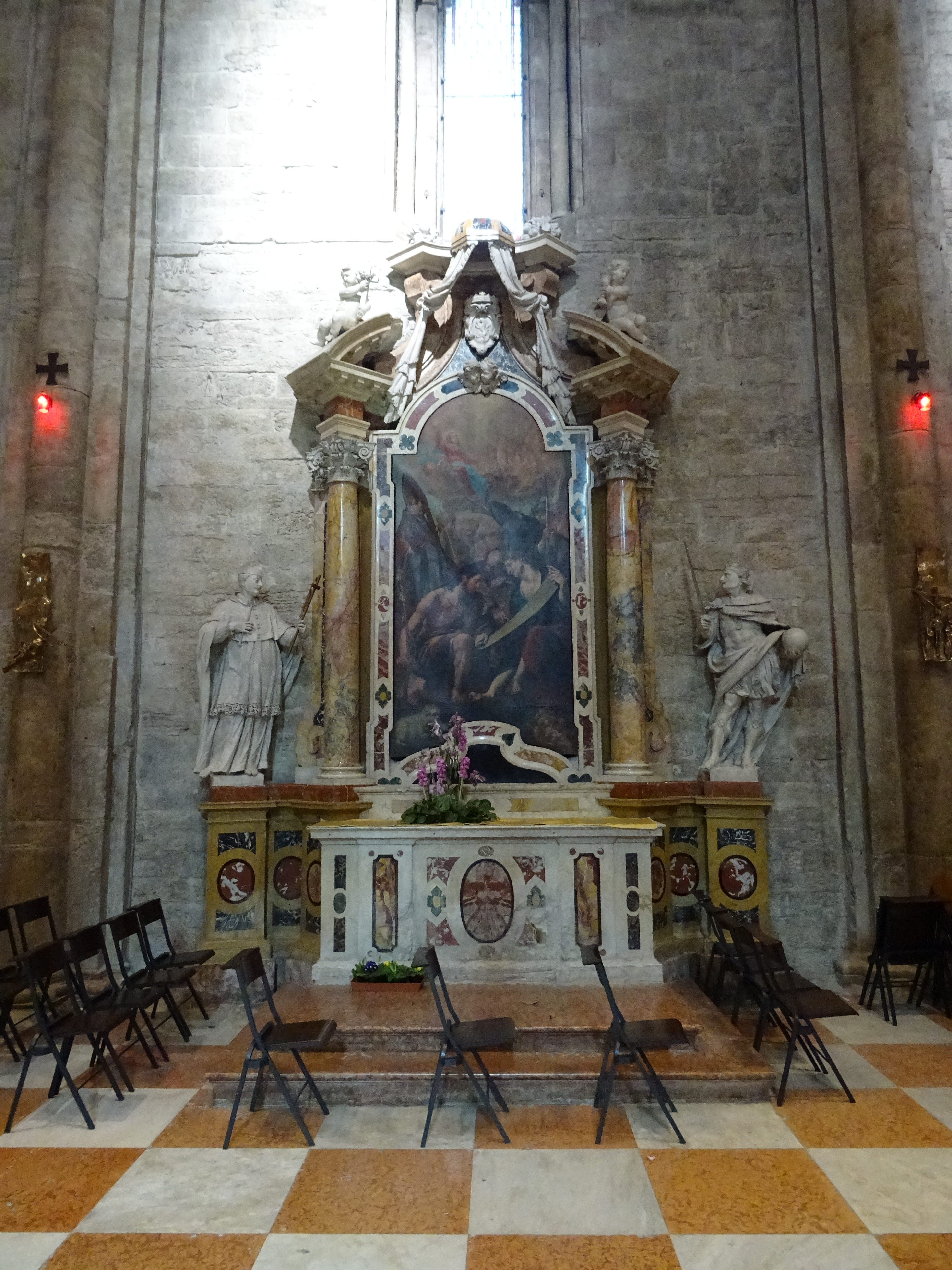
L'altare dell'Assunta.

Le due navate laterali ospitano, oltre a vari monumenti funebri, quattro altari. Nella seconda campata della navata meridionale si trova il maestoso altare settecentesco dell'Addolorata, anche questo opera dei fratelli Sartori, rifacimento di un preesistente altare ligneo su commissione del canonico Bartolomeo Bortolazzi. Posto a metà strada tra il barocco e il neoclassico, è coronato da un timpano spezzato con raggi dorati e sculture di putti. Sopra la mensa d'altare trova posto un'urna marmorea (che, dal 1739 e fino al loro trasferimento altrove, ospitò le reliquie dei santi martiri d'Anaunia, di santa Massenza e dei santi Claudiano e Magoriano); nella nicchia fa mostra di sé una statua lignea dell'Addolorata, vestita con abiti riccamente decorati e accompagnata da altri due putti.
Opposto ad esso, in navata settentrionale, sta l'altare di sant'Antonio, con una pala ottocentesca di Domenico Udine raffigurante il titolare assieme al Bambin Gesù. Un altare dedicato al santo è citato già nel 1382, ma nel 1572 venne dismesso e accorpato a un altro intitolato alla santissima Trinità; l'altare odierno, anche questo opera marmorea barocca dei fratelli Sartori, venne portato in duomo dalla chiesa di San Lorenzo (dove era dedicato a san Vincenzo).
In quinta campata nella navata meridionale si trova l'altare di sant'Anna, su cui si hanno pochissime informazioni storiche; realizzato tra il primo e il secondo quarto del XVII secolo, forse da Mattia Carneri, è citato per la prima volta nel 1673; in seguito sono stati affissi i due stemmi della famiglia Manci alla base delle colonne, certamente successivi al 1770 (la ragione di tale aggiunta è ignota). In ancona è inserita una pala d'inizio Cinquecento attribuita al Fogolino, raffigurante Sant'Anna con la Vergine e il Bambino tra San Nicola e San Vigilio.
Di fronte all'altare di Sant'Anna c'è l'altare dell'Assunta, databile 1695, voluto dal preposito Carlo Ferdinando Lodron che lo commissionò a Cristoforo Benedetti; è coronato da un tendaggio in marmo con putti che reggono una croce e un calice, e fiancheggiato dalle statue di san Carlo e san Ferdinando; la pala è di Nicolò Dorigati, e raffigura l'Assunta insieme con numerosi santi, tra cui il Simonino alla testa dei santi Innocenti, san Giovanni Battista, san Marco, san Vigilio, san Ruperto, san Pietro, sant'Enrico II, san Leopoldo III e san Fulgenzio.

#### Affreschi interni
Fin dalla sua costruzione nel Duecento le mura interne del duomo furono ornate da affreschi: le figure, disposte su più livelli anche a diversi metri d'altezza, dovevano in origine essere visibili da vicino grazie a soppalchi in legno o altre infrastrutture simili. Nei secoli successivi alla loro realizzazione, però, ben poco riguardo è stato mostrato verso queste immagini, tanto che oggi ne restano poche, spesso frammentarie, localizzate in massima parte nei due bracci del transetto: già dal Cinquecento e fino a tutto l'Ottocento l'erezione e lo spostamento di cenotafi e altari ha danneggiato o distrutto diverse immagini, senza contare quelle che sono andate perse con le modifiche strutturali subite dall'edificio, come le variazioni dei piani pavimentali del Sette e dell'Ottocento. Dal XIX secolo in poi cominciò a manifestarsi un marcato interesse della critica verso il ciclo di San Giuliano (oggetto di studio non sempre accurato, tanto che una guida del 1835 lo scambiò per una serie di storie riguardanti Margherita Boccagrande), mentre gli altri affreschi rimasero sostanzialmente ignorati fino all'intervento di Nicolò Rasmo nella seconda metà del secolo successivo.

##### Transetto meridionale

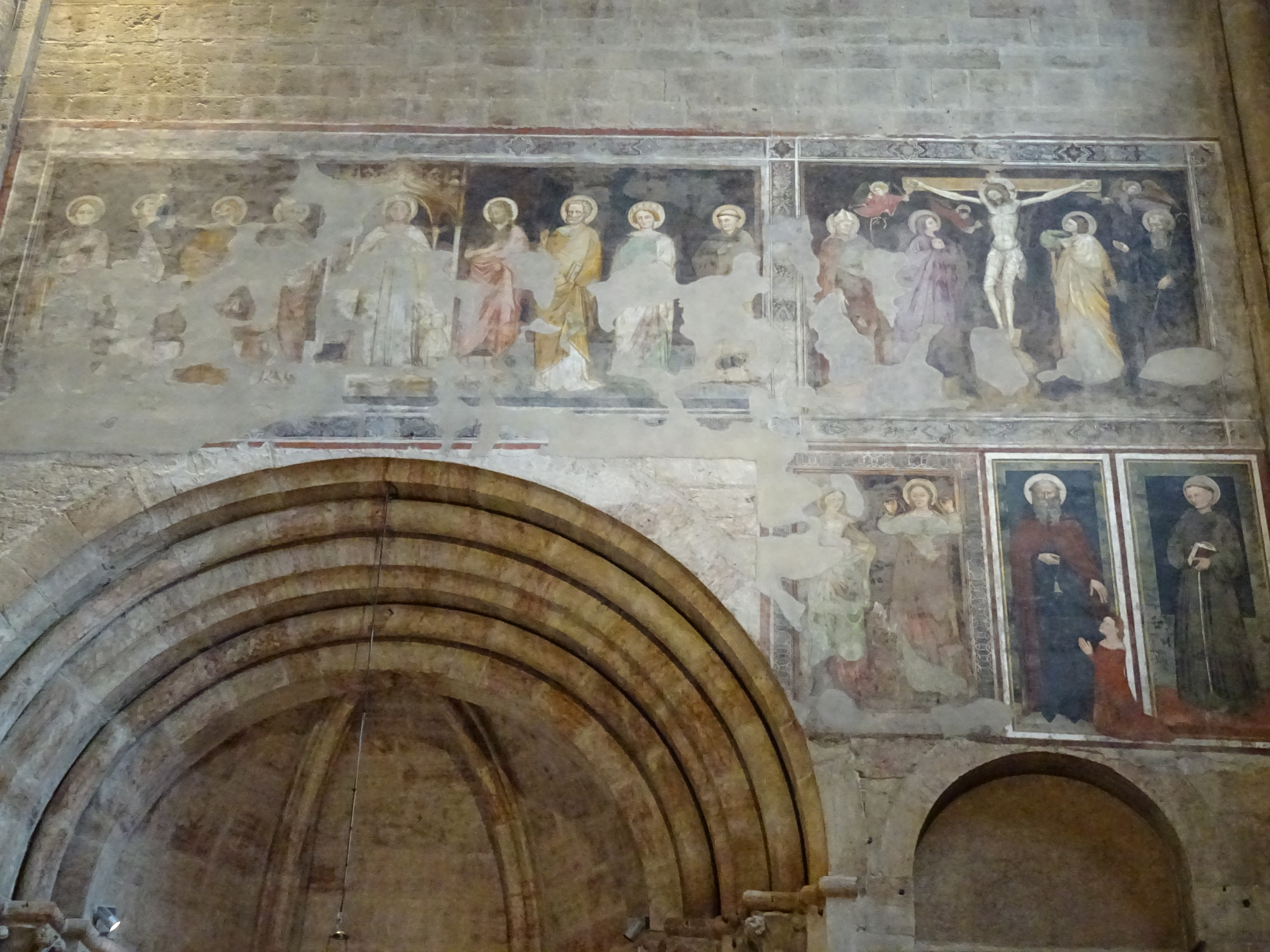
Gli affreschi sopra l'absidiola del transetto destro.

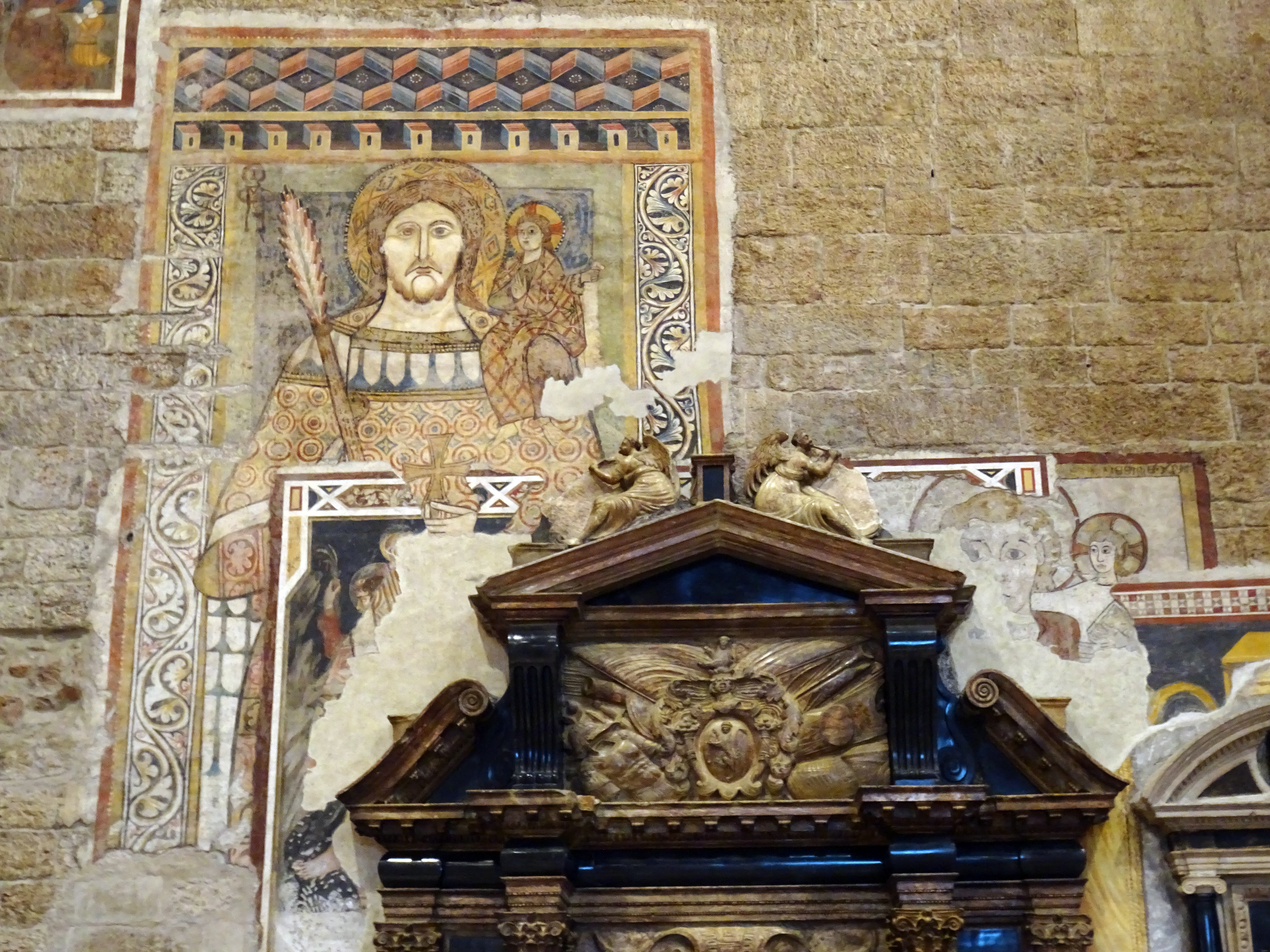
I vari affreschi di san Cristoforo nel transetto destro.

Nel braccio meridionale del transetto si trovano, sulla parete principale, tre diverse raffigurazioni di san Cristoforo, da ricollegare all'antica presenza di una porta in quella posizione, e forse anche di un altare dedicato al santo. La più visibile delle tre, a sinistra sopra al monumento funebre Lodron, è un'imponente immagine databile al 1290 circa, di stile veronese: il santo, con aureola bordata di perle e il Bambin Gesù sulla spalla, indossa uno splendido abito con un motivo a cerchi concentrici, e tiene nelle mani la palma del martirio e una croce d'oro; è incorniciato da due fasce con racemi vegetali ai lati, e da altre due con motivi geometrici colorati tridimensionali in alto; nel riquadro, vicino alla palma, si nota anche una piccola figura aureolata, forse lo schizzo di un precedente disegno coperto da uno strato di colore poi caduto. Appena a destra del monumento Lodron si scorge un piccolo frammento (parte del volto imberbe del santo e parte del Bambino) di un altro san Cristoforo, questo risalente alla metà del Duecento, che è l'affresco più antico di tutta la cattedrale ed è avvicinabile ad altre opere romaniche di ambito altoatesino. Entrambi questi affreschi vennero ricoperti da un terzo riquadro di fine Trecento sempre raffigurante san Cristoforo e, presumibilmente, altri santi: gran parte di esso, assieme con le parti sottostanti degli altri due, è andata distrutta con la posa del monumento Lodron. Più in alto, all'angolo sinistro, c'è un riquadro quadrato con lo sposalizio mistico di santa Caterina, di artista lombardo, del 1370 circa.
Sulle altre due pareti del transetto sud abbondano le immagini votive, da ricollegare alla presenza in quell'area di tombe di famiglia e cenotafi. Sul muro occidentale sopravvivono solo affreschi frammentari, molti dei quali illeggibili; quello meglio conservato, opera di un pittore veronese del 1340 circa, è una Madonna con Bambino in trono, con gli offerenti inginocchiati ai suoi piedi e quattro santi ai lati: a sinistra una donna con libro in abiti monacali (forse santa Chiara o santa Monica) e san Giuliano di Anazarbo, nudo e ricoperto da serpenti, e a destra, ormai irriconoscibili, una figura con un libro e un'altra con un libro o una cassetta. Sopra la lapide di Roberto Sanseverino appare il pezzo di un sant'Andrea, collocabile nella seconda metà del Trecento.
Sul muro orientale, sopra all'absidiola, si staglia una serie di immagini tardo-trecentesche, di scuola veneta: per primo un largo affresco con la Madonna della Misericordia, gli offerenti sotto al suo mantello e otto santi, quattro a destra (Giovanni Battista, Pietro, Caterina e Antonio abate) e quattro a sinistra (riconoscibile solo quello a lei più vicino, che è san Vigilio). Segue una Crocifissione con Maria, san Giovanni, san Vigilio e sant'Antonio abate; nel registro sottostante, due sante non identificabili con la figura del donatore. Infine, più antichi e di autore probabilmente lombardo, due riquadri con i santi Antonio abate e Antonio di Padova e l'offerente inginocchiata ai piedi del primo.

##### Transetto settentrionale

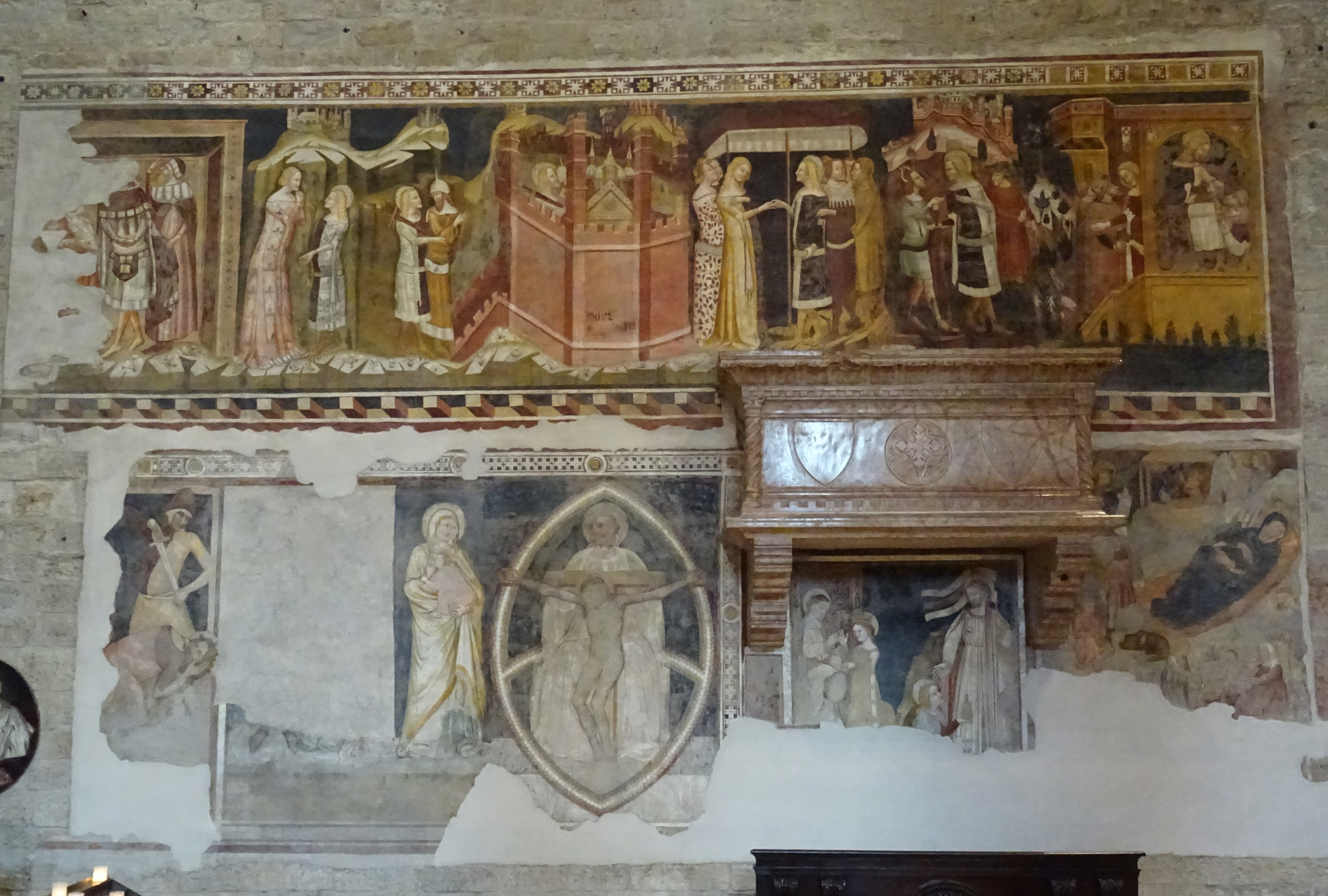
Gli affreschi del braccio sinistro del transetto con il ciclo di san Giuliano di Monte di Bologna.

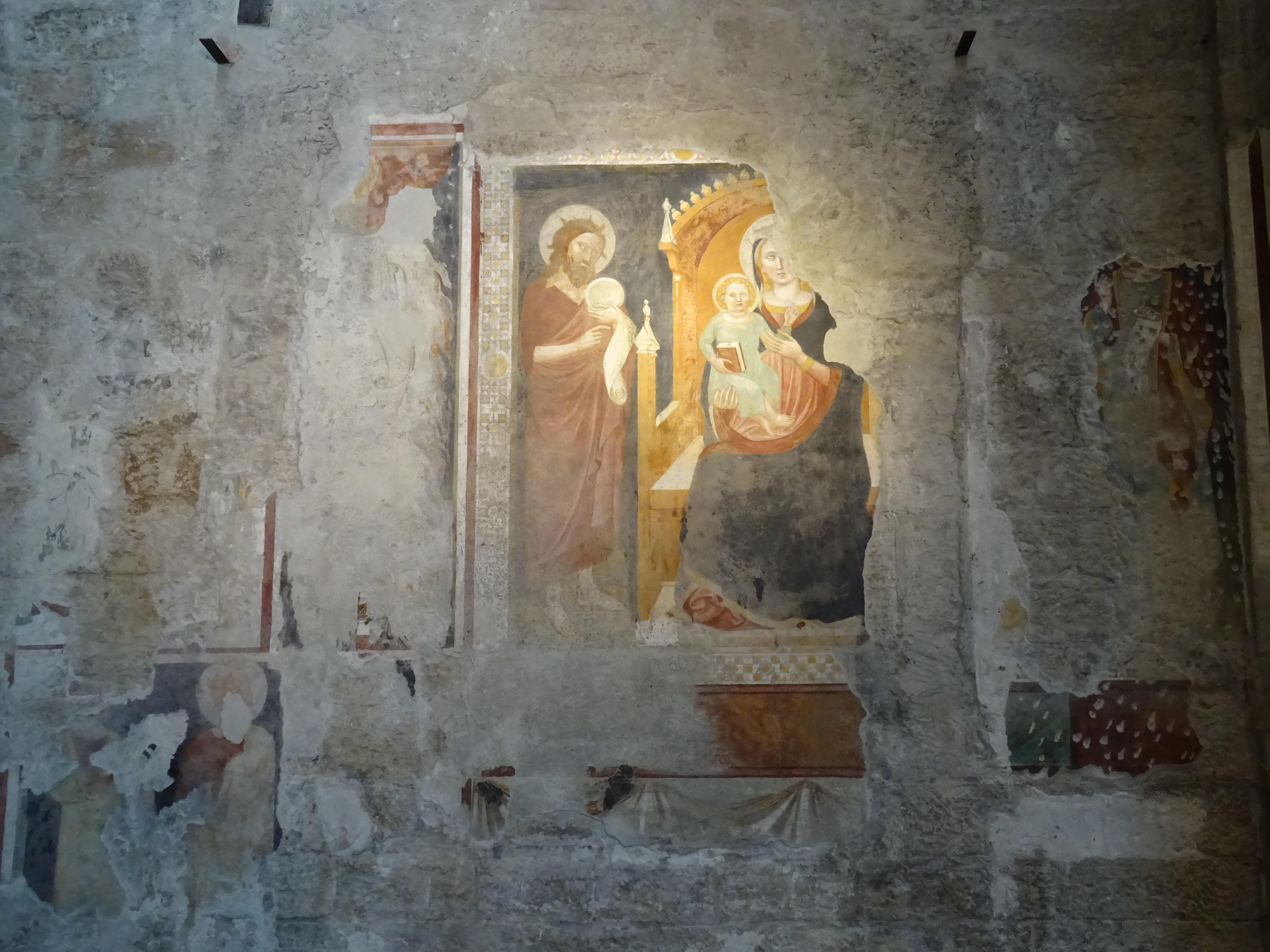
La Maestà nella navata sinistra, riemersa dopo i restauri del 2022.

Nel braccio settentrionale molti affreschi si affollano intorno a un'arca sepolcrale: essa è di inizio Trecento, anteriore agli affreschi, ma la data di collocazione in questa sede è sconosciuta e le immagini circostanti, sebbene a prima vista sembrino seguirne il profilo, in realtà sono leggermente erose. Nella fascia soprastante è dipinto il ciclo più famoso della cattedrale, quello con la leggenda di san Giuliano, opera di metà Trecento di Monte di Bologna, oscuro artista forse seguace di Vitale da Bologna. È articolato in sette scene, che includono la profezia funesta al momento della nascita del santo, l'addio alla madre, l'incontro con il re, il matrimonio con la principessa, la tentazione da parte del diavolo, fino ad arrivare all'uccisione dei genitori. Le figure, vestite con abiti variopinti e ricche di dettagli, si muovono su uno sfondo con castelli e paesaggi urbani.
Sotto, a sinistra dell'arca, vi sono una decollazione di San Giovanni Battista piuttosto degradata, una Madonna del Latte e un Thronum Gratiae, inframezzati da un grande spazio vuoto; queste immagini sono il risultato di interventi consecutivi sulla base di un primo affresco che doveva rappresentare un gruppo di santi, di cui restano solo alcuni frammenti di piedi e mantelli e il fregio cosmatesco che incornicia il gruppo odierno: sopra di essi venne dapprima dipinta la Madonna del Latte (1330-40, riutilizzando parte di una delle figure preesistenti, come si può notare dall'aspetto nettamente diverso che il suo manto ha nella parte bassa), seguita immediatamente dalla Decollazione e infine dalla Trinità, collocabile verso il 1360. Tra le due mensole dell'arca sono incastrati uno sposalizio di santa Caterina e il Noli me tangere, l'apparizione di Gesù risorto a Maria Maddalena. A destra dell'arca, di ambito veronese e di stampo giottesco, vi sono le scene della natività di Gesù (che include al suo interno anche l'annuncio ai pastori e il primo bagno del Bambino) e della morte della Vergine, uniche superstiti di un più ampio ciclo di storie della vita di Maria. Più in alto, sulla destra, c'è un'ultima immagine con due figure di santi vescovi, di autore lombardo databile tra il 1340 e il 1350: sulla sinistra forse san Nicola, in posa benedicente e con un pastorale d'avorio, sulla destra un giovanissimo san Vigilio con in mano un libro.
Alcuni affreschi sono presenti anche nell'absidiola: al centro, opera di un pittore veneziano di fine Duecento e gravemente degradato, un gruppo raffigurante il Crocifisso, san Giovanni e una figura coronata che potrebbe essere sant'Elena oppure un'allegoria della Chiesa; esso era stato coperto da un'altra Crocifissione (con Maria, Giovanni, la Maddalena e altri quattro santi oranti) di ambito veronese trecentesco, staccata e ora conservata nella sagrestia dei canonici. Nella partitura destra, di scuola veronese d'inizio Trecento, c'è invece santa Caterina con un'altra santa.

##### Altri

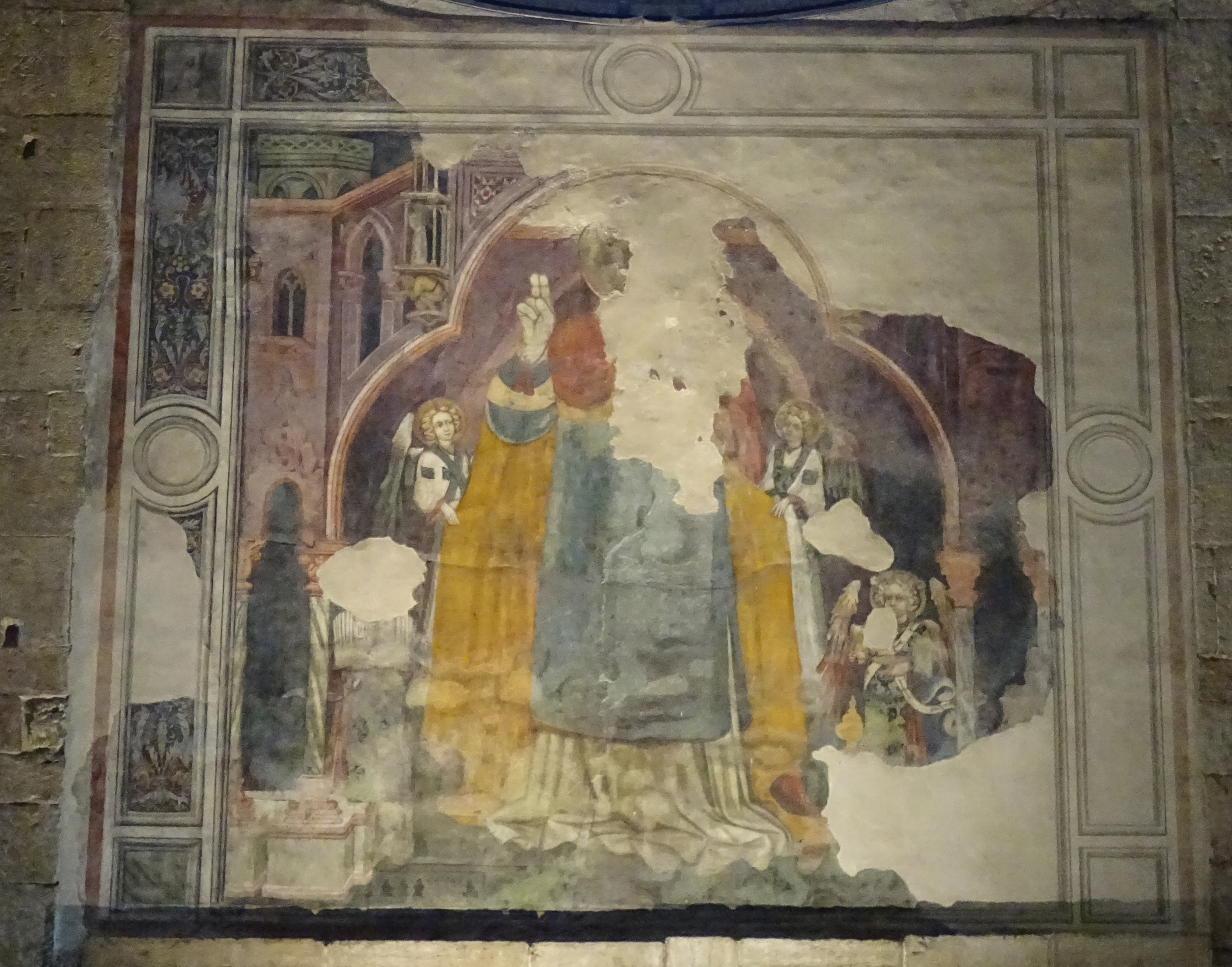
L'affresco di san Vigilio in gloria in controfacciata.

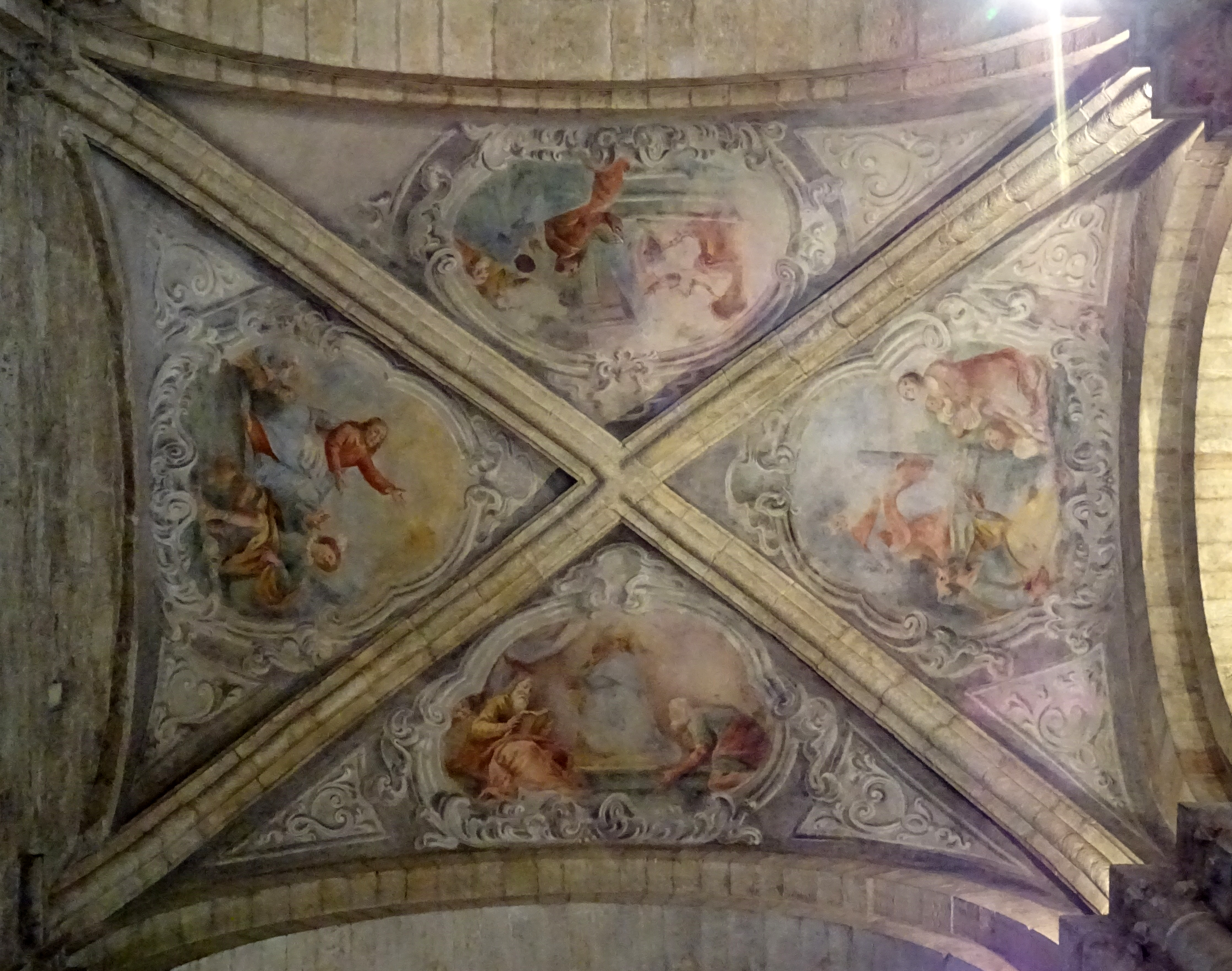
Alcuni degli affreschi barocchi di Giuseppe Antonio Caccioli sulle volte della navata sinistra.

Le altre pareti della chiesa sono meno ricche. Sulla parete sinistra del coro si trova un frammento quattrocentesco d'influsso giottesco, raffigurante la Madonna con Bambino. Un altro affresco di scuola giottesca, di autore forse padovano e databile al 1320 circa, si trova al termine della navata sinistra: di esso era visibile solo una parte nascosta dietro il cenotafio di Bernardo Clesio, ma dopo lo spostamento della tomba e il restauro del 2022 è emerso tutto il corpo della Madonna in trono con il bambino (eccetto l'angolo in alto a destra, andato perduto), e anche la figura intera di un altro santo a sinistra.
In controfacciata campeggia un'immagine assai rovinata d'influenza nordica, realizzata a inizio Quattrocento sotto l'episcopato di Giorgio di Liechtenstein: si tratta di un vescovo in gloria, plausibilmente san Vigilio, circondato da quattro angeli, con un dettagliato spaccato architettonico chiesastico sullo sfondo.
Con l'inizio del Quattrocento "si chiude la grande stagione della pittura murale gotica nel duomo di Trento". Forse sempre nel corso del secolo le volte furono dipinte per la prima volta con un cielo stellato, ma a parte questo si dovrà attendere il Settecento prima che un artista possa nuovamente affrescare la cattedrale; a scioglimento del voto fatto durante l'assedio del 1703 partì infatti una grande campagna decorativa barocca: il parigino Louis Dorigny si occupò del presbiterio e della volta della navata centrale (con immagini della vita di san Vigilio e di santi della diocesi), il bolognese Giuseppe Antonio Caccioli delle volte delle navate laterali (con storie dall'Antico e dal Nuovo Testamento), e il trentino Gasparantonio Baroni della cupola. Terminati entro la metà del secolo, questi affreschi vennero quasi totalmente distrutti durante l'epurazione del barocco di fine Ottocento, quando si volle riportare il duomo alla "purezza" del romanico: Nicolò Rasmo ebbe a commentare con amarezza che "[...] la decorazione non era affatto violenta e anzi rispettava le linee architettoniche del duomo, arricchendolo pure con un elemento coloristico del quale ora si sente la mancanza. La distruzione va imputata non al fatto che esse 'turbassero l'armonia delle severe forme romaniche', ma perché alla fobia del gotico era successa quella del barocco, e gli affreschi del Dorigny e del Baroni ne furono vittime. [...] Dobbiamo rimpiangere che al momento della demolizione nessuno a Trento si sia curato di conservare almeno in fotografie o disegni, un ricordo di quanto scompariva per sempre".
Sulle volte delle navate tornò quindi il cielo stellato, realizzato da Giuseppe Lona, mentre Luigi Spreafico affrescò le volte del coro, dell'abside e della cupola, ma anche queste opere vennero scialbate negli anni 1960. Durante i restauri dei primi anni 2010 è emerso un affresco del Caccioli in una vela della quarta campata meridionale, con Cristo in casa di Marta e Maria; altri sono stati recuperati nella navata settentrionale nel 2017, e occupano per intero le volte di tre campate.

#### Monumenti funebri

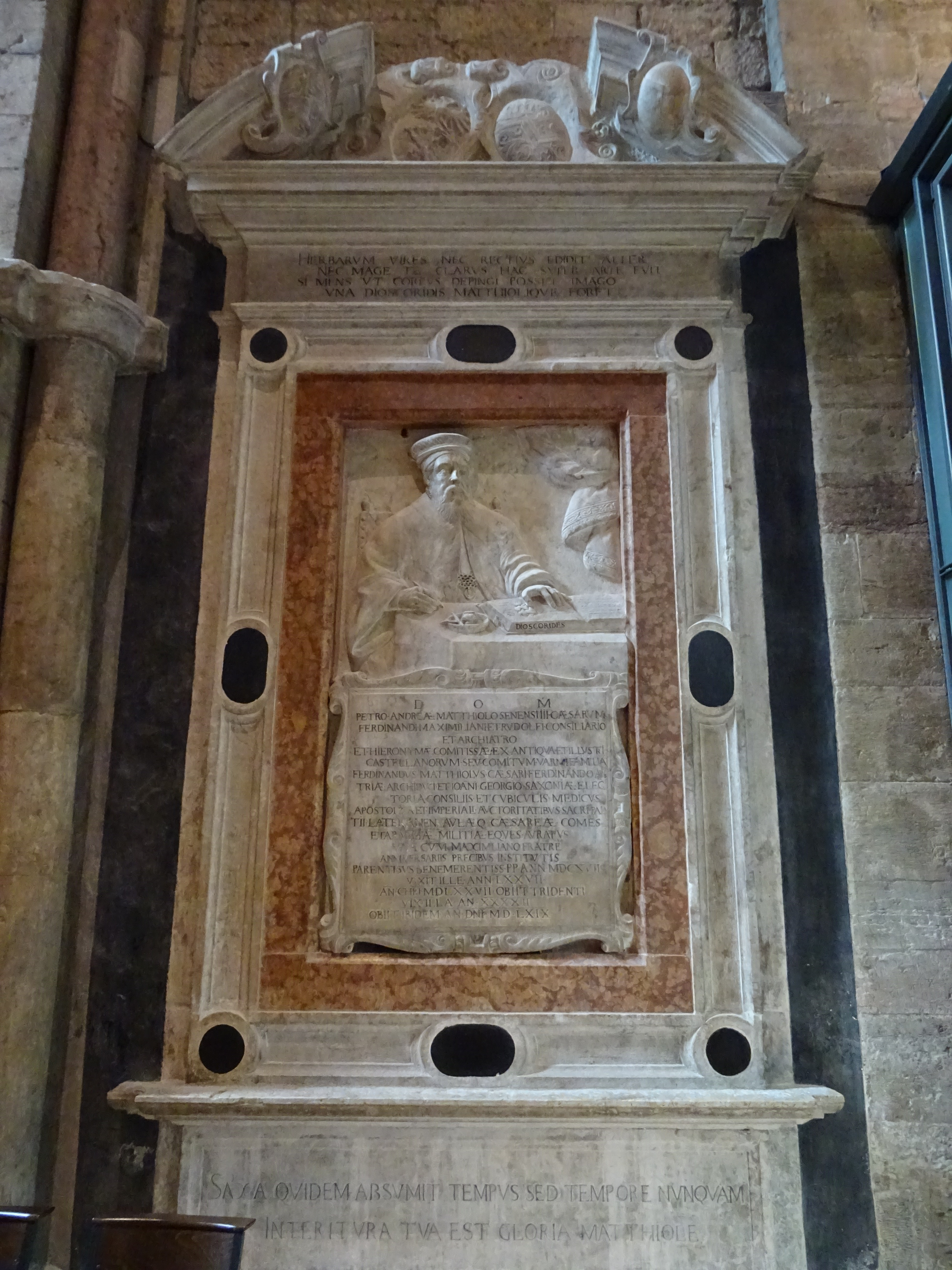
Il monumento funebre di Pietro Andrea Mattioli.

Storicamente il duomo di Trento, sia ai tempi della basilica paleocristiana, sia nella nuova costruzione vanghiana, ha ospitato le sepolture di numerosi uomini legati alla chiesa, in primis i vescovi locali e i canonici, ma anche di laici. Prima del rifacimento del pavimento nel Novecento nel piano calpestabile si trovava un centinaio di lastre tombali, e altre ancora erano addossate alla pareti. Nell'assetto attuale della cattedrale restano una ventina di monumenti funebri, molti dei quali erano in origine appaiati a tombe nel pavimento, mentre gli altri sono andati perduti o sono stati trasferiti altrove, ad esempio nell'area archeologica sottostante, nel museo diocesano o nel lapidario del castello del Buonconsiglio.

##### Navate
In controfacciata, in arcosolio presso l'angolo meridionale, si trova il sarcofago del giureconsulto trentino Calepino Calepini (m. 1495), commissionato da suo fratello Donato nel 1485; sul coperchio inclinato è scolpita la figura del defunto adagiato sul letto di morte, incorniciata da palmette e racemi; la base presenta un fregio frontale raffigurante una fenice al centro (simbolo di resurrezione) e due putti ai lati che reggono altrettanti stemmi (quello dei Calepini e forse quello dei Bortolasi), ed è incorniciata da un motivo a dentelli e da due colonnette rettangolari ornate da una candelabra a racemi. Poco distante, appena a sinistra della bussola, c'è il monumento funebre del botanico Pietro Andrea Mattioli (1500-1577), medico di corte di Bernardo Clesio, fatto erigere dai figli quarant'anni dopo la sua morte e forse realizzato da Paolo Carneri: sopra alla base che riporta un breve testo latino si staglia la grande lapide, con doppia cornice (in pietra rossa, e in pietra bianca con inserti di pietra di paragone), con il bassorilievo del defunto e una grande cartella con l'elogio funebre; concludono in testa una fascia con iscrizione elogiativa della professione di Mattioli, e quindi il timpano spezzato, con gli stemmi dei Mattioli e dei Varmo (famiglia della moglie Girolama, m. 1569) ripetuti due volte. Il bassorilievo di Mattioli è particolarmente dettagliato: il botanico, togato, è seduto al suo tavolo di studio, intento a scrivere la sua opera su Dioscoride (addirittura sulle pagine si distingue il disegno di una felce); al collo porta un medaglione con l'effige di un uomo barbuto, forse un Asburgo.

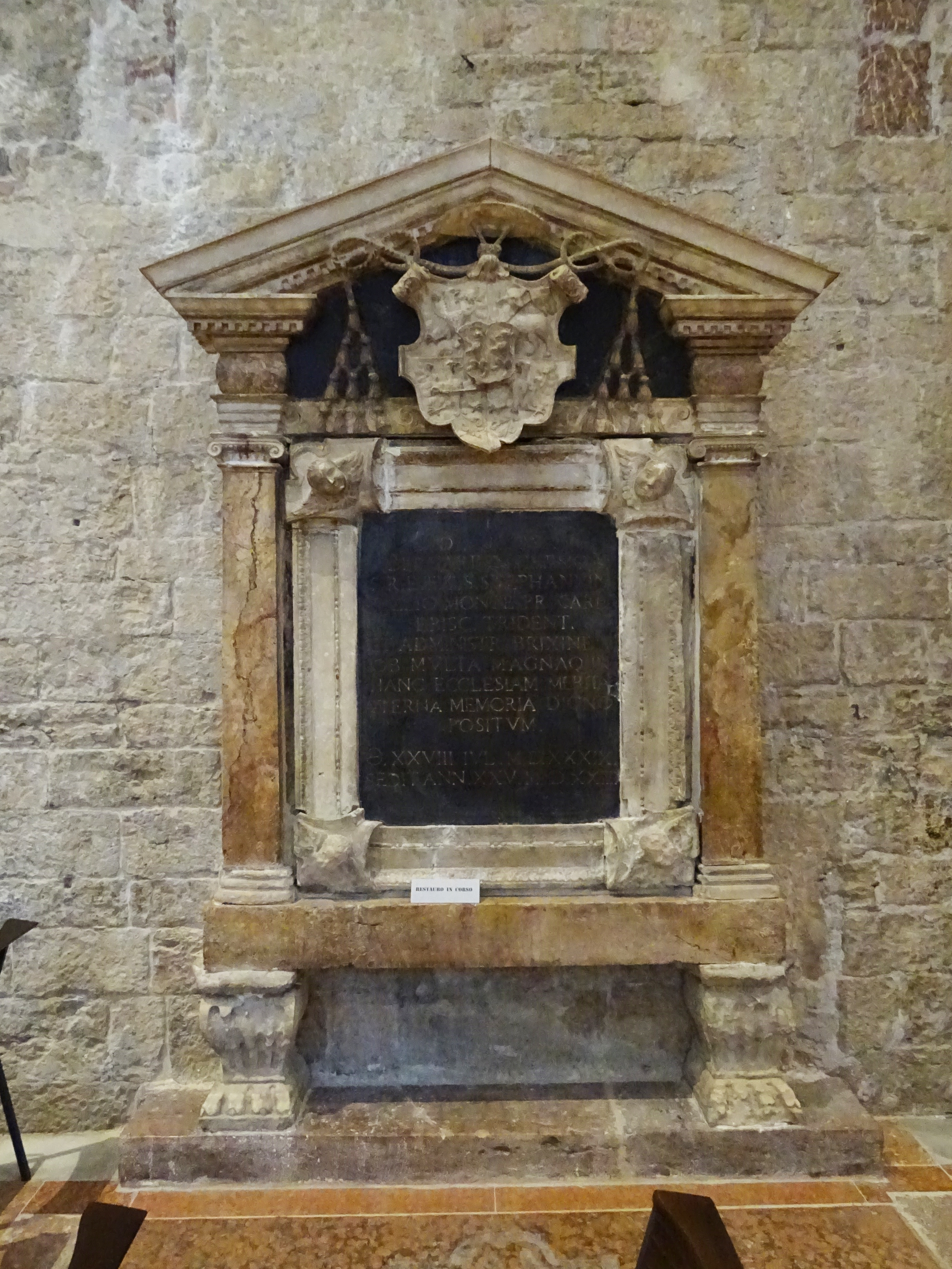
La modesta lapide di Bernardo Clesio.

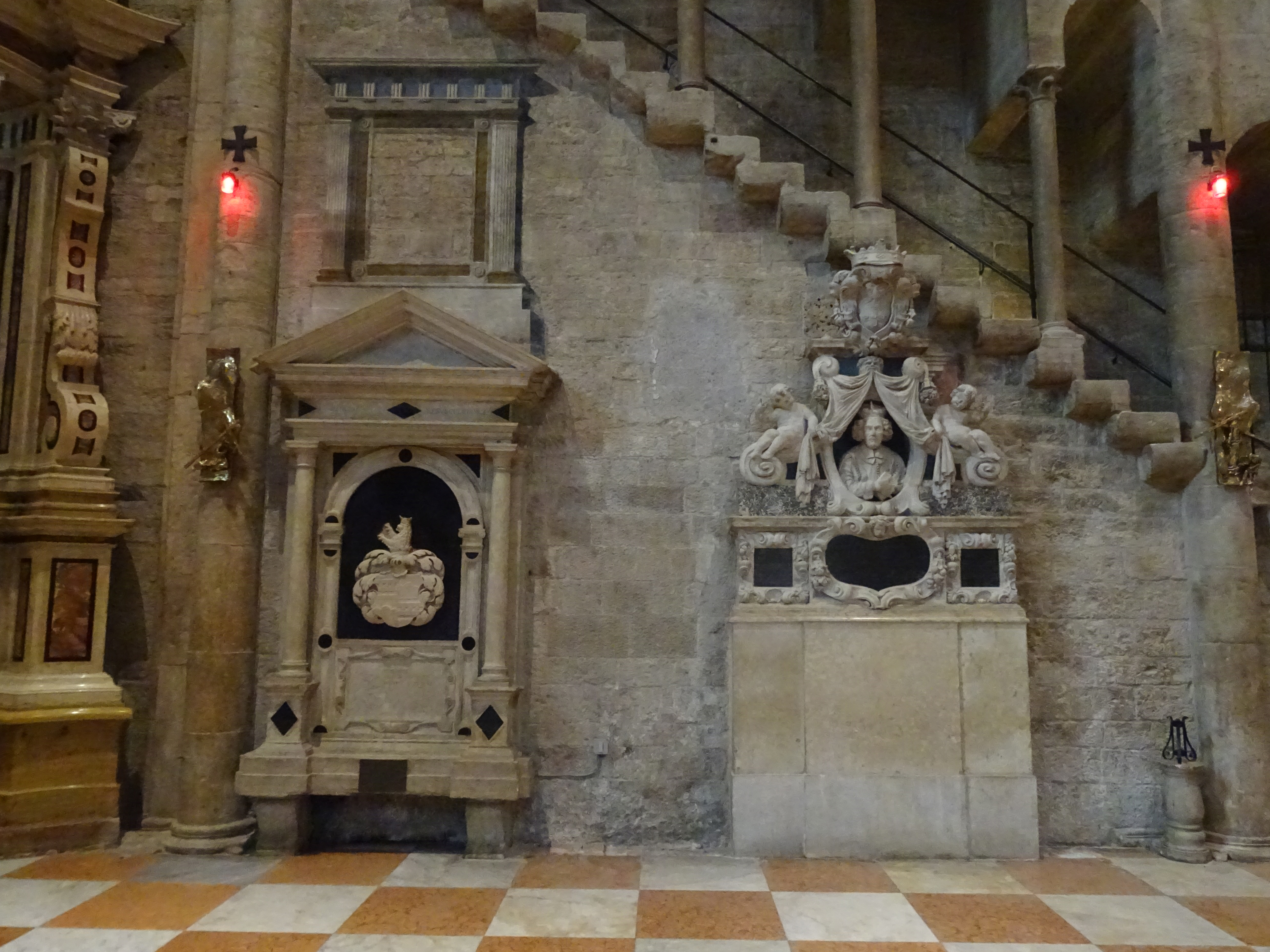
Le tombe di Giulio Alessandrini e Liduino Piccolomini.

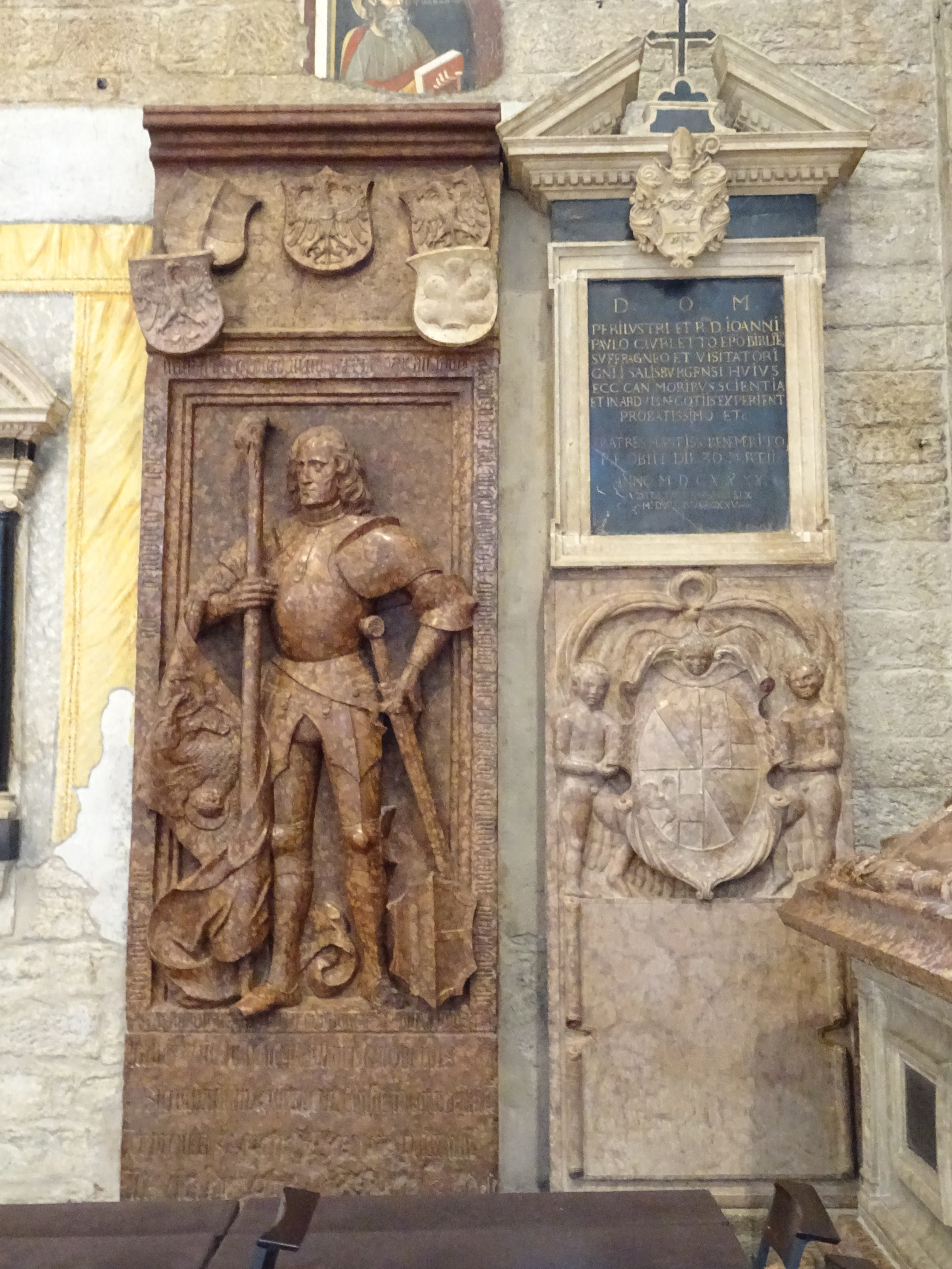
A sinistra la lastra tombale di Roberto Sanseverino d'Aragona, a destra le lapidi di Giovanni Paolo Ciurletti (sopra) e Simone Thun (sotto).

A destra della bussola si erge il monumento funebre del conte Leonardo Nogarola (m. 1543-1552), consigliere di Ferdinando IV: realizzato in pietra bianca, è impostato a mo' di edicola, con due colonne laterali a capitelli ionici, poggianti su plinti recanti dei teschi e sormontate da una sproporzionata architrave dorica con alta cornice modanata terminale. Fiancheggiata dalle colonne, la lapide centrale reca lo stemma dei Nogarola e un cartiglio con iscrizione, ed è incorniciata da pietra rosata con patere e losanghe in pietra di paragone.
In navata sinistra, prima dell'altare, si trova una delle tombe più antiche rimaste in duomo, forse d'inizio Trecento, ornata solo da uno stemma non identificato che il Rasmo riconduceva alla famiglia Bortolasi. Tra i due altari della navata sinistra vi sono i monumenti funebri di Giulio Alessandrini (1506-1590, medico di corte degli Asburgo), Liduino Piccolomini (1611-1680, preposito e canonico) e Girolamo Roccabruna (1525-1599, arcidiacono). Il primo è un'edicola in pietra bianca e nera, con colonne doriche e timpano triangolare, e lo stemma di famiglia al centro. Il secondo segue lo schema tipico dei monumenti veneti dell'epoca (un quadrato con sopra un triangolo) e potrebbe essere opera di Paul Strudel, che stava lavorando al tempo sulla cappella del Crocifisso: al centro si trovano tre riquadri in pietra di paragone con un'epigrafe ciascuno; sopra due putti discostano un tendaggio, che parte da due riccioli e un mascherone, rivelando una nicchia con il busto del defunto, in abito canonicale e con il breviario in mano; in cima sta lo stemma dei Piccolomini, con tralci fruttati e corona comitale. Il terzo, in pietra bianca, a modello di lapide romana, consta di un'ara marmorea con l'iscrizione sormontata da una lapide con lo stemma dei Roccabruna e un angelo sulla cima.

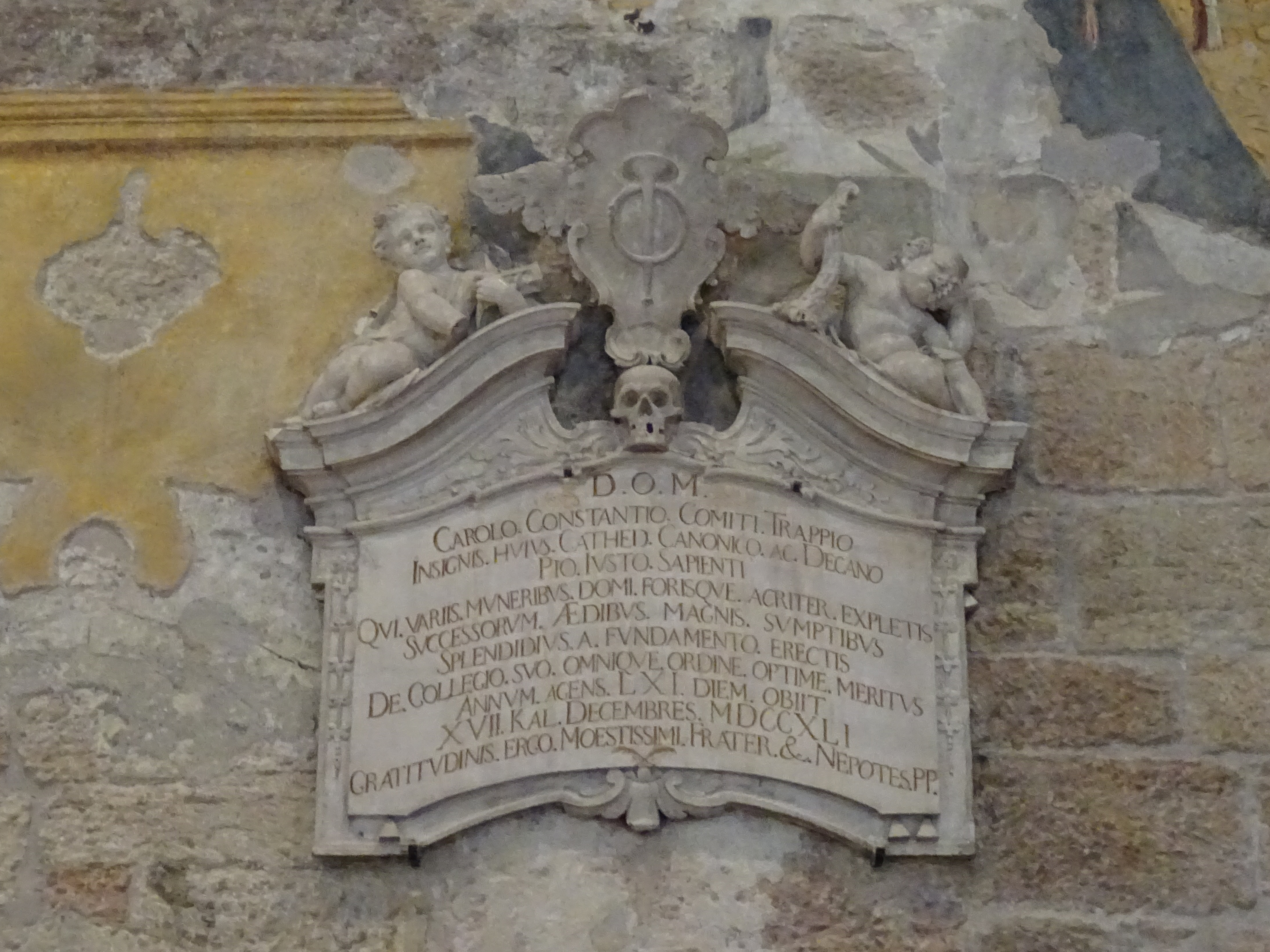
La targa funebre di Carlo Costanzo Trapp nella navata destra.

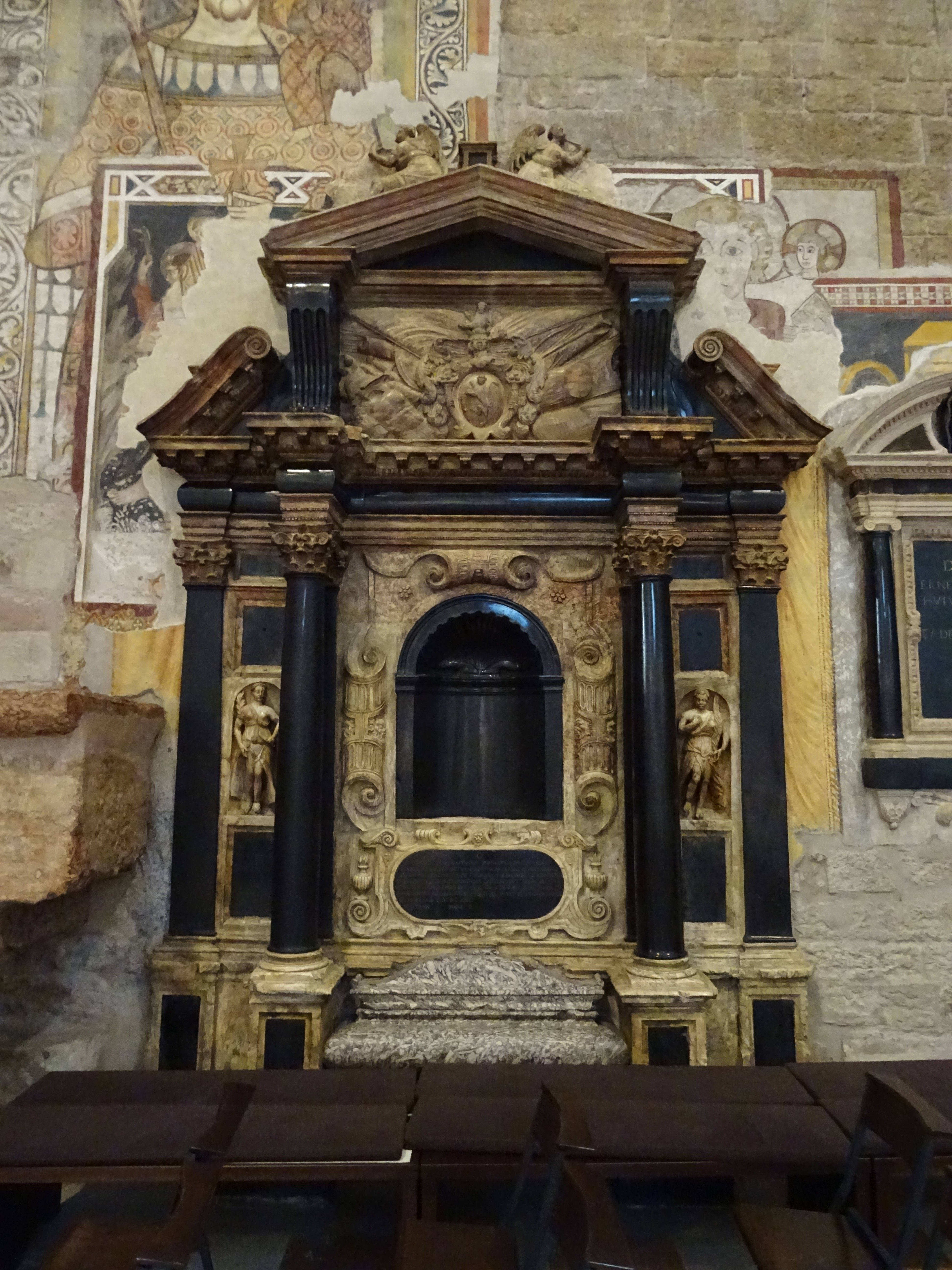
Il monumento funebre di Ludovico II Lodron.

Nell'ultima campata della navata sinistra si trova il monumento funebre di Bernardo Clesio (1485-1539), realizzato almeno quarant'anni dopo il suo trapasso: poggiante su due piedi ferini, il basamento sorregge due lesene ioniche, su cui si monta il timpano contenente lo stemma del cardinale: incassata all'interno e ulteriormente incorniciata da pietra bianca con fuseruole e foglie angolari vi è la lapide in pietra di paragone, su cui è riportata una data di morte errata (due giorni prima di quella effettiva avvenuta il 1º agosto 1539). Ispirata alla lapide del Clesio, ma più semplice, è quella del canonico Giovanni Battista Melchiorri (1564-1639), affissa in terza campata della navata destra: l'iscrizione su pietra di paragone è incorniciata in pietra bianca, sormontata da una trabeazione su cui è appeso lo stemma famigliare, e quindi da un timpano triangolare con croce apicale. In settima campata della navata destra si trova la piccola lapide del canonico e decano Carlo Costanzo Trapp (1680-1741): è una targa semplice con l'epigrafe, sormontata da un teschio che rappresenta la Vanitas, da due putti con clessidra e fiaccola rovesciata (lo scorrere del tempo e la fine della vita), e un cartiglio con il serpente che si morde la coda (l'eternità), la tromba e le ali (la fama).

##### Transetto
Nel braccio meridionale del transetto si trovano diversi monumenti funebri. Il primo, nell'angolo sud-orientale, è un rozzo sarcofago in pietra ammonitica, poggiante su due mensole, che fino al 1977 conteneva il corpo del beato Adelpreto (poi spostato in una nuova tomba nella basilica paleocristiana); ucciso nel 1172 da Aldrighetto di Castelbarco e subito acclamato come martire, venne inumato nella basilica antica, e traslato in questo sarcofago solo nel Cinquecento. Segue l'imponente cenotafio di Ludovico II Lodron, capitano nella Lega Santa, che lui stesso commissionò nel 1600 per sé e per la moglie Susanna Beatrice; opera forse di Paolo Carneri, è impostato a guisa di altare e realizzato con marmo bianco e nero: il corpo principale è diviso in tre segmenti da due lesene laterali e due colonne più interne in posizione avanzata, tutte poggianti su plinti rettangolari e dotate di capitelli corinzi. Il segmento centrale ospita alla base un'urna in marmo di Castione; sopra campeggia una specchiatura ovale con l'iscrizione funebre, con cornice a volute corredata da vasi fiammanti e una protome leonina, e una nicchia con conchiglia (sul cui eventuale contenuto non si ha alcuna informazione) incorniciata da cartocci. Nei segmenti laterali, molto più stretti, due nicchie ospitano altrettante statue, forse personificazioni della Vittoria e della Prudenza. La parte superiore del monumento, poggiante sulla trabeazione delle colonne e su un cuscinetto di pietra di paragone, è un ampio frontone con al centro lo stemma della famiglia Lodron circondato da immagini guerresche. Più a destra si trova la lapide di Ernesto Wolkenstein (1552-1616), decano della cattedrale dal 1608: è un semplice monumento bianco e nero, con iscrizione centrale incorniciata a ovuli e cartocci, rinserrata tra colonnine ioniche; alla base vi è il volto di un angelo con alcuni fregi vegetali, mentre in testa vi è un timpano spezzato con conchiglia contenente un piccolo busto del defunto.
Segue la pietra tombale di Roberto Sanseverino d'Aragona, un condottiero al servizio dei veneziani che combatté contro le truppe di Sigismondo d'Austria e affogò nell'Adige durante la battaglia di Calliano del 1487; il suo corpo, recuperato dagli avversari trentini, venne portato trionfalmente a Trento e sepolto in pompa magna in una tomba sormontata da una statua equestre che vestiva la sua stessa armatura (quest'ultima oggi conservata a Vienna). Nel 1493 le sue spoglie vennero traslate in un sarcofago voluto e pagato dall'imperatore Massimiliano, dove rimasero però soltanto cinque anni, quando vennero restituite ai suoi figli e tumulate nella chiesa di San Francesco Grande a Milano. Della prima tomba non resta nulla, mentre del secondo sarcofago rimangono il coperchio e le due testate in rosso ammonitico, ora disposti verticalmente con il coperchio in mezzo. Quest'ultimo, realizzato da Lucas Maurus di Kempten, riporta scolpita l'effige del defunto a grandezza reale, con il suo stemma personale in basso a destra: Sanseverino è in piedi con indosso l'armatura, la mano sinistra poggiata sulla spada e l'asta con il vessillo della Serenissima nella destra. Nonostante la posa superba, la raffigurazione in realtà è un dileggio neanche troppo celato al nemico battuto, e ha lo scopo di esaltare chi quell'uomo lo sconfisse: la cima dell'asta infatti è spezzata, così che la bandiera penzola al suolo, con il leone di San Marco ignominiosamente a testa in giù. La cornice del coperchio è percorsa da un'elegante iscrizione tedesca in caratteri gotici, e anche qui il nome dei veneziani (Venediger) e quello dello stesso defunto (senior Robert) cadono proprio nella fascia sottostante i piedi, con il nome "Robert" quasi coperto da questi ultimi. Altre iscrizioni corrono sulla lastra di piede, mentre la lastra di testa di nuovo torna a onorare i vincitori, riportando cinque stemmi con le armi dell'Austria, del Tirolo, del Trentino, del principato vescovile di Trento e del principe vescovo Udalrico Frundsberg.
A destra della lapide del Sanseverino ve ne sono altre due, una sopra l'altra: quella inferiore è del conte Simone Thun (m. 1584), decano della cattedrale e canonico di Salisburgo, e contiene solo lo stemma dei Thun sorretto da due putti e una cartella rettangolare oggi priva dell'iscrizione; quella superiore è del canonico Giovanni Paolo Ciurletti (1584-1640), e come per la lapide di Melchiorri (realizzata probabilmente dalla stessa mano), richiama le forme di quella del Clesio; l'epigrafe è su pietra di paragone, contornata da una fascia modanata bianca, con timpano spezzato contenente una croce bianca e nera e lo stemma fissato sulla fascia intermedia.
Contro la parete occidentale del transetto sud si trova l'unica tomba vescovile pervenutaci intatta, il sarcofago del principe vescovo Udalrico Lichtenstein (m. 1505); due leoni gotici sorreggono una cornice modanata in pietra ammonitica rossa, su cui poggia l'arca in pietra chiara di gusto rinascimentale, con elementi centrali in pietra di paragone, colonnette angolari a girali vegetali e bordo superiore a motivo tortile. La faccia destra è occupata da un'iscrizione latina; la pietra tombale è inclinata e riporta l'immagine del vescovo incorniciato in un'arcata, sormontata da due edicolette cuspidate con i mezzibusti dei santi Vigilio e Udalrico, mentre in basso campeggiano gli stemmi del principato vescovile e dei Lichtenstein. Sul muro a fianco del sarcofago è fissata la lapide di Giulia Crotta, morta durante l'epidemia di peste che imperversò tra il 1574 e il 1575, qui traslata dal cimitero e ispirata alle steli funerarie romane: inseriti in un'arcata a tutto sesto vi sono i busti della donna e, in secondo piano, quello del marito Giovanni Battista a Coredo, che era ancora vivente, e la testa di un cherubino in cima a un cartiglio con iscrizione molto deteriorata.
Nel braccio nord del transetto, sospesa su due mensole tra gli affreschi, si trova un'arca in marmo rosa, priva di sigilli e risalente a inizio Trecento: ospitava probabilmente i resti del principe vescovo Bartolomeo II Querini (m. 1307) oppure quelli del suo successore Enrico di Metz (m. 1336), anch'essi poi traslati nella basilica paleocristiana; il sarcofago è realizzato in pietra rossa locale, bordato in alto con foglie d'acanto e capsule di papavero che dovrebbero simboleggiare Ipno, e angolato da colonnine tortili con capitelli corinzi, con sottostanti fregi a dentelli. Nel sepolcro sotto alla statua della Madonna degli Annegati riposano invece le spoglie del beato vescovo Giovanni Nepomuceno de Tschiderer (1777-1860).

#### Cappella del Crocifisso

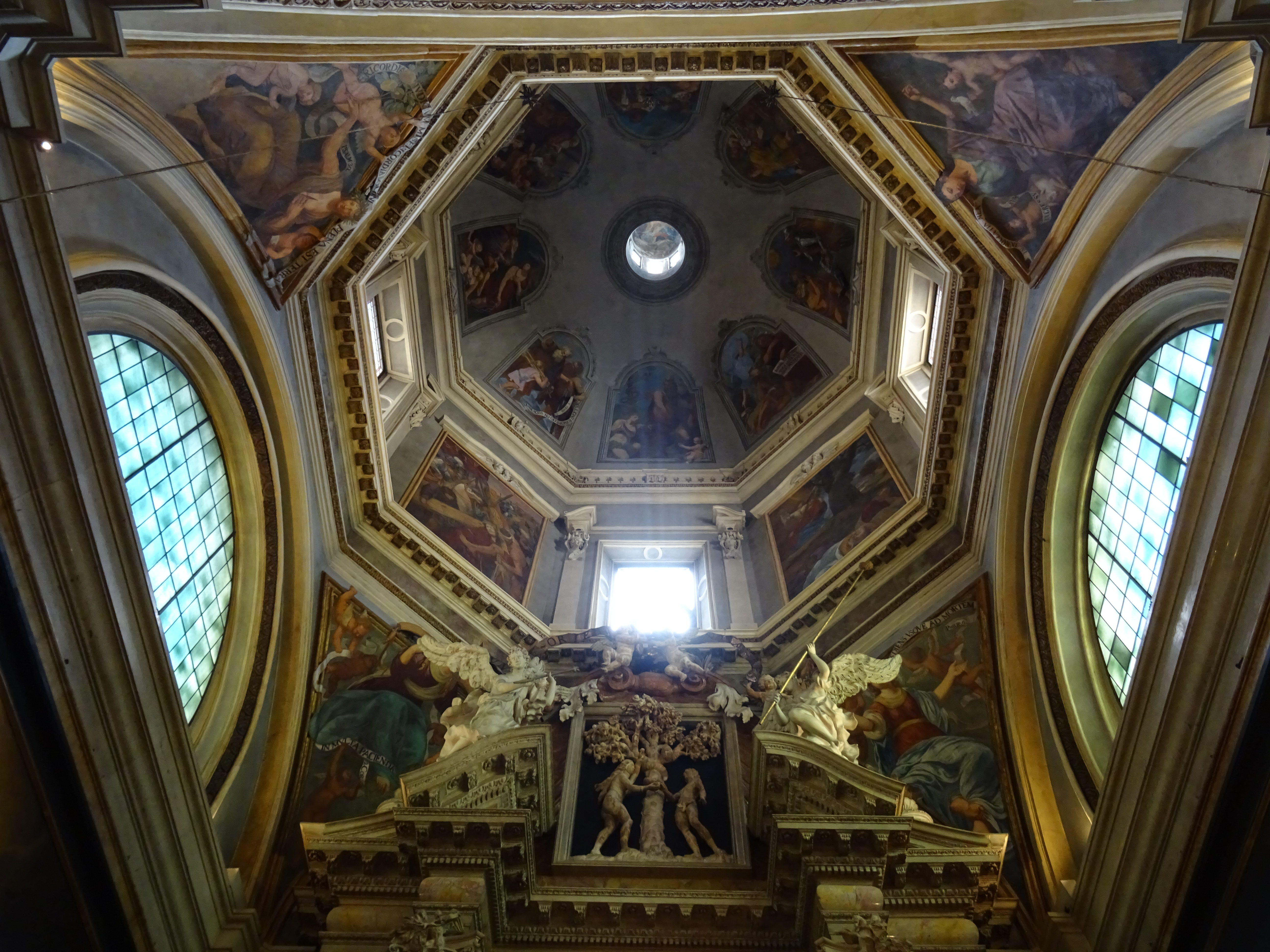
La cupola della cappella del Crocifisso.

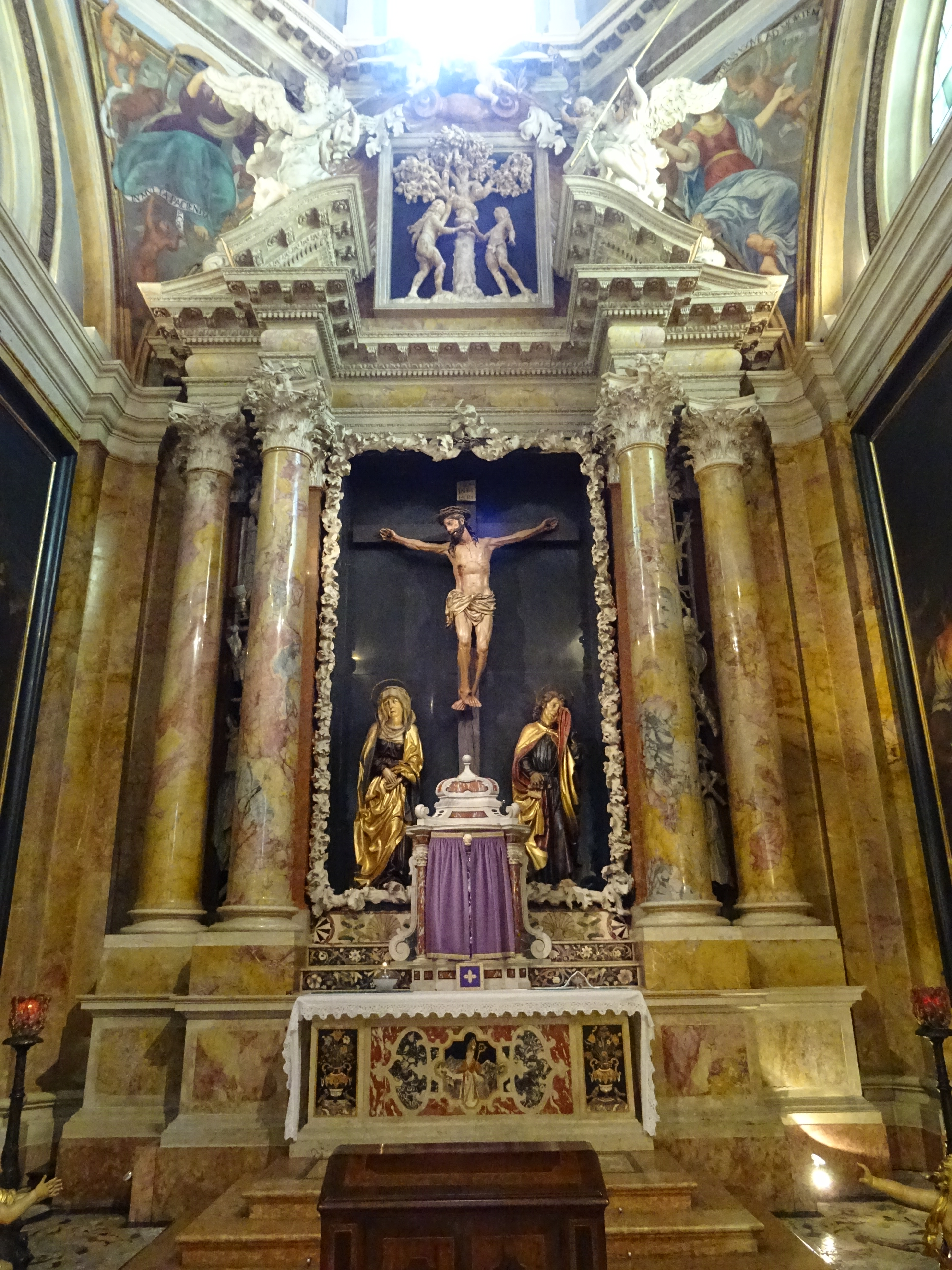
L'altare della cappella del Crocifisso.

La cappella del Crocifisso, detta anche cappella Alberti, è l'unica cappella laterale del duomo, e si apre nella sesta campata della navata destra. Venne aggiunta nel 1682 per volontà del principe vescovo Francesco Alberti Poja, che ne affidò progetto e decorazione al sacerdote artista Giuseppe Alberti: lo scopo principale della cappella era quello di ospitare il gruppo ligneo della Crocifissione, ma oltre a questo era previsto che fungesse anche da cappella funebre del vescovo stesso. La struttura, costata oltre centomila talleri, vide l'intervento di numerosi artisti e all'epoca era certo uno dei più notevoli capolavori barocchi dell'intero principato vescovile; l'ambizione dell'Alberti Poja, la cui persona e famiglia erano in effetti assai celebrate nella struttura, gli attirò il risentimento dei suoi successori.
L'iconografia si sviluppa intorno al tema della redenzione: punto centrale è naturalmente l'altare barocco, i cui elementi sono da ricondurre alle mani di molti artisti diversi. Gli elementi architettonici e la decorazione centrale del paliotto con san Vigilio sono opera degli scultori castionesi Benedetti, a cui si deve anche la pavimentazione della cappella, mentre i pannelli laterali del paliotto con i vasi fioriti sono da ricondurre ad Antonio Corbarelli; gli elementi scultorei (in particolare gli angeli del timpano, ma anche i capitelli delle colonne) sono di Paul Strudel, tranne per la scultura marmorea del timpano che è opera di Francesco Barbacovi, e raffigura Adamo ed Eva che, ascoltando il diavolo in forma di serpente, colgono il frutto dall'albero del bene e del male. Tra le colonne laterali corrono due fasce con i simboli delle Arma Christi, realizzati in stucco da Gerolamo Aliprandi, autore anche di tutti gli altri stucchi della cappella. Infine, nell'ancona si trova il gruppo ligneo cinquecentesco della Crocifissione, con l'Addolorata e san Giovanni, attribuito a Sixtus Frey: in precedenza era contenuto nell'altare della Santa Croce in testa alla navata maggiore, e venne fortemente associato al Concilio di Trento.
L'opera figurativa continua negli affreschi della volta, tutti realizzati dall'Alberti: nei pennacchi sono rappresentate quattro virtù di Cristo: Pazienza, Ubbidienza, Misericordia e Innocenza; nel tamburo cinque scene della Passione: Orazione nell'orto, Arresto di Gesù, Flagellazione, Incoronazione di spine e Salita al Calvario; negli spicchi della cupola otto episodi veterotestamentari: Adamo ed Eva cacciati dal paradiso terrestre, Lotta di Giacobbe con l'angelo, Sol et luna obtenebrati sunt, Daniele nella fossa dei leoni, Giobbe maltrattato, Sansone deriso, L'umanità prigioniera in attesa di essere redenta da Cristo e il Sacrificio di Isacco; infine, nella lanterna trova posto l'immagine di Dio Padre.
Sulle pareti laterali della cappella sono appesi due grandi dipinti di Johann Carl Loth e della sua bottega, raffiguranti l'adorazione dei pastori e la resurrezione di Gesù; in origine queste tele erano parzialmente coperte da due medaglioni ovali con bassorilievi marmorei sempre di Paul Strudel, fissati in basso al centro, uno raffigurante l'estasi di san Francesco, l'altro il vescovo Alberti Poja presentato al Crocifisso da san Vigilio. Questi vennero rimossi durante un restauro ottocentesco, e per riempire il vuoto si ingaggiò Franz Xaver Fischer per dipingere elementi aggiuntivi; l'ovale con il vescovo trovò una nuova collocazione sopra all'arcata di accesso della cappella, mentre la scultura di san Francesco passò al convento dei Cappuccini. Nel corso dello stesso restauro si ebbe anche la perdita più grave per la cappella, ossia la rimozione di quasi tutte le numerose e sfarzose decorazioni a stucco dell'Aliprandi, in parte perché deteriorate e considerate troppo problematiche da restaurare, ma certamente anche per smorzare i toni barocchi che a fine Ottocento risultavano indesiderati.
L'ingresso, chiuso da una pregevole cancellata in ferro battuto con lo stemma dell'Alberti Poja, è fiancheggiato da due statue della Veronica e della Maddalena, sempre opera di Paul Strudel, che fino all'Ottocento stavano accanto all'altare della cappella.

#### Sagrestie

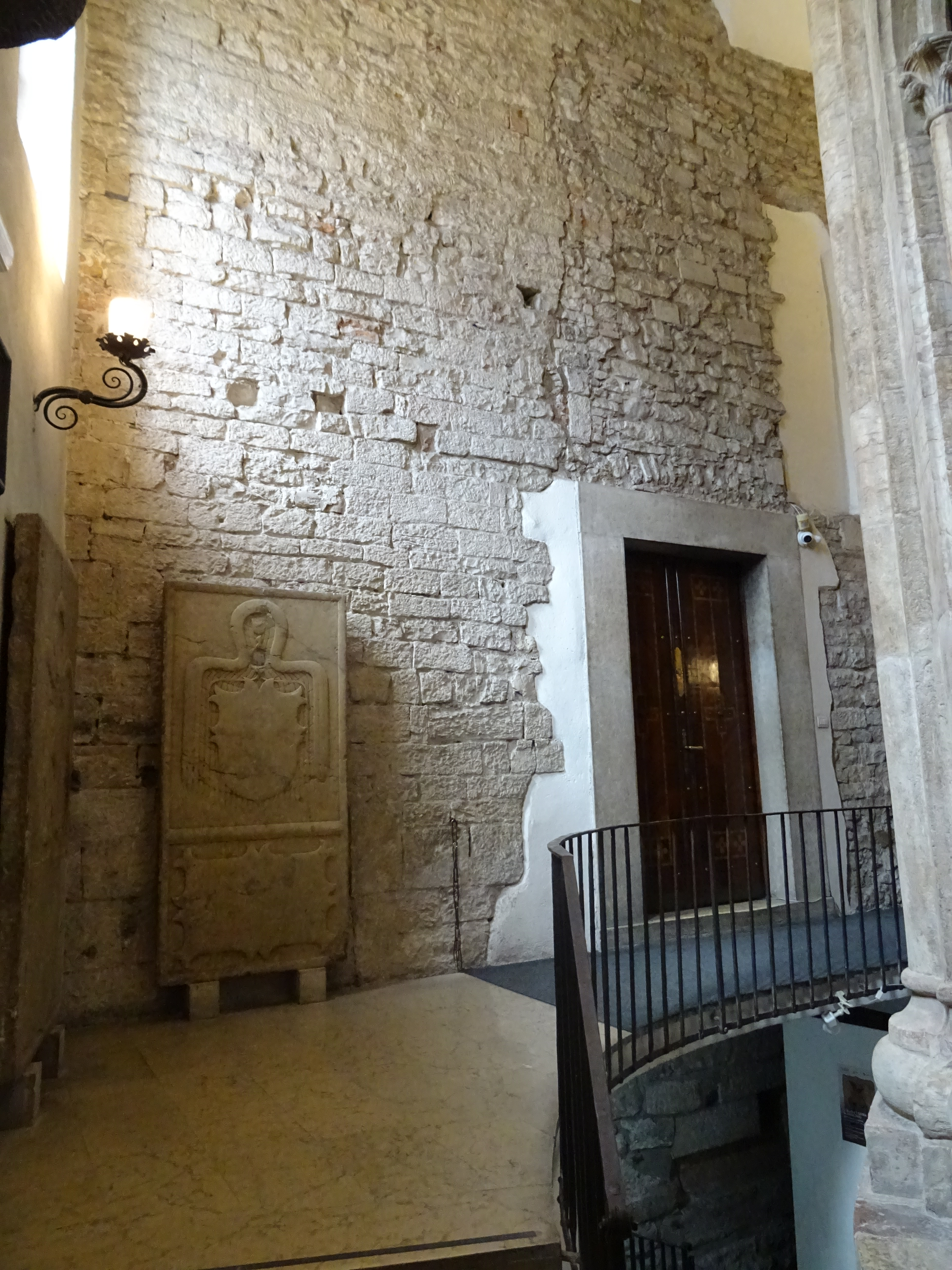
Il portale d'accesso alla sagrestia delle reliquie, nell'anticamera dietro al braccio nord del transetto; sulla destra si nota una parte dell'absidiola settentrionale.

Annesse dietro al fianco nordorientale del duomo vi sono le due sagrestie: quella delle reliquie (la più meridionale, sotto al Castelletto del Palazzo Pretorio) e quella dei canonici (immediatamente a nord). Tramite una porta sulla parete nord del coro, oppure una scala a sinistra dell'absidiola settentrionale, si arriva all'andito tra il duomo e il Palazzo Pretorio, chiuso dietro a un setto murario quattrocentesco: da qui si accede alla sagrestia delle reliquie, dove a sua volta si trova l'ingresso della sagrestia dei canonici.
La sagrestia delle reliquie è pavimentata in pietra; oltre ad armadi moderni essa ospita l'armadio delle reliquie, posizionato nell'abside, con porte dipinte a imitazione del contenuto, realizzate intorno al 1741; le reliquie più preziose sono peraltro conservate nel museo diocesano.
La sagrestia dei canonici, o canonicale, è pavimentata in legno e arredata con armadi risalenti al 1745-48, coronati dalle insegne araldiche dei diciassette canonici che li commissionarono; vi si conservano anche sei dipinti di un anonimo veronese del Settecento, raffiguranti storie e miracoli di sant'Antonio di Padova, e un affresco staccato dall'absidina del braccio nord del transetto.
Come detto, le due sagrestie in realtà non si trovano nel duomo, bensì sono ricavate nel corpo del Palazzo Pretorio, l'antica dimora vescovile il cui nucleo originario, risalente al IX-X secolo, è il cosiddetto "Castelletto", la parte più meridionale. Nell'anno 1070 sono documentate due cappelle sovrapposte alla base del Castelletto, dove si trova ora la sagrestia delle reliquie: sopra c'era la cappella palatina, intitolata a san Biagio, e sotto un'altra cappella dedicata a san Giovanni Battista. La ricostruzione vanghiana della cattedrale introdusse una sacrestia parva, collocata nell'emiciclo absidale, alla quale si aggiunse nella prima metà del Trecento la sacrestia nova o magna, costruita tra il fianco meridionale del Castelletto e l'abside del duomo, contenente anche l'archivio capitolare e una latrina pensile. Nel 1579 Ludovico Madruzzo decise di adibire a sagrestia la cappella di San Biagio: questa già dal Cinquecento era usata per le funzioni del Capitolo, che vennero quindi spostate nella sagrestia magna.
Con i rifacimenti della zona presbiteriale nel 1739 vennero dismesse sia la sacrestia parva, sia la sacrestia magna (completamente demolita); la sagrestia canonicale venne trasferita nella sala del Castelletto confinante a nord con la cappella di San Biagio, e soprattutto vennero scombinati i piani delle due cappelle del palazzo, creando tre nuovi ambienti: la sagrestia presbiterale venne ad occupare la parte superiore della cappella di San Giovanni e la parte inferiore della cappella di San Biagio, lasciando fuori la base della prima (trasformata in un basso deposito voltato) e la parte superiore della seconda (da cui si ricavò un altro locale).